# Tomáš Skořepa
Tomáš Skořepa (* 24. června 1960) je významný český restaurátor a malíř. Je držitelem povolení k restaurování kulturních památek MK ČR čj. 15067/91 ze dne 29.01.1991 pro obor Restaurování uměleckořemeslných malířských děl a čj. 10908/96 ze dne 11.12.1996 pro obor Restaurování figurálních nástěnných maleb. Jeho otec Tomáš Skořepa se zabýval designem (Asociace designerů). Tomáš Skořepa žije v Praze.

## Život
Absolvoval Střední odbornou školu výtvarnou. V letech 1981–1991 působil ve Státních restaurátorských ateliérech. Zde pracoval pod vedením významných českých restaurátorů a výtvarných pedagogů ak.mal.Jana Mikuláše Hály a docenta Jiřího Josefíka. S Josefíkem, kterého považuje za svého učitele, spolupracoval i po odchodu z Ateliérů na restaurování v Chotěšově, Slavonicích a Prachaticích i v Josefíkově ateliéru. Od roku 1991 se věnuje restaurování kulturních památek samostatně. Zaměřuje se zejména na nástěnné malby. Věnuje se též volné tvorbě.

## Restaurovaná díla
Patří mezi významné české restaurátory fresek a sgrafit.

### Hlavní město Praha

#### Hudební divadlo Karlín
- Restaurování v Hudebním divadle Karlín[9][10]
- Průzkum nátěrových vrstev jevištního portálu sálu Hudebního divadla Karlín[11]
- Průzkum stropu ředitelny Hudebního divadla v Karlíně[12]
- Odkryv a restaurování dekorativní výmalby stropu ředitelny Hudebního divadla v Karlíně[13]
- Restaurování nástropní malby a nástěnných lunet v hlavním sále Hudebního divadla v Karlíně[14]

#### Strakova akademie
- Průzkum omítkových a nátěrových vrstev fasády budovy Strakovy akademie v Praze[15]

### Prachatice
Tomáš Skořepa se podílí od roku 1981 na restaurování sgrafit a fresek v Městské památkové rezervaci Prachatice. Je členem skupiny restaurátorů tvořících dlouhodobě v Prachaticích. Z této jeho tvorby vznikla řada restaurátorských záměrů a zpráv o významných prachatických kulturních památkách.
Křišťanova čp. 36
- Restaurátorská zpráva. Renesanční sgrafito na fasádě domu čp. 36 v Prachaticích.[18][19]
- První etapa prací: odkryv, transfer fragmentu mladší renesanční malby, očištění a upevňování sgrafitové vrstvy. (Skořepa 1995)[20]
- Druhá etapa prací: dočištění povrchu sgrafita, povrchová fixáž, doplňky a retuše. (Skořepa, Mašek 1997)[21]
- Dům čp. 36 – identifikace použitých pigmentů (Bayerová 1996)[22]

Dolní brána
- Restaurování nástěnné malby rožmberského jezdce a heraldických růží. Oprava fasády a nárožního bosování čelní stěny věže Dolní (Písecké) brány v Prachaticích[23]
- Oprava tří stran fasády věže Dolní (Písecké) brány v Prachaticích. Restaurování heraldických růží a oprava nárožních bosáží[24]
- Oprava JV, JZ a SZ fasády věže, restaurování heraldických růží a oprava nárožních bosáží[25]

Horní čp. 50
- Odkryv a restaurování fragmentů renesanční malby na fasádě domu č. p. 50 v Prachaticích[26]

Dlouhá čp. 95
- Odkryv a restaurování renesanční sgrafitové fasády domu č.p. 95 v Prachaticích. Červenec–srpen 2011.[27]

Velké náměstí 48
- Restaurátorské práce na fasádě domu č.p. 48.[28]

Stará radnice (Prachatice)
- Chiaroscurová malba, medailon s námětem vanitas (nad schodištěm)[29]
- Chiaroscurová malba. Medailon s námětem "Vanitas" Prachatice čp. 1[30]

Rumpálův dům
- Sgrafitová výzdoba tzv. Rumpálova domu čp. 41 v Prachaticích. Konzervace a restaurování 2005 a 2009[31][32]

Neumannova čp. 148
- Restaurování nástěnných maleb na fasádě domu č. p. 148 v Prachaticích[33]

Měšťanský dům Rožmberský
- Restaurátorské práce na malované renesanční fasádě domu čp. 45 Solnice na Velkém náměstí v Prachaticích[34]
- Restaurátorské práce na malované renesanční fasádě domu č.p. 45 SOLNICE na Velkém náměstí.[35]

Poštovní čp. 119
- Průzkum omítkových vrstev ve dvou místnostech č. p. 119 v Solní ulici.[36][37]

Nová radnice (Prachatice)
- Restaurování sgrafitové výzdoby nové radnice v Prachaticích[38]

Národní dům
- Restaurování fasády Národního domu na Velkém náměstí.[39][40]

Internát Sova
- Obnova sgrafitové výzdoby na fasádě školy, rekonstrukce původní barevnosti fasády[41]

Kostel sv. Jakuba Většího
- Restaurování obrazu ukřižování na vnější stěně sakristie kostela sv. Jakuba v Prachaticích. Červenec–srpen 2007[42]
- Klanění Tří králů. Pozdně gotická malba v kostele sv. Jakuba v Prachaticích (dílčí fotografická dokumentace).[8]

Sitrův dům
- Restaurátorská zpráva. Restaurace malířské výzdoby fasády od Š. Hájka z roku 1904 na domě Žďárských č.p. 13 v Prachaticích. 1992[43][P 2][44] M.Šebelová (1970) a rozsáhlá literatura.[45][46][47][48][49][50][16]
- Restaurátorská zpráva. Restaurace fragmentu interiérové nástěnné malby Ukřižování v 1. patře domu Žďárských (čp. 13) v Prachaticích. 1992[51][52][53][54][55]

### Libínské Sedlo
Kostel svaté Anny (Libínské Sedlo)
- Nález a restaurování nástěnných maleb, Entdeckung und Restaurierung der Wandgemälde[56]

### Vyšší Brod
Vyšebrodský klášter
- Restaurování renesančních vrat a nástěnných maleb na průčelí hlavní brány kláštera Vyšší Brod; na restaurování se podíleli: Václav Veřtát – truhlářské práce, Luděk Červenka – kovářské práce, ak. mal. Hana Vítová – polychromie, Tomáš Skořepa – nástěnné malby, Jan Korecký – kamenný portál, erby a ostění oken. Za toto dílo byli restaurátoři oceněni cenou Národní památkový ústav Patrimonium pro futuro[57][58]

### Františkovy Lázně
Chrám svaté kněžny Olgy
- Pravoslavný kostel ve Františkových Lázních[59]

### Žehušice
- Žehušice, zámek – místnost č. 114. Odkryv, čištění a zajištění nástěnné malby a malby stropu včetně polychromie štukového

zrcadla

### Velehrad
Bazilika Nanebevzetí Panny Marie a svatého Cyrila a Metoděje

## Vlastní tvorba
Tomáš Skořepa tvoří i vlastní malby a uměleckořemeslná díla.
- Hlavní kříž kostela Sv. Rodiny[60]

## Výstavy
Tvorba Tomáše Skořepy je prezentována na odborných výstavách v oboru památkové péče.
- Znovuoživená krása. Restaurátorské práce na jihu Čech 2005–2015[58]

## Publikační činnost
Tomáš Skořepa je citován v Bibliografii dějin Českých zemí Akademie věd České republiky.Restaurátorské průzkumy a zprávy publikuje v odborných periodikách:
- Restaurování v Hudebním divadle Karlín[9]
- Ukázky restaurování sgrafit[62][63]
- Restaurování sgrafitové výzdoby nové radnice v Prachaticích[38]a regionálních publikacích[56].

## Názory a rozhovory

### Restaurování v Prachaticích
Tvorba Tomáše Skořepy se zaměřuje výrazně na památky v Prachaticích.
- Restaurování fasády Národního domu[65][66]
- Restaurování na Velkém náměstí[67]

### Televizní pořady
- Prachatický kostel skrýval vzácné malby[68]
- Na nové fasádě Národního domu v Prachaticích září Síla a Nadšení[66]

### Rozhlasové pořady
- Na nové fasádě Národního domu v Prachaticích září Síla a Nadšení[66]

## Účast na konferencích a seminářích
- Seminář Sgrafito 16.–20. století a workshop Sgrafito Litomyšlského zámku, konaných 16. a 17. dubna 2009 v Kongresovém sále zámku Litomyšl[63]

## Ocenění
Za práci na restaurování vstupní brány vyšebrodského kláštera byl Tomáš Skořepa oceněn cenou Národního památkového ústavu Patrimonium pro futuro.

## Prezentace výsledků restaurování
Skořepova tvorba je citována ve významných prezentacích péče o kulturní památky a restaurování nástěnných maleb.
- 20 let Programu regenerace Městských památkových rezervací a Městských památkových zón[69]

## Citace v odborných a kvalifikačních pracích
Tvorba Tomáše Skořepy je citována v odborných studiícha kvalifikačních pracích na vysokých školách.

## Galerie

### Prachatice

#### Prachatice Křišťanova 36, pohledy z Velkého náměstí na detaily sgrafit (1995–1997)

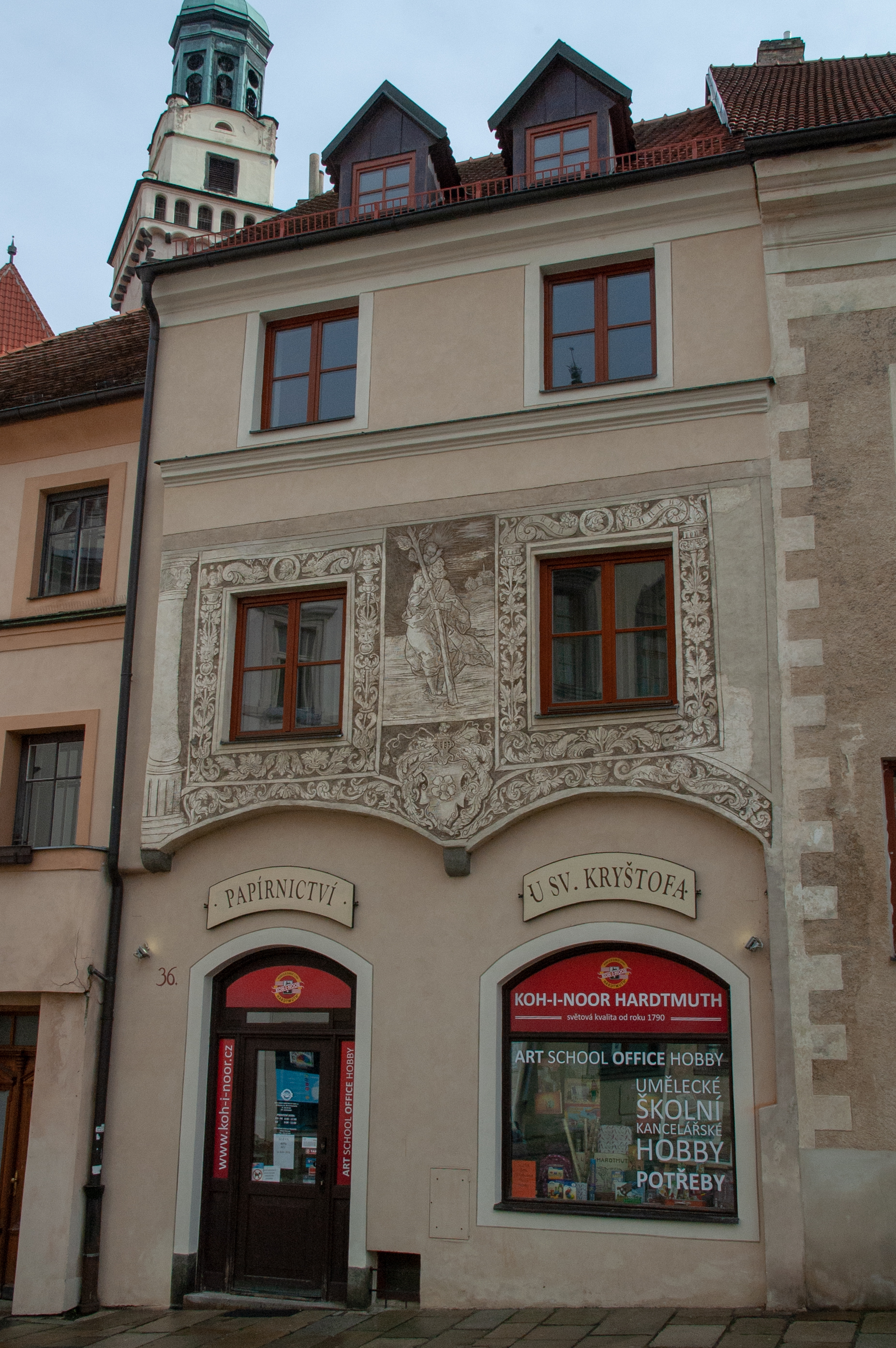
Dům čp. 36, pohled z Velkého náměstí
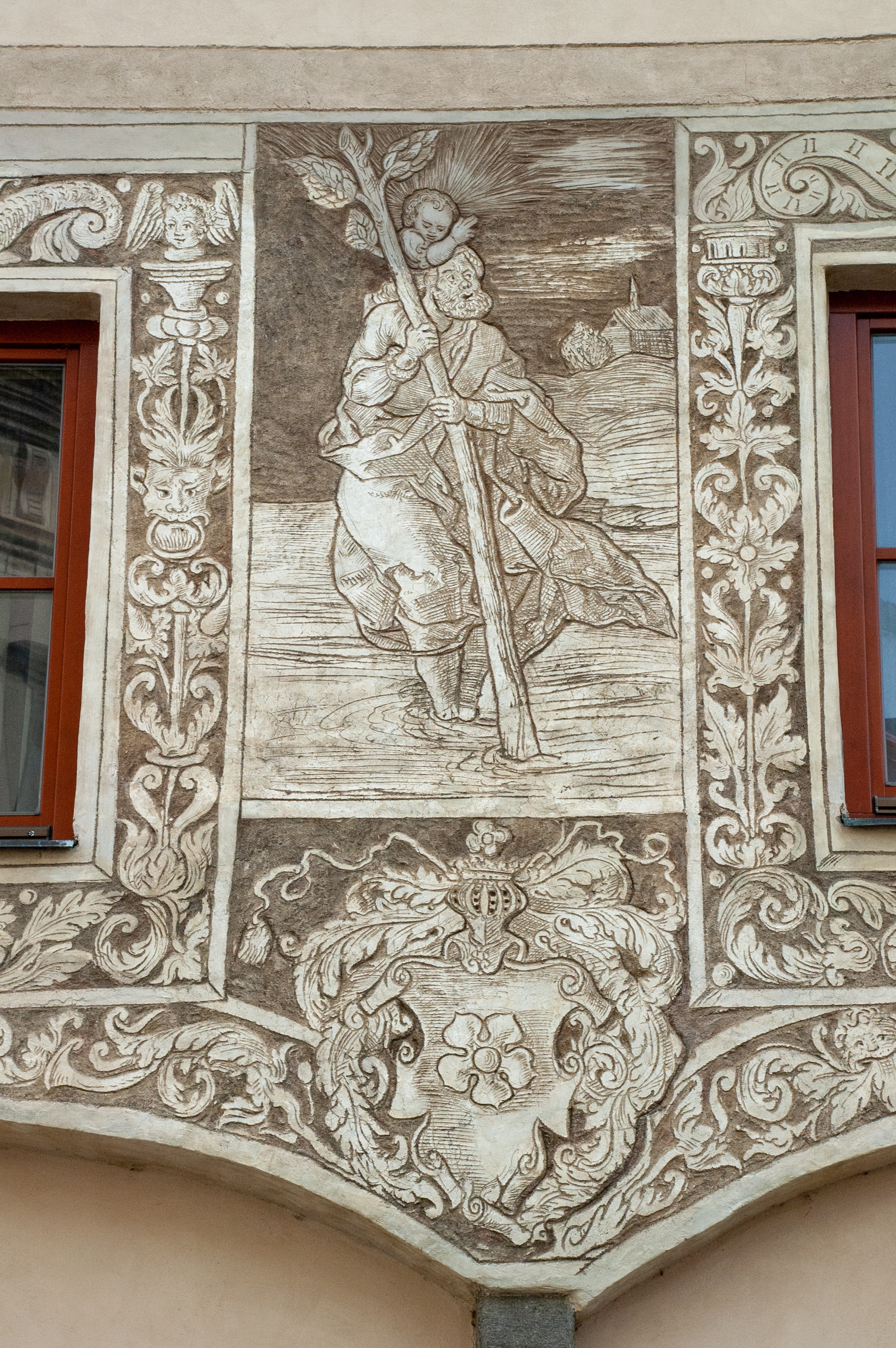
Pohled z Velkého náměstí, pohled na detaily sgrafit
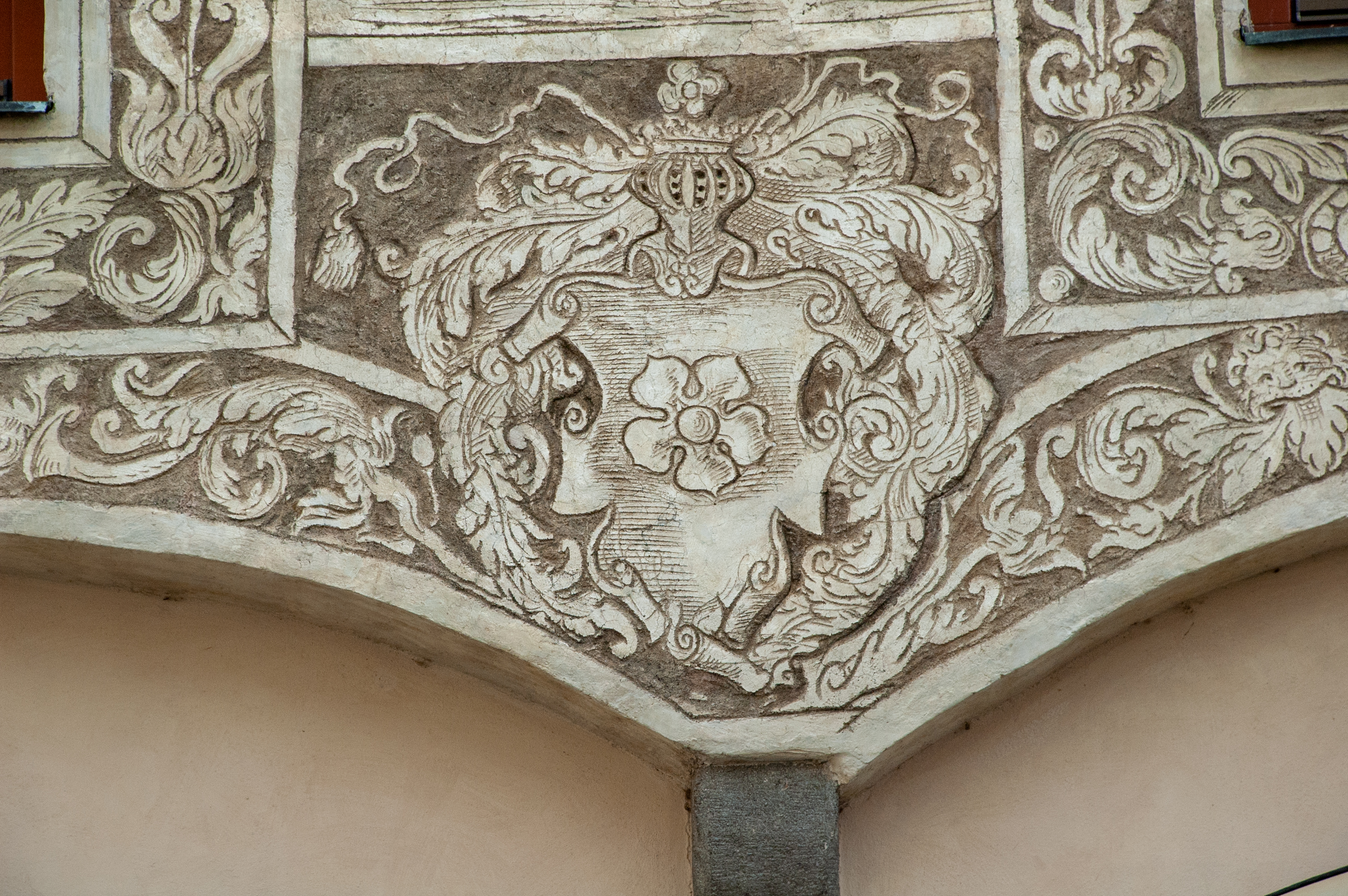
Pohled z Velkého náměstí, pohled na detaily sgrafit
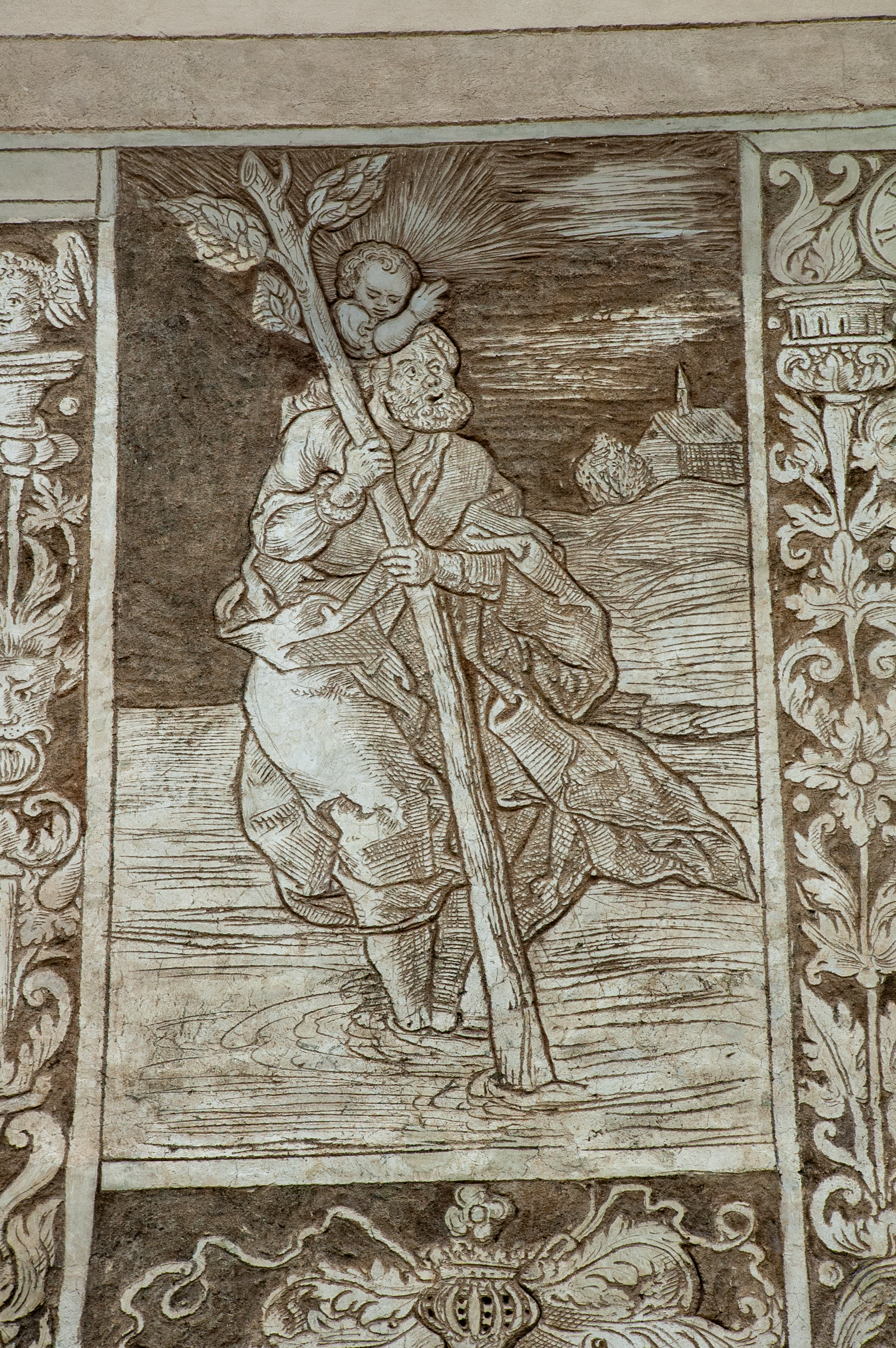
Pohled z Velkého náměstí, pohled na detaily sgrafit
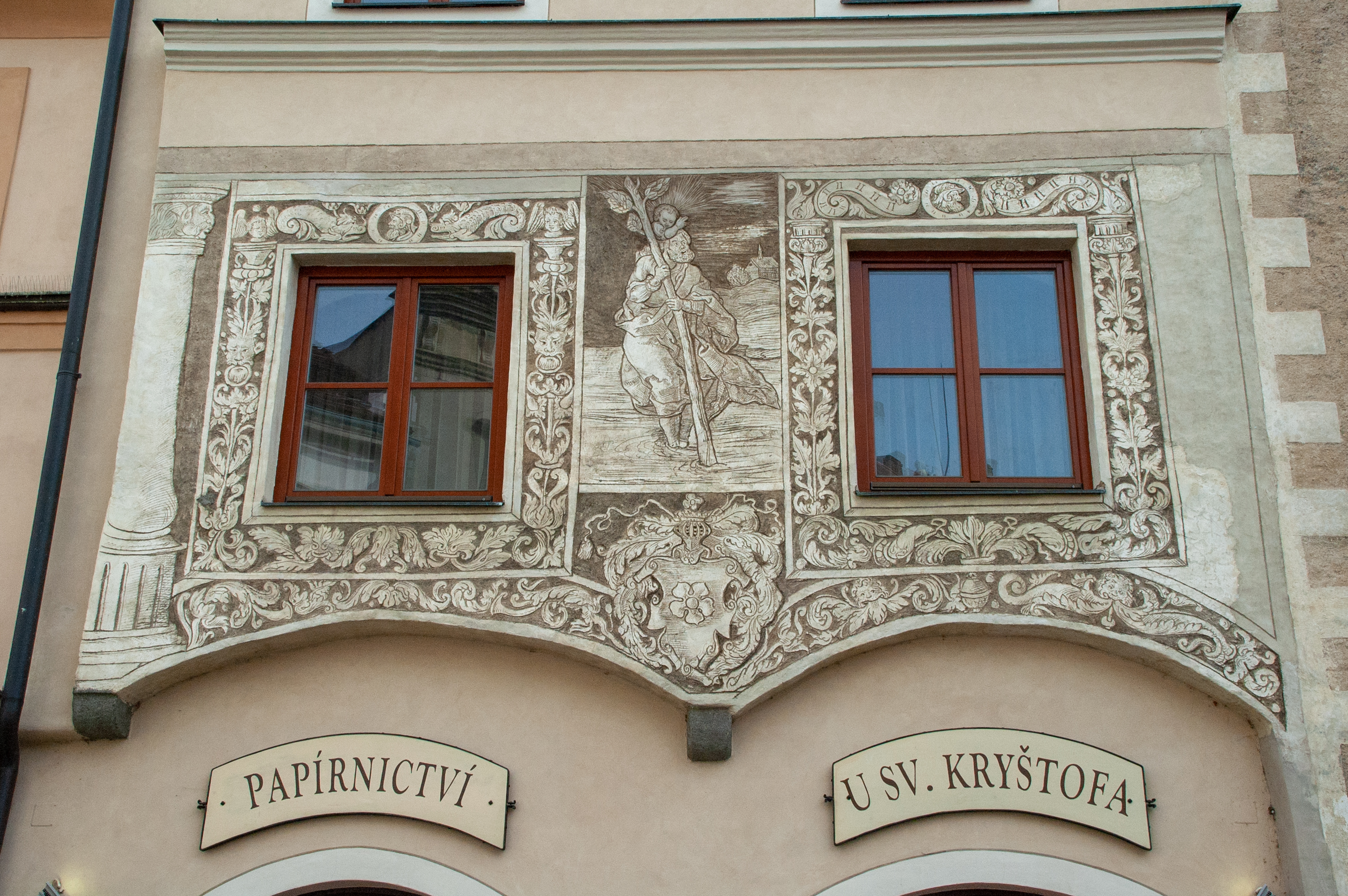
Pohled z Velkého náměstí, pohled na detaily sgrafit

#### Nová radnice

##### Pohledy na Novou radnici z Velkého náměstí

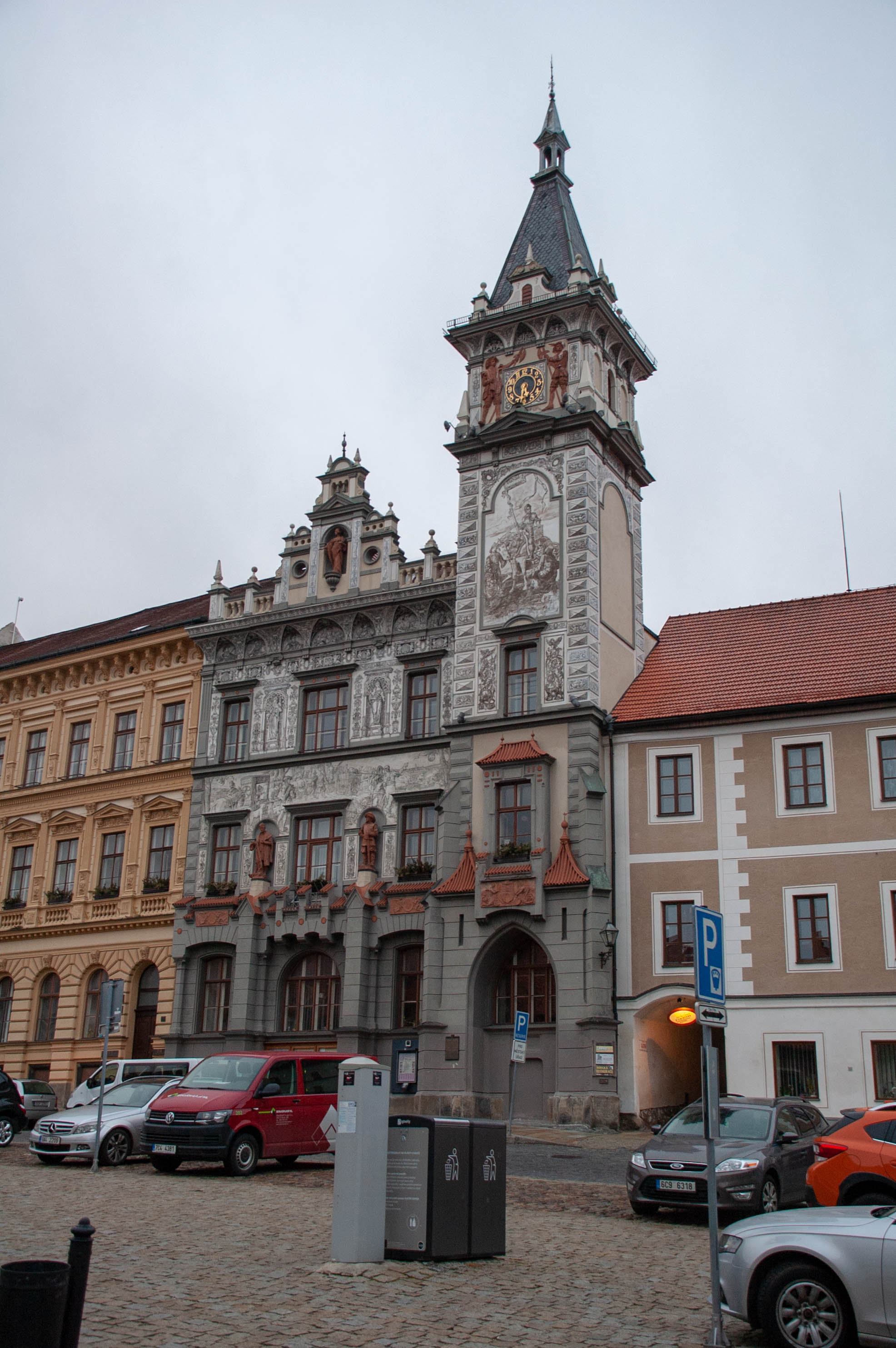
Pohled na Novou radnici z Velkého náměstí
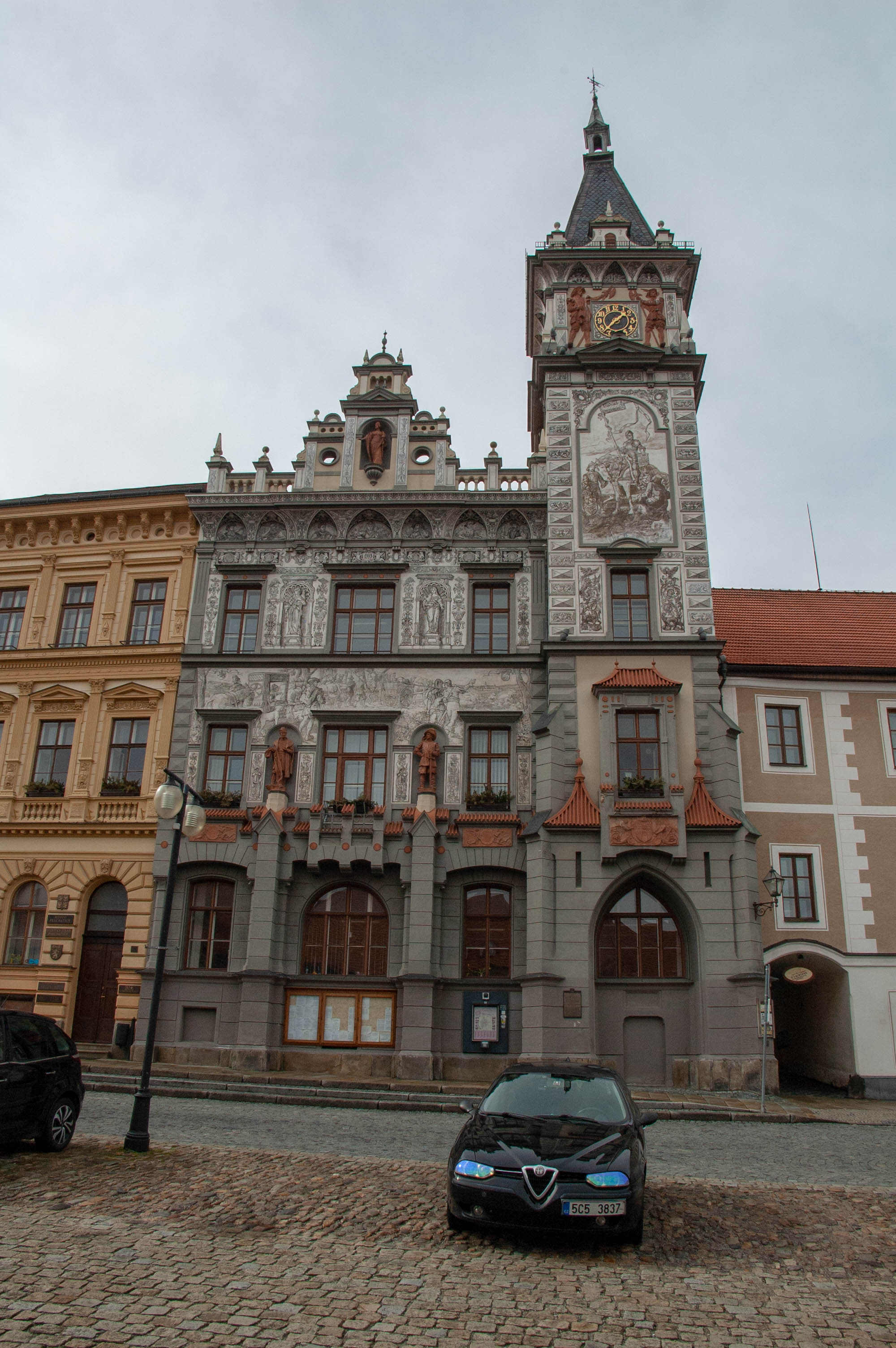
Pohled na Novou radnici z Velkého náměstí
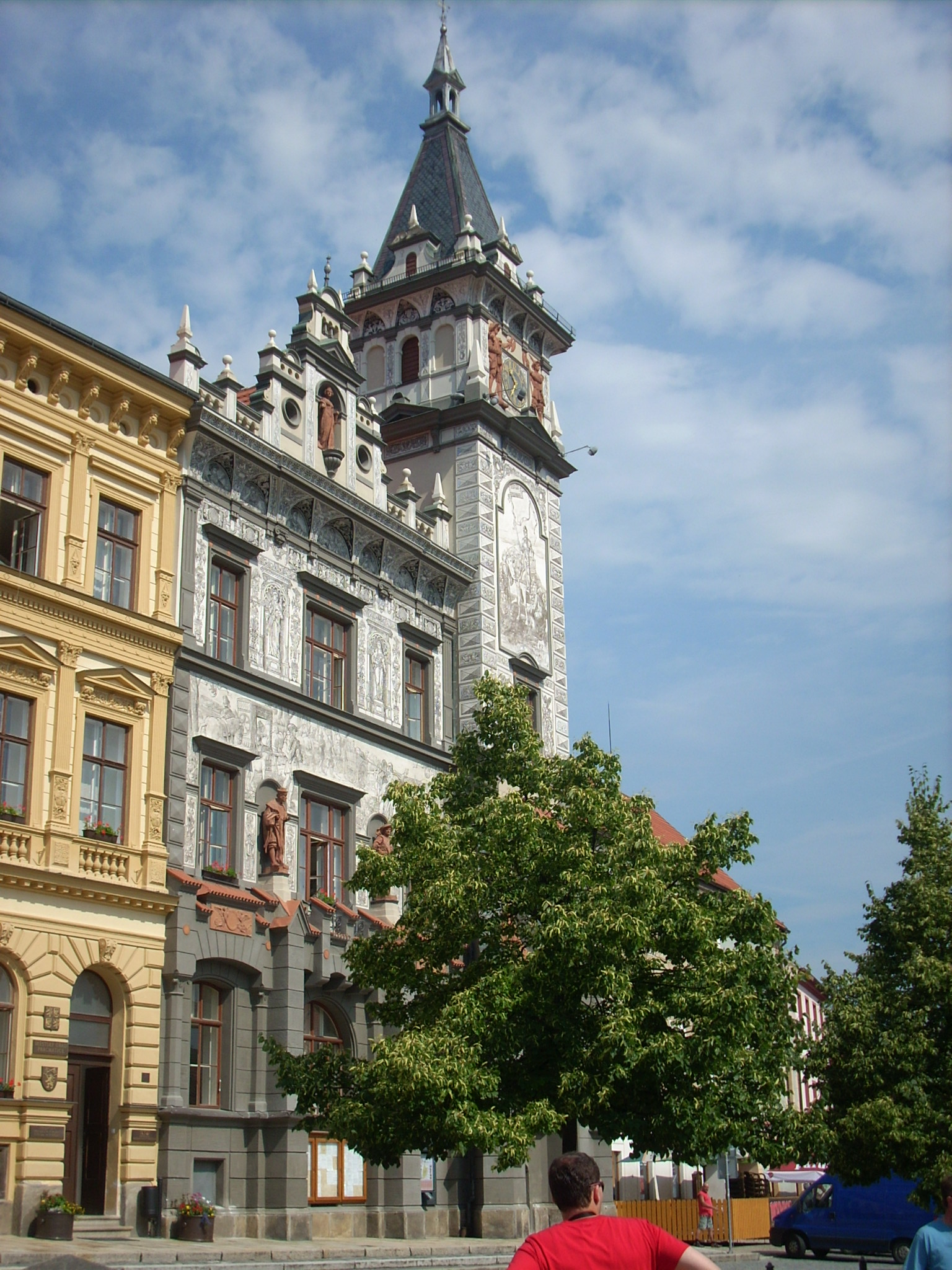
Pohled na Novou radnici z Velkého náměstí
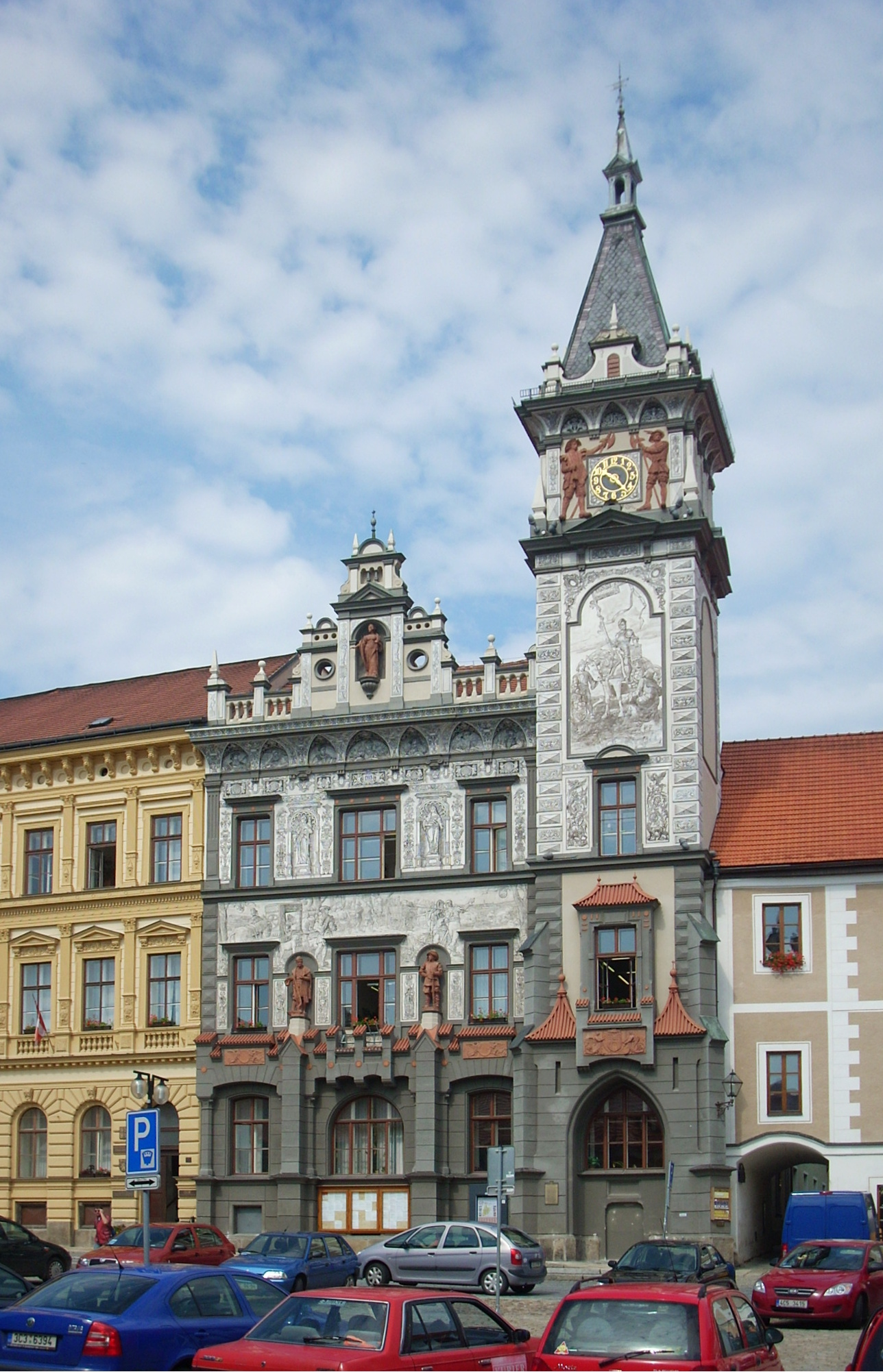
Pohled na Novou radnici z Velkého náměstí
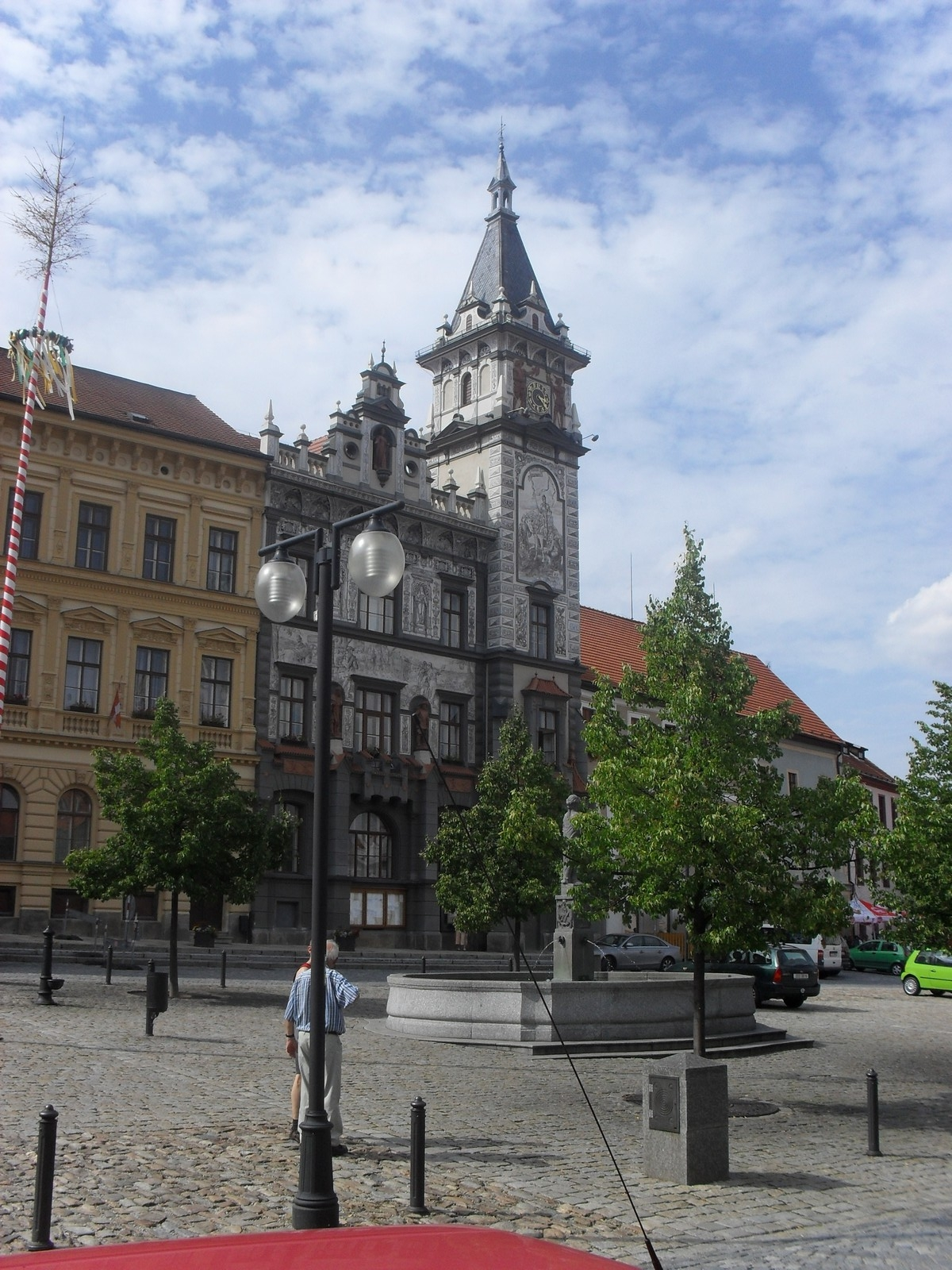
Pohled na Novou radnici z Velkého náměstí
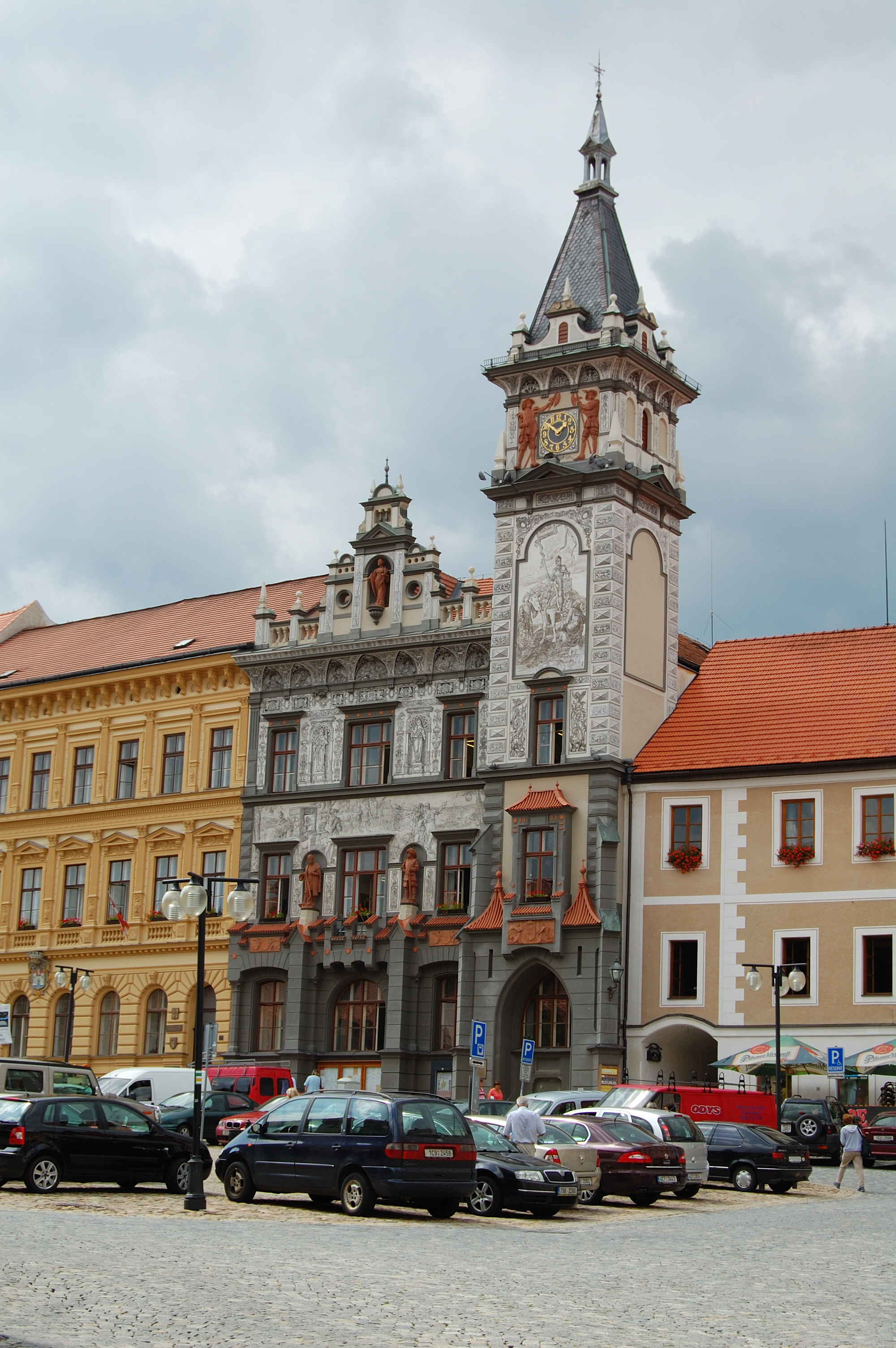
Pohled na Novou radnici z Velkého náměstí
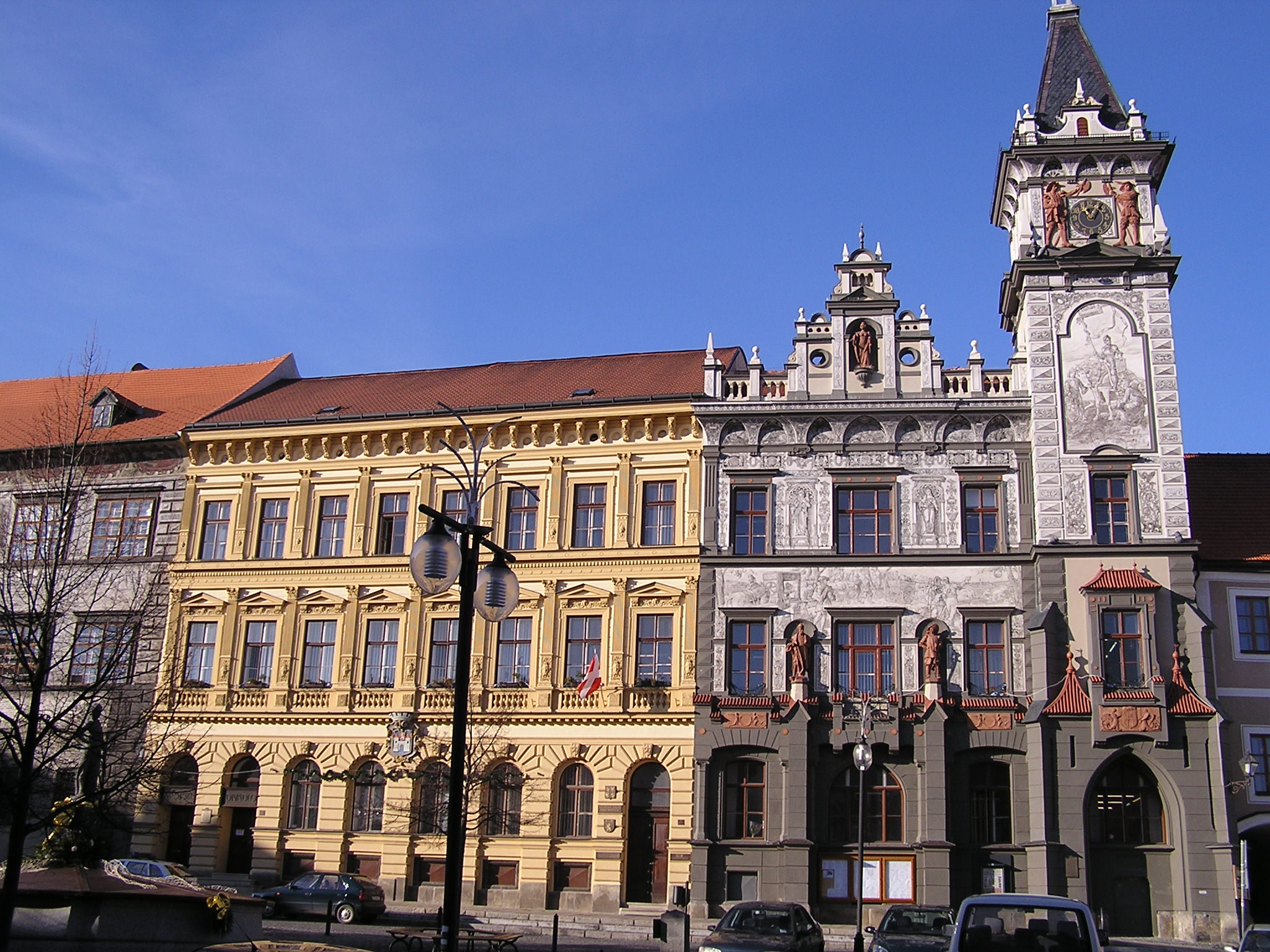
Pohled na Novou radnici z Velkého náměstí

##### Detail znaku Prachatic

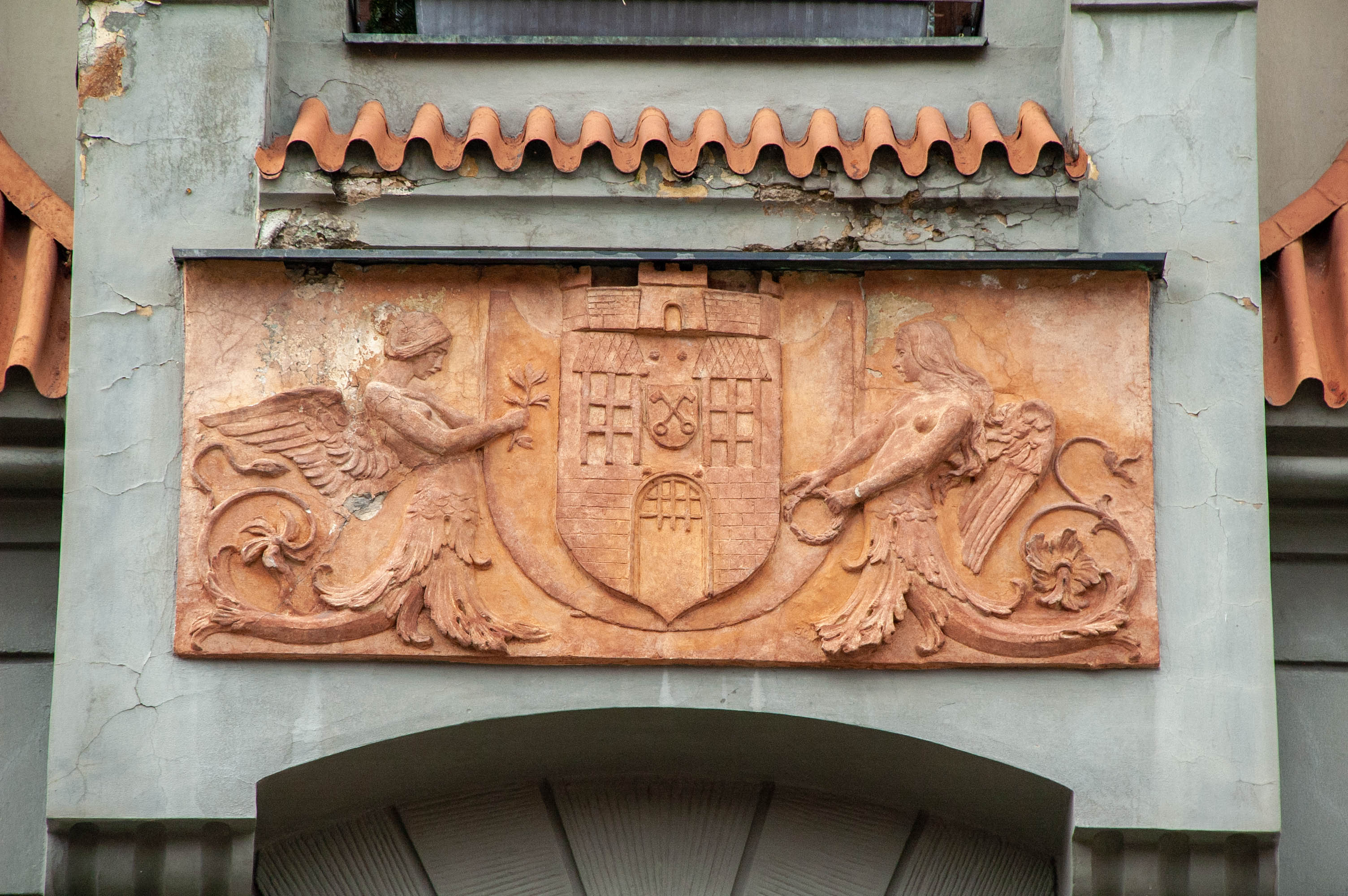
Detail znaku Prachatic (Terracotta)

##### Detail arkýře

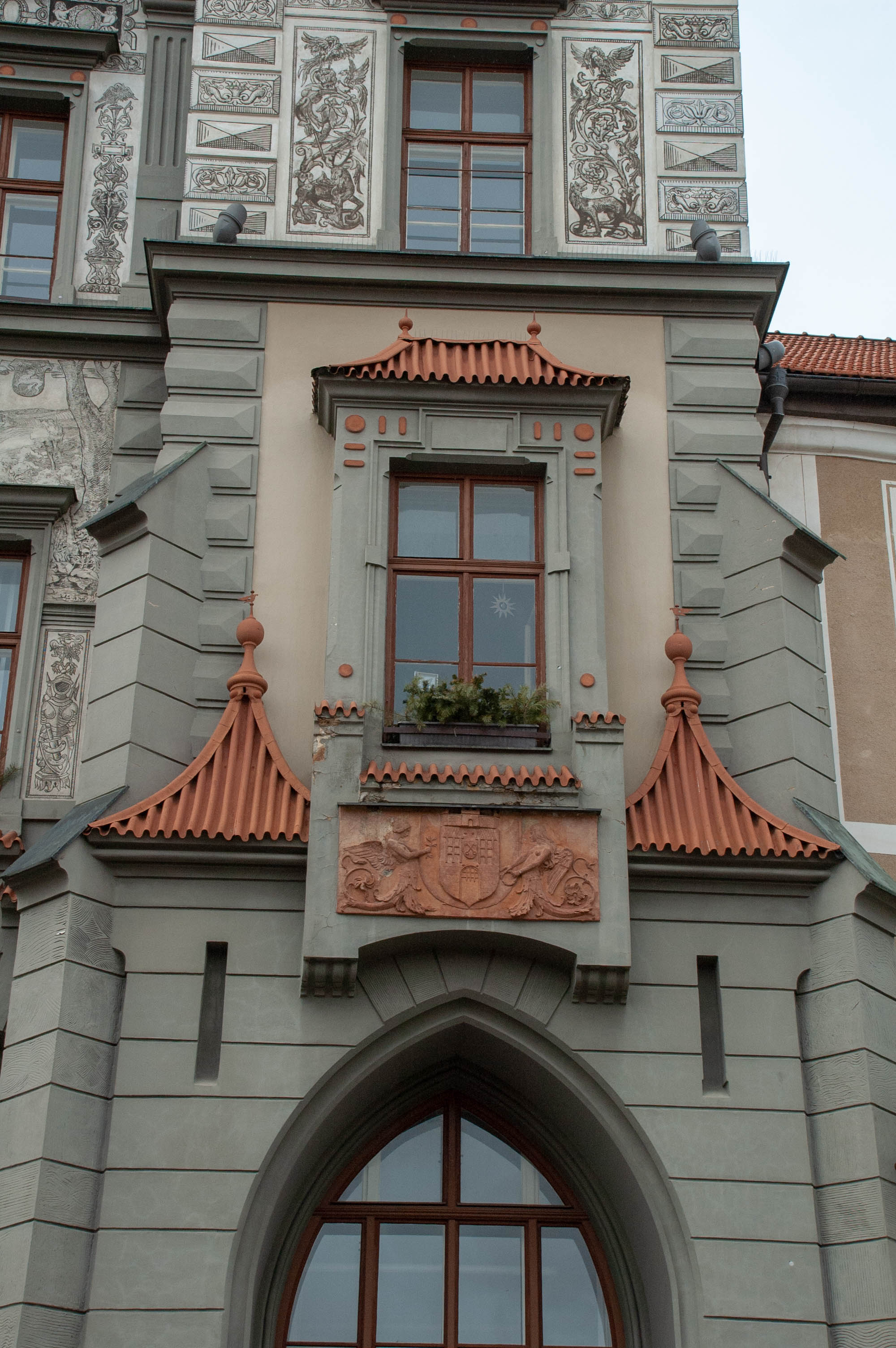
Detail arkýře – Terracotta
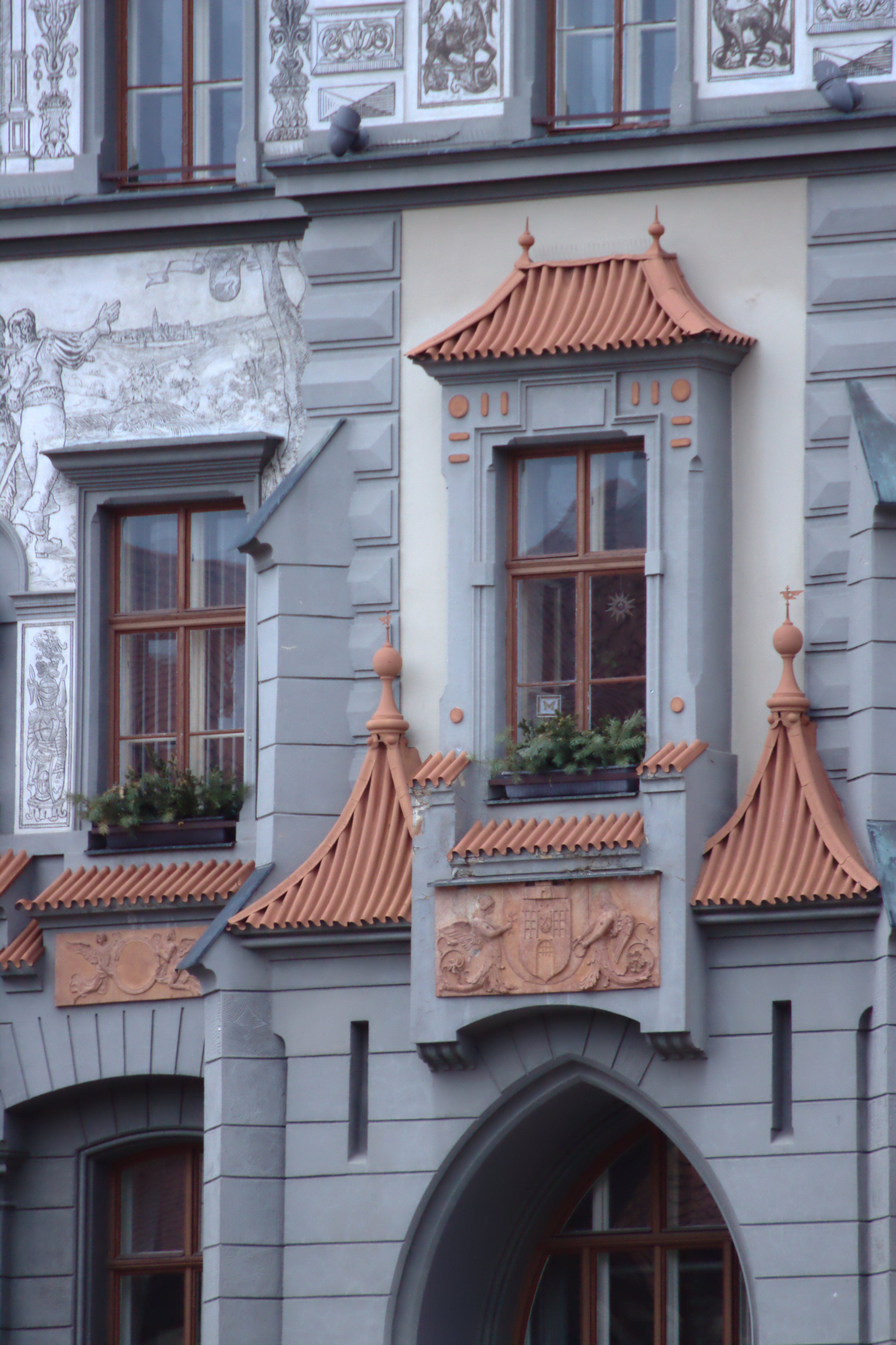
Detail arkýře

##### Detail fasády

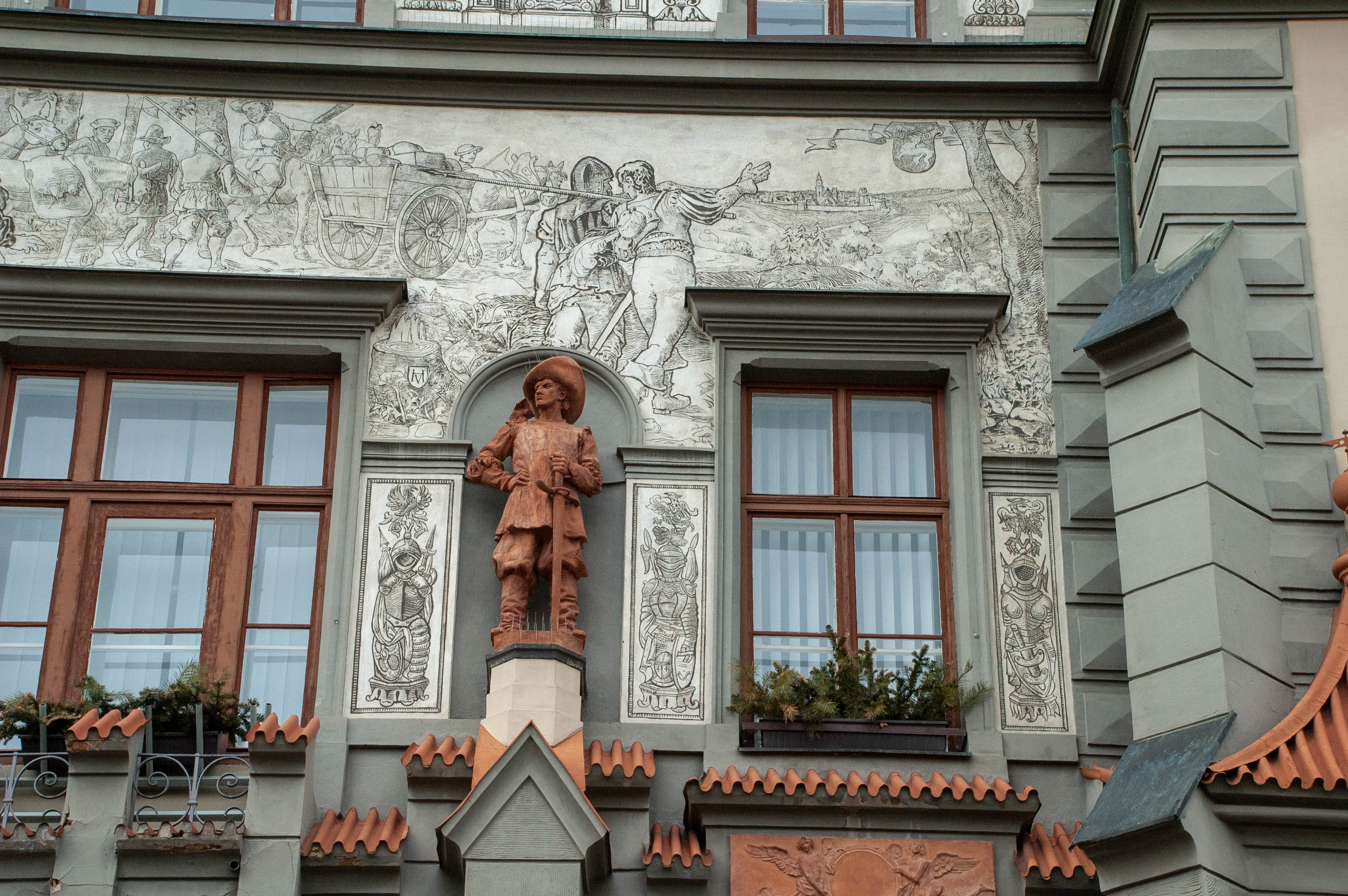
Detail fasády, oken a teracottové plastiky

##### Detail teracottových plastik na fasádě

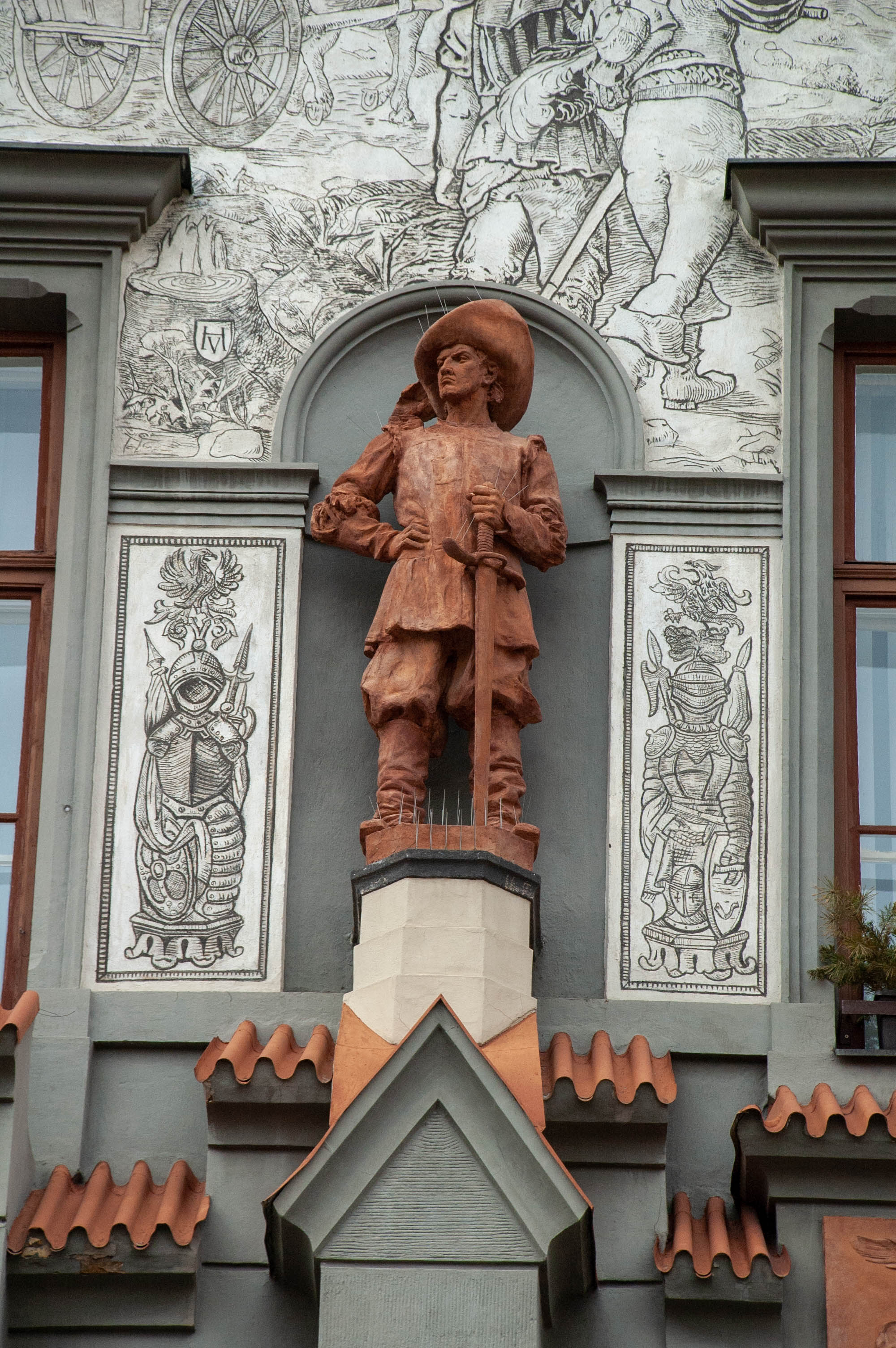
Detail teracottových plastik na fasádě
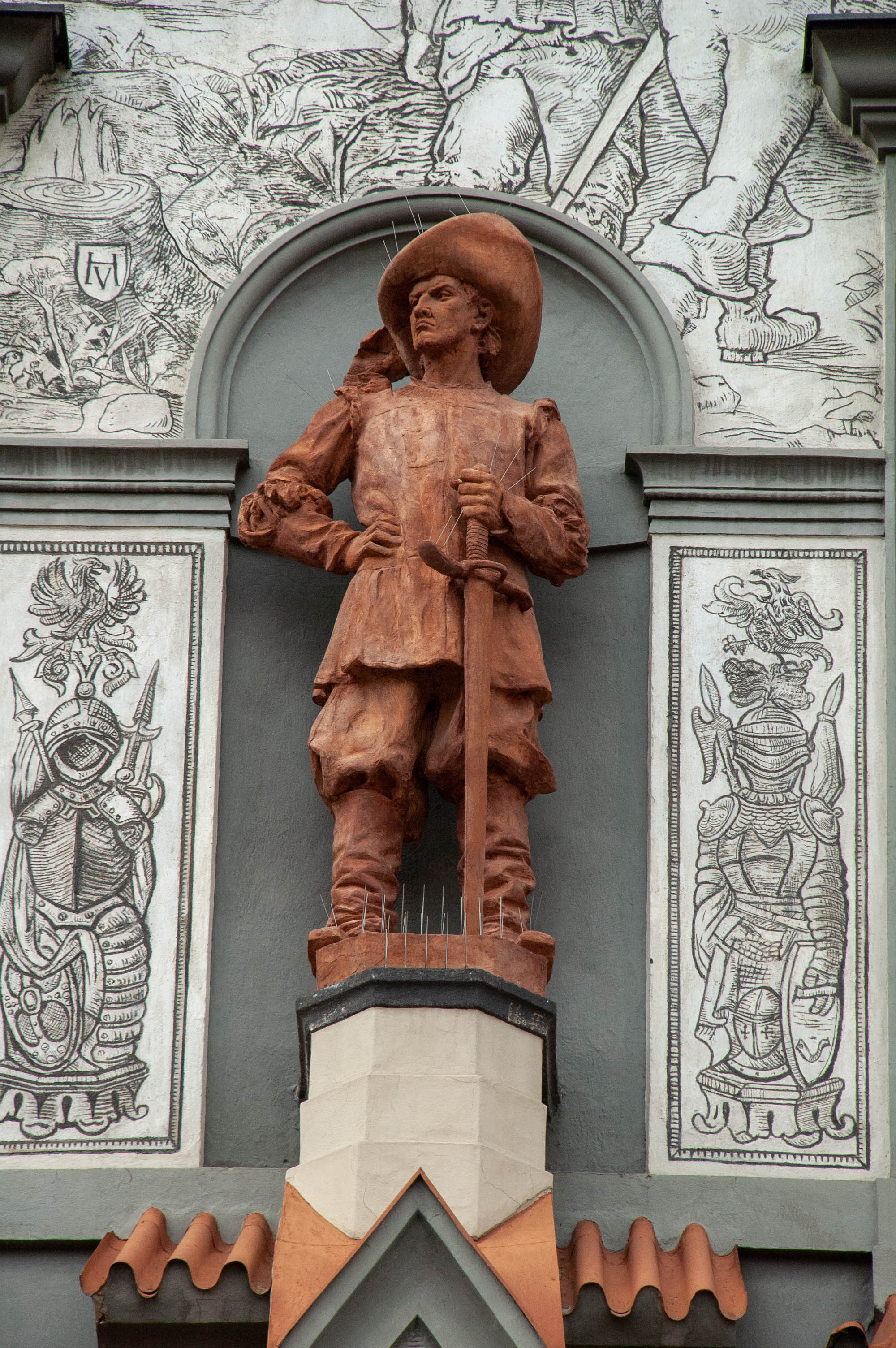
Detail teracottových plastik na fasádě
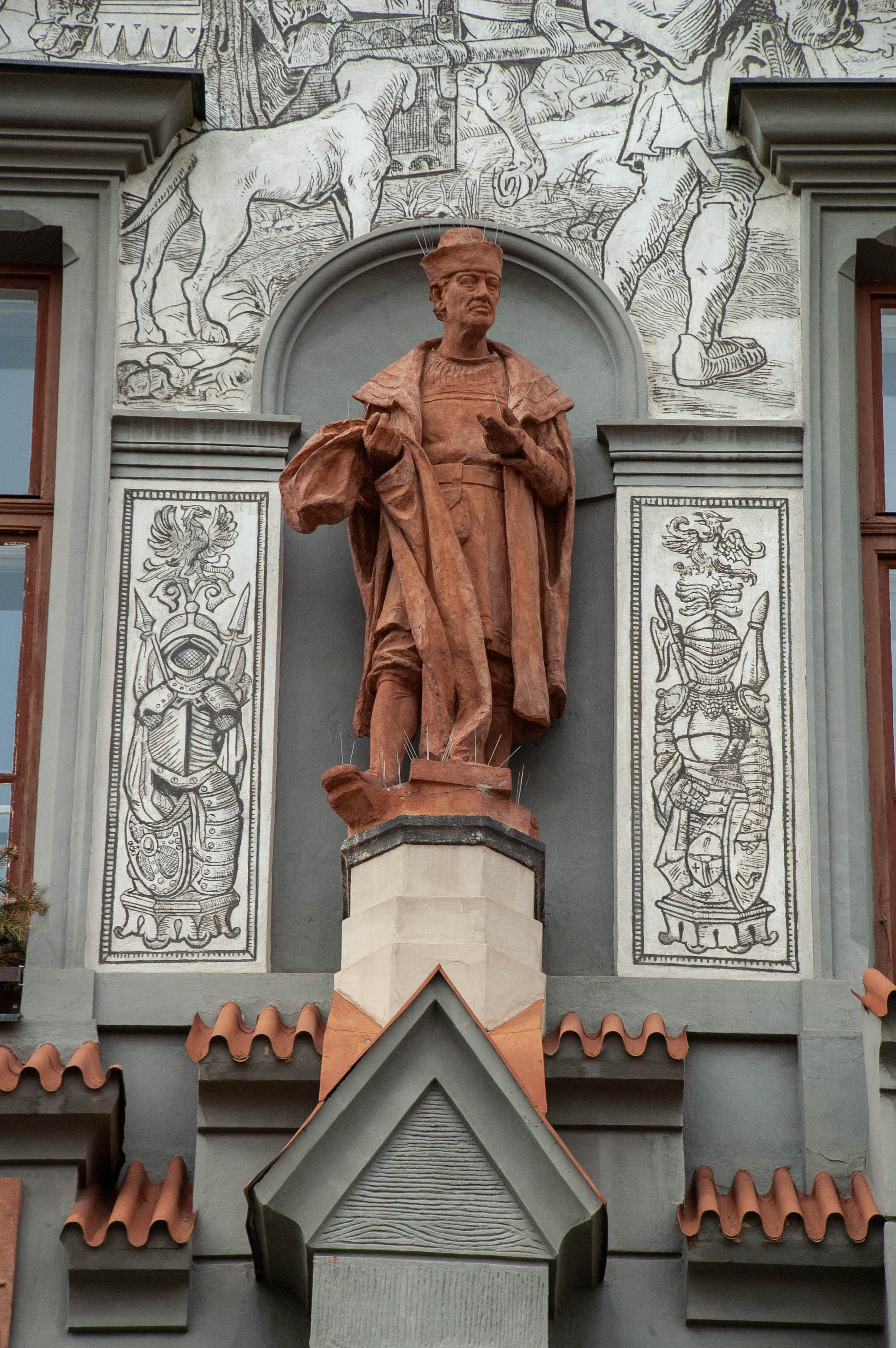
Detail teracottových plastik na fasádě
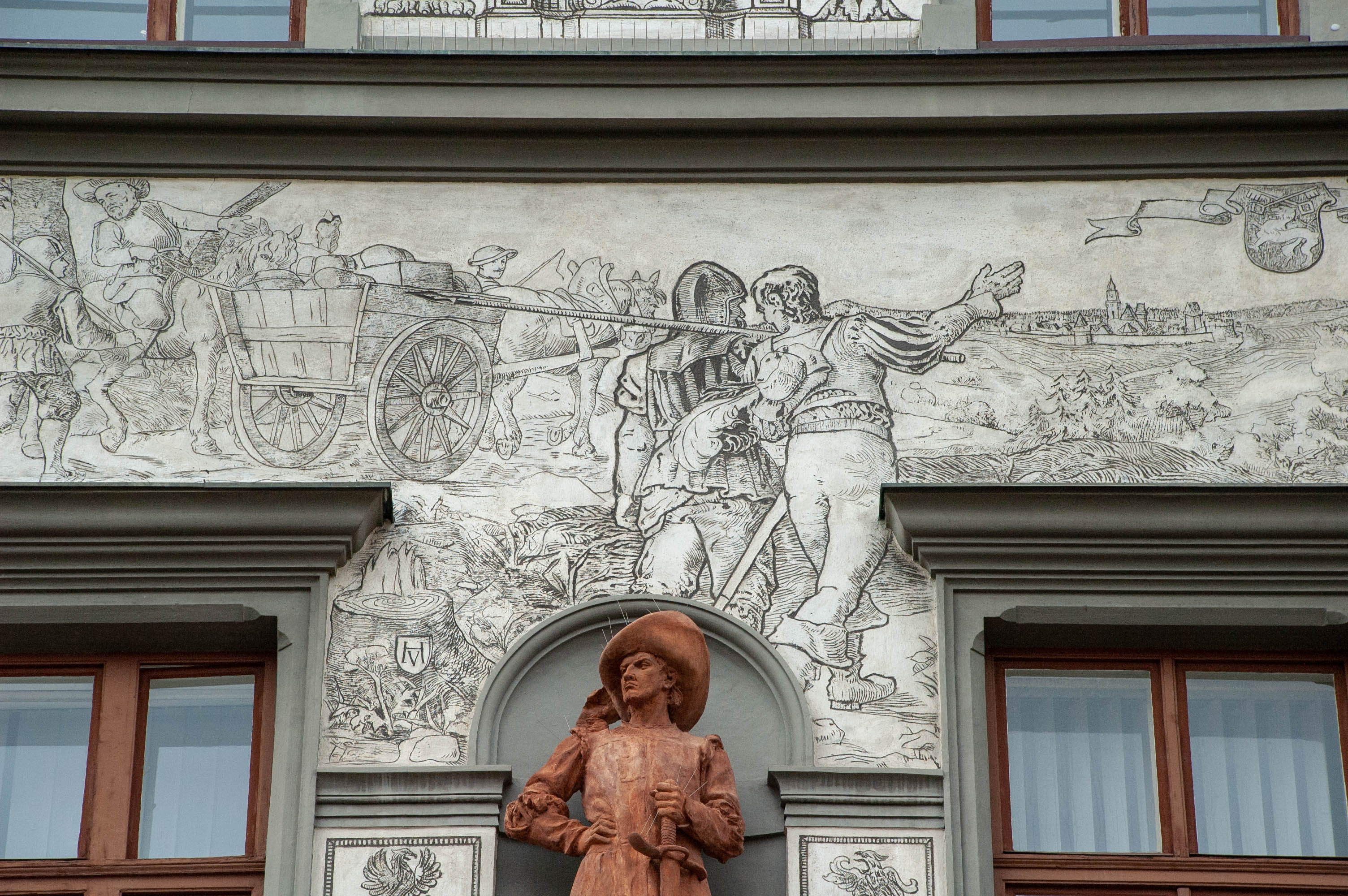
Detail teracottových plastik na fasádě
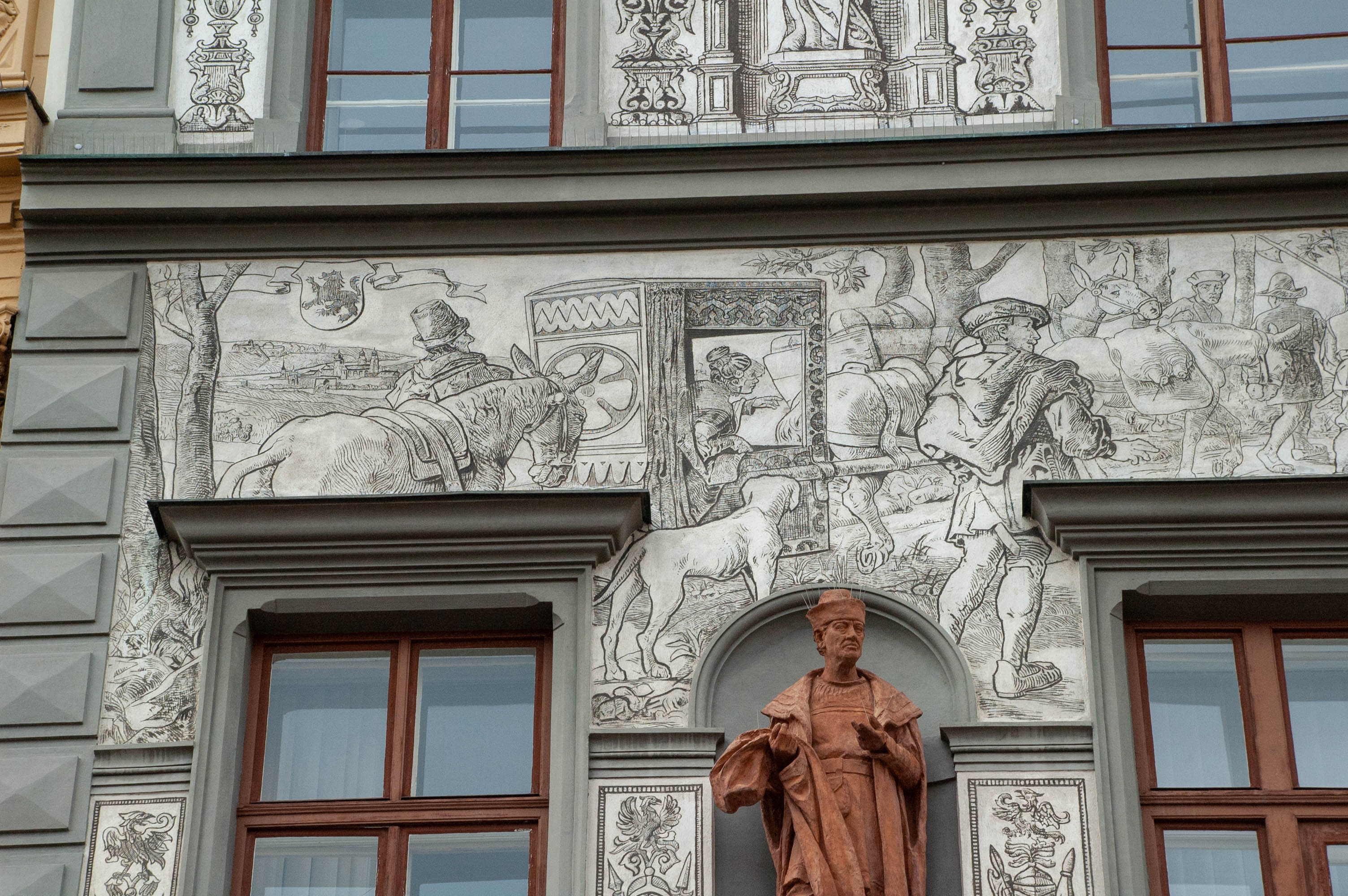
Detail teracottových plastik na fasádě
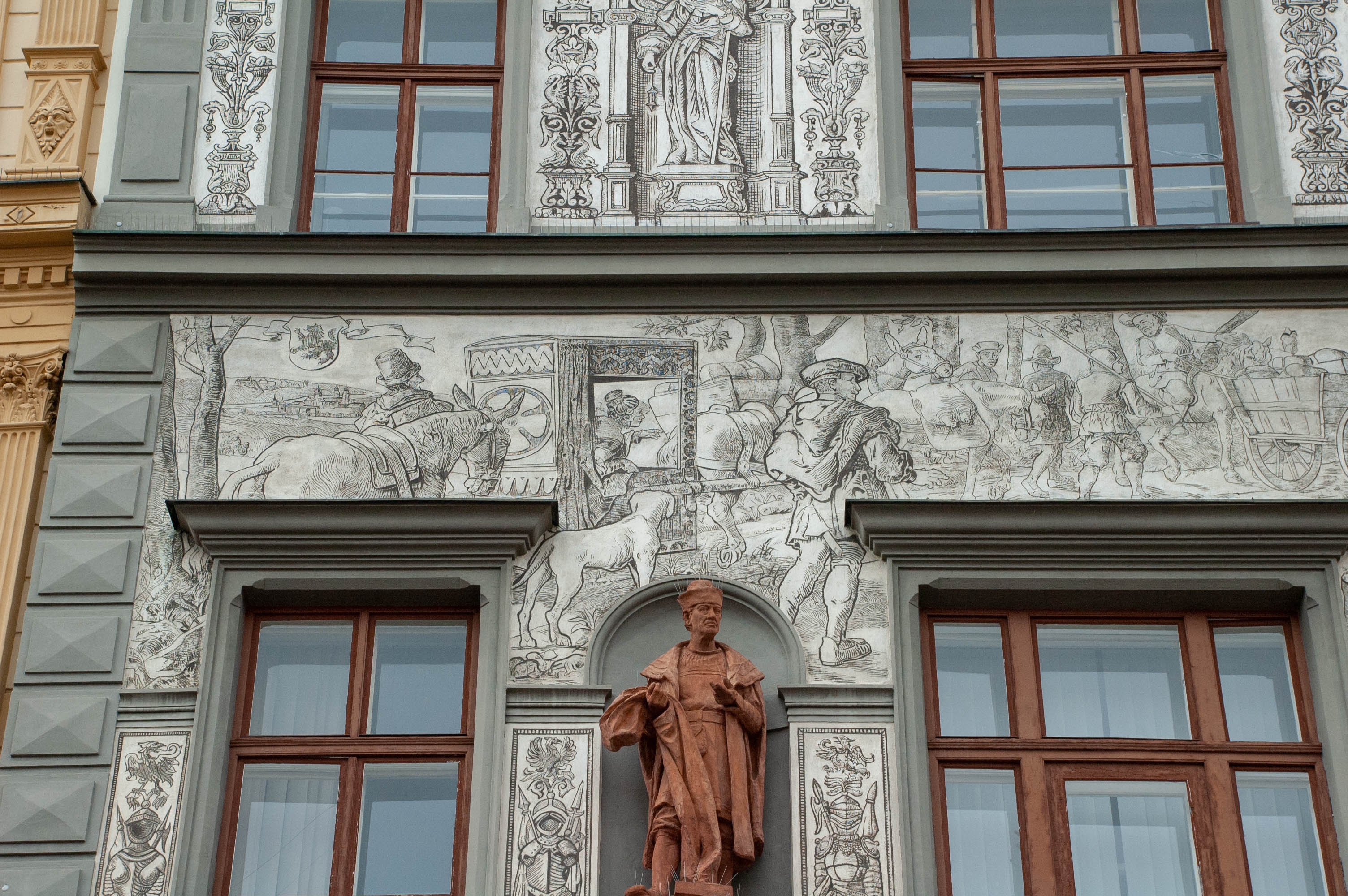
Detail teracottových plastik na fasádě

##### Detail fresek na fasádě

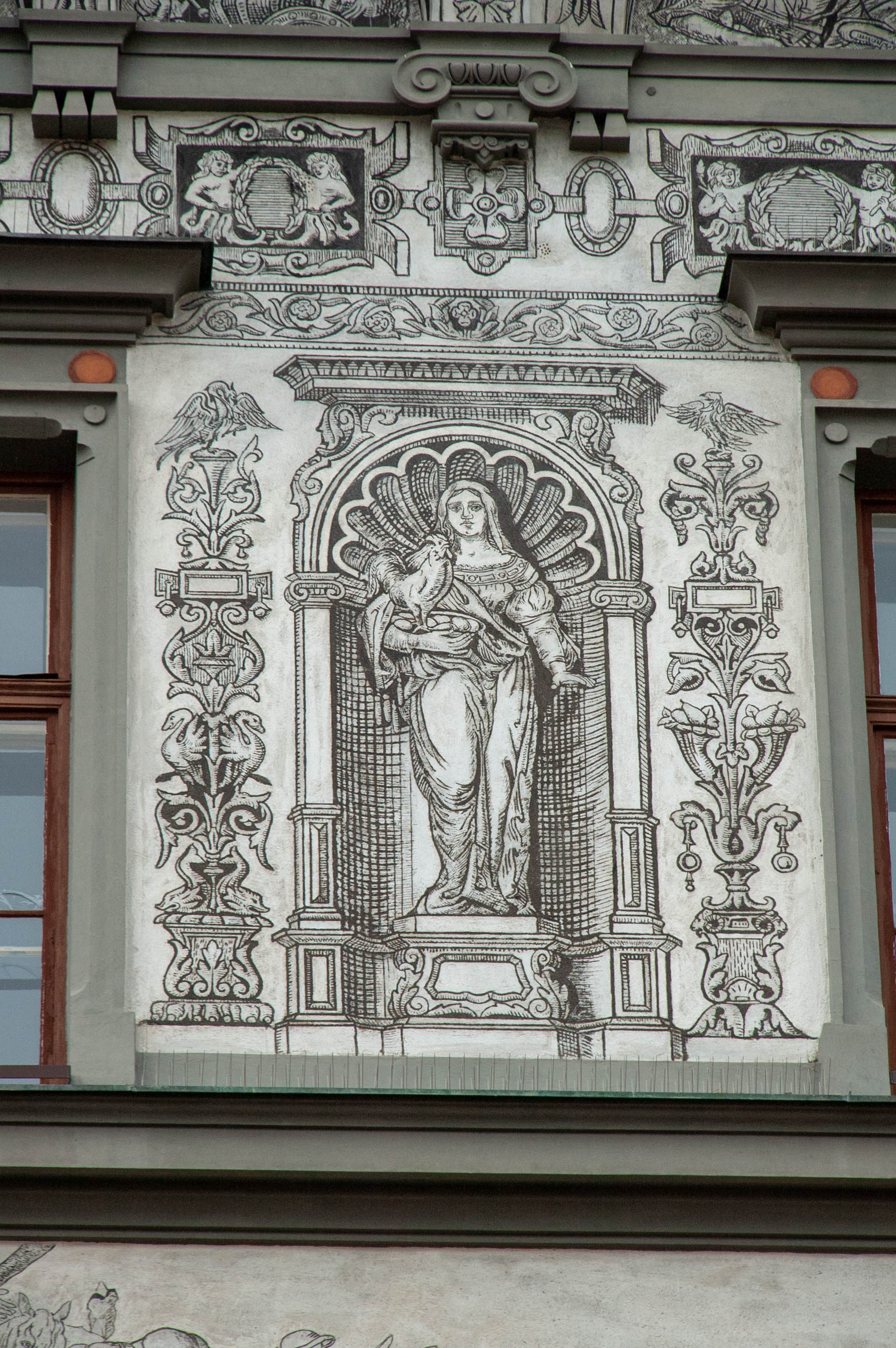
Detail fresek na fasádě
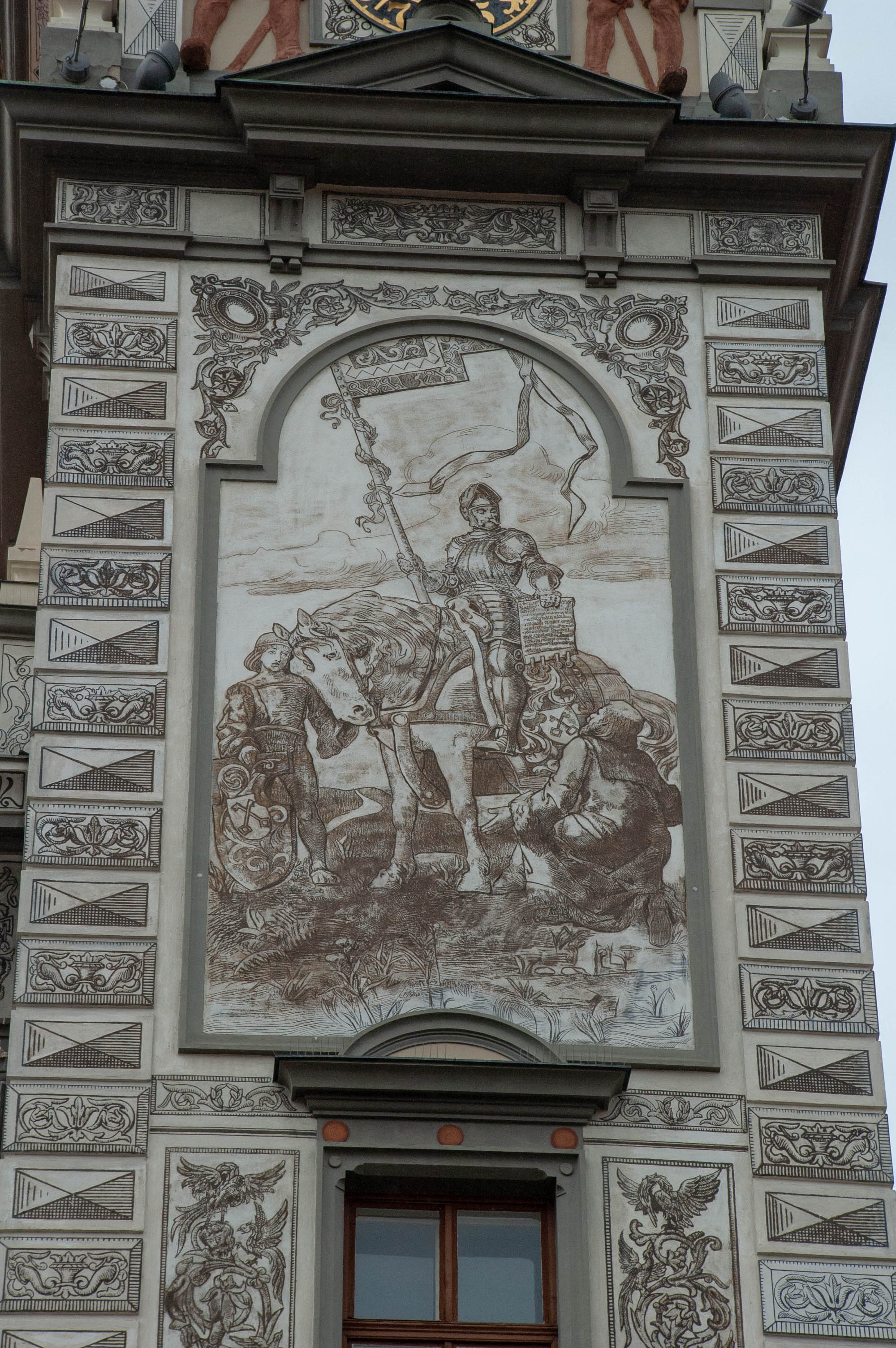
Detail fresek na fasádě
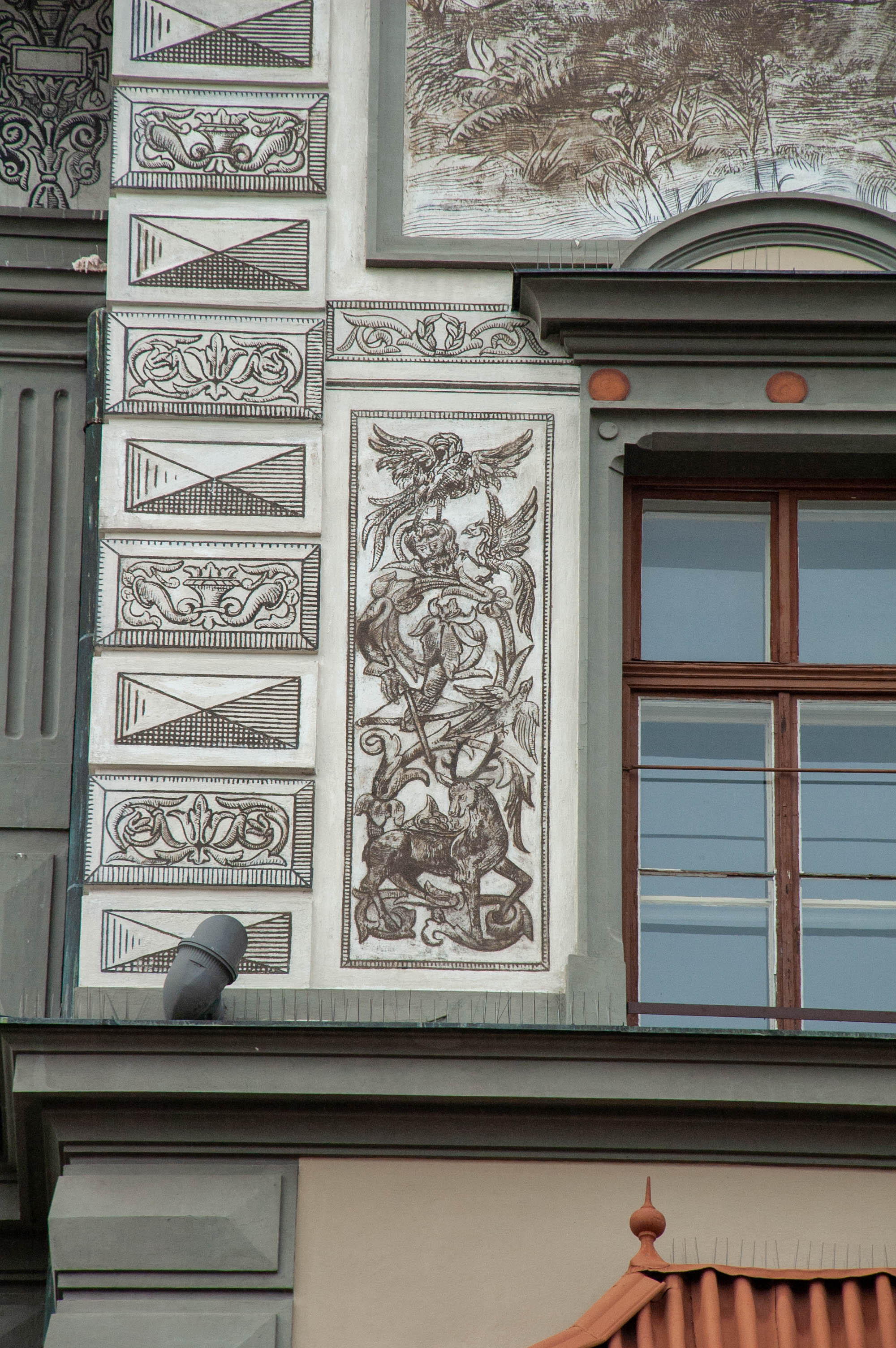
Detail fresek na fasádě a bosáže
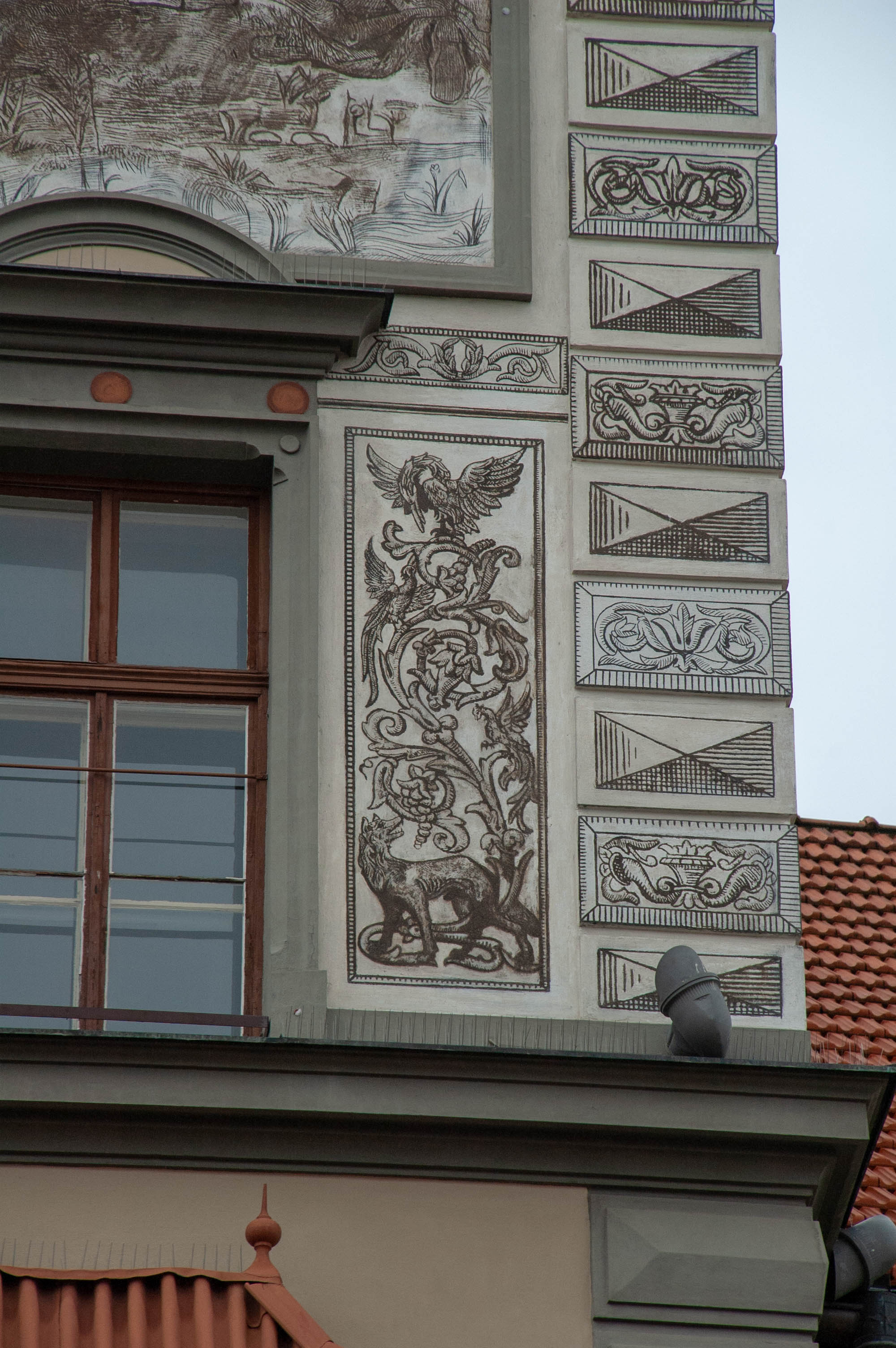
Detail fresek na fasádě a bosáže

##### Detail štítu a lunetové konzole

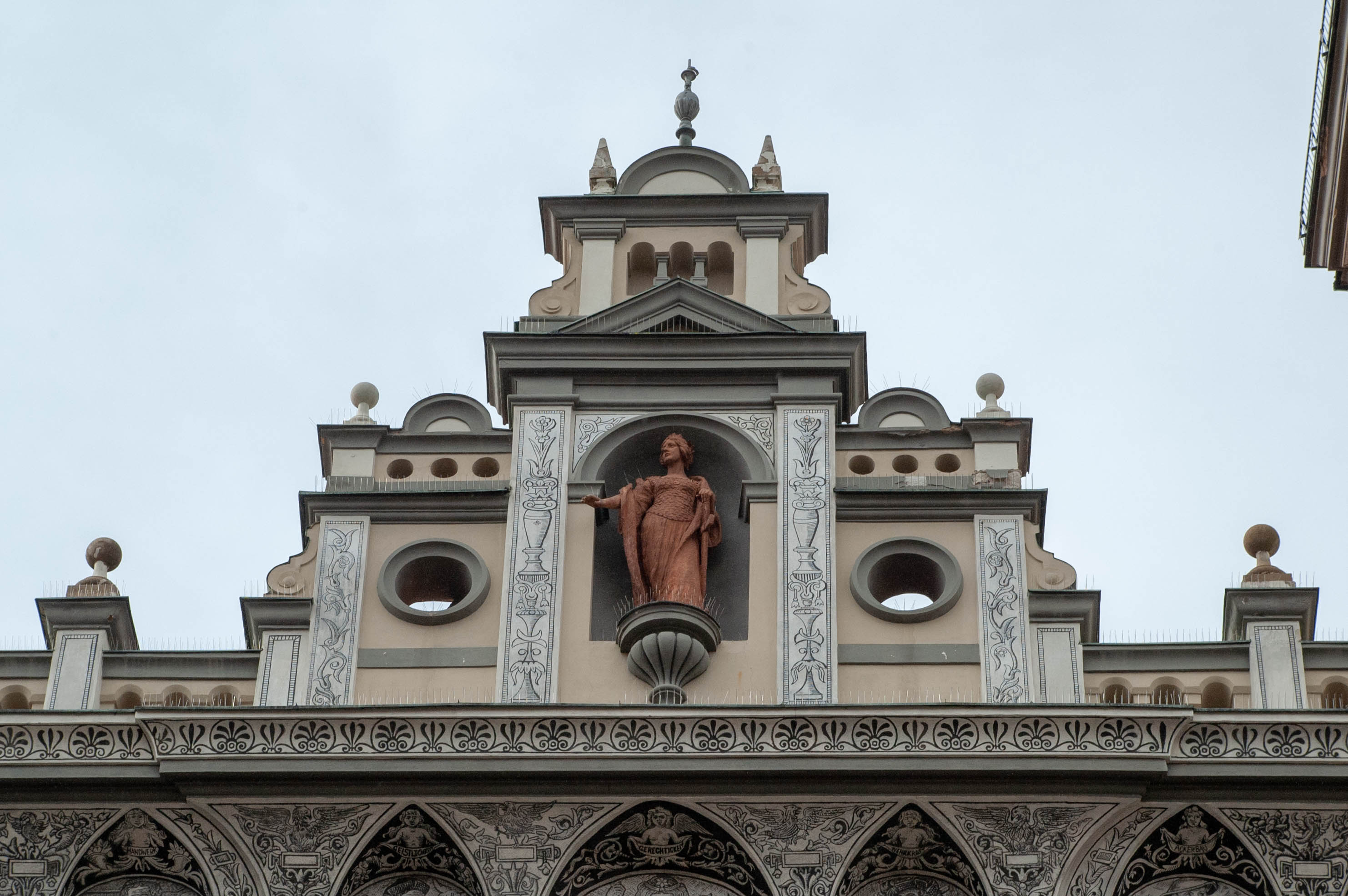
Detail štítu a lunetové konzole
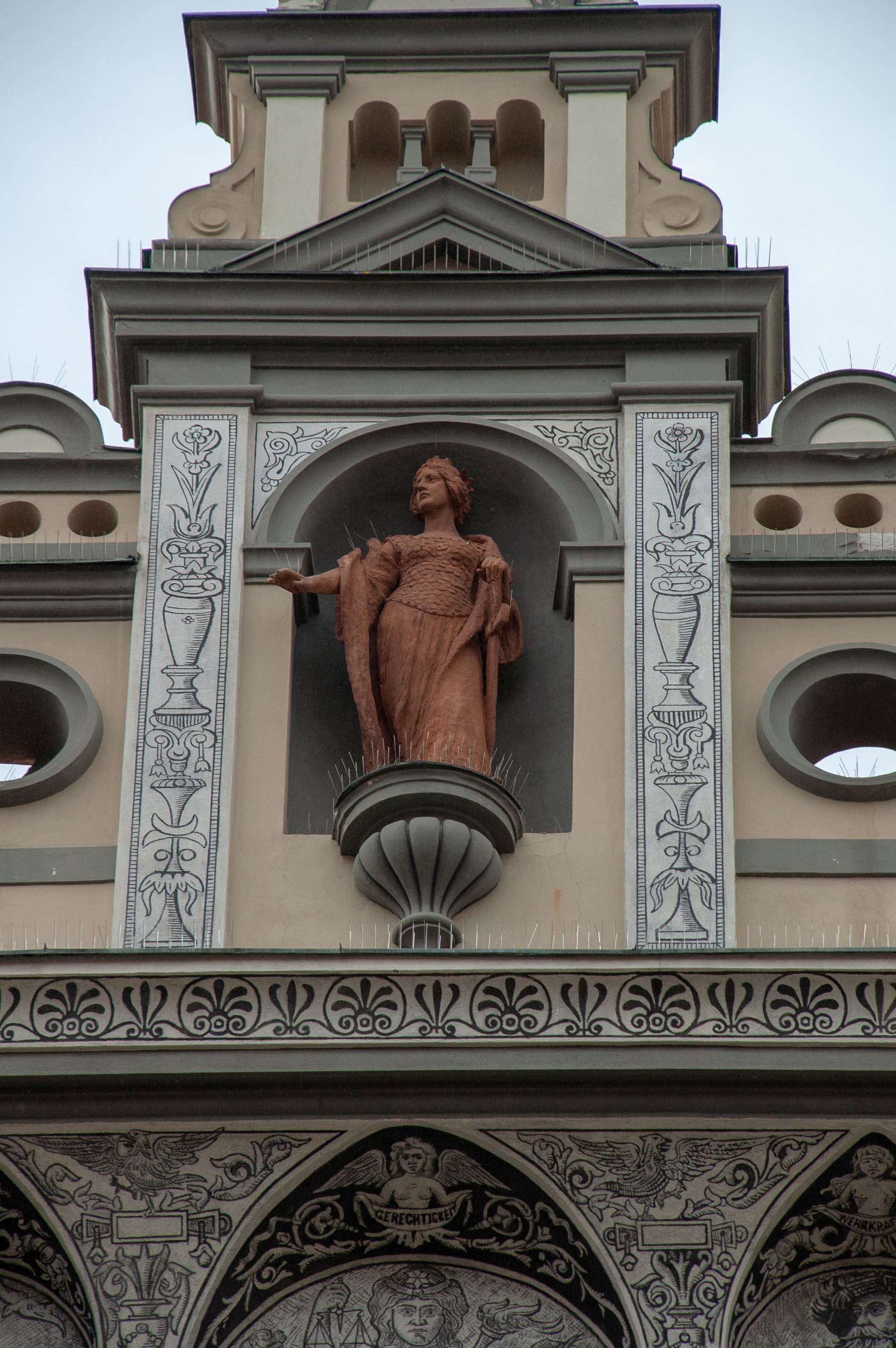
Detail štítu a lunetové konzole a teracottové plastiky
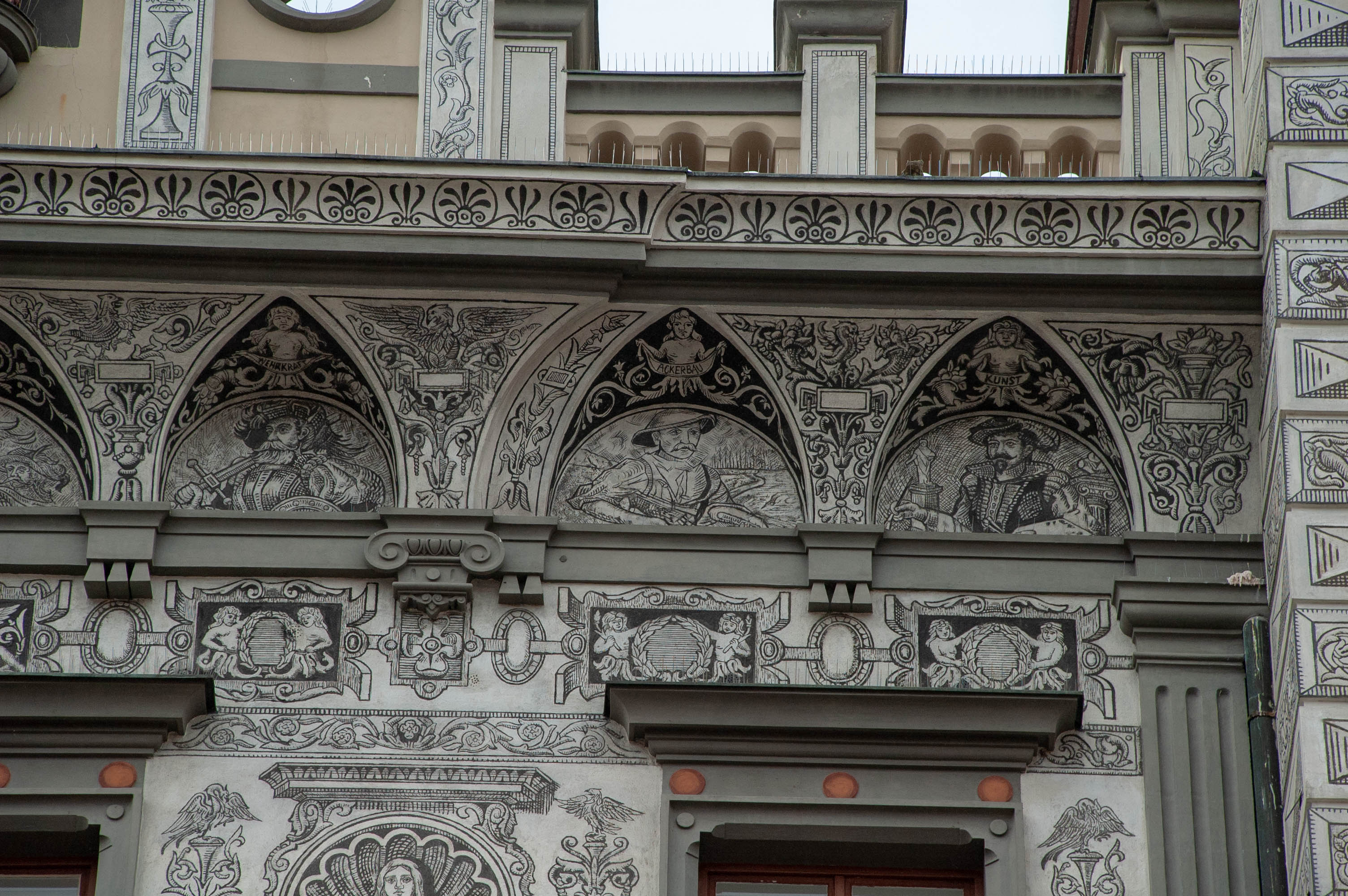
Detail lunetové konzole
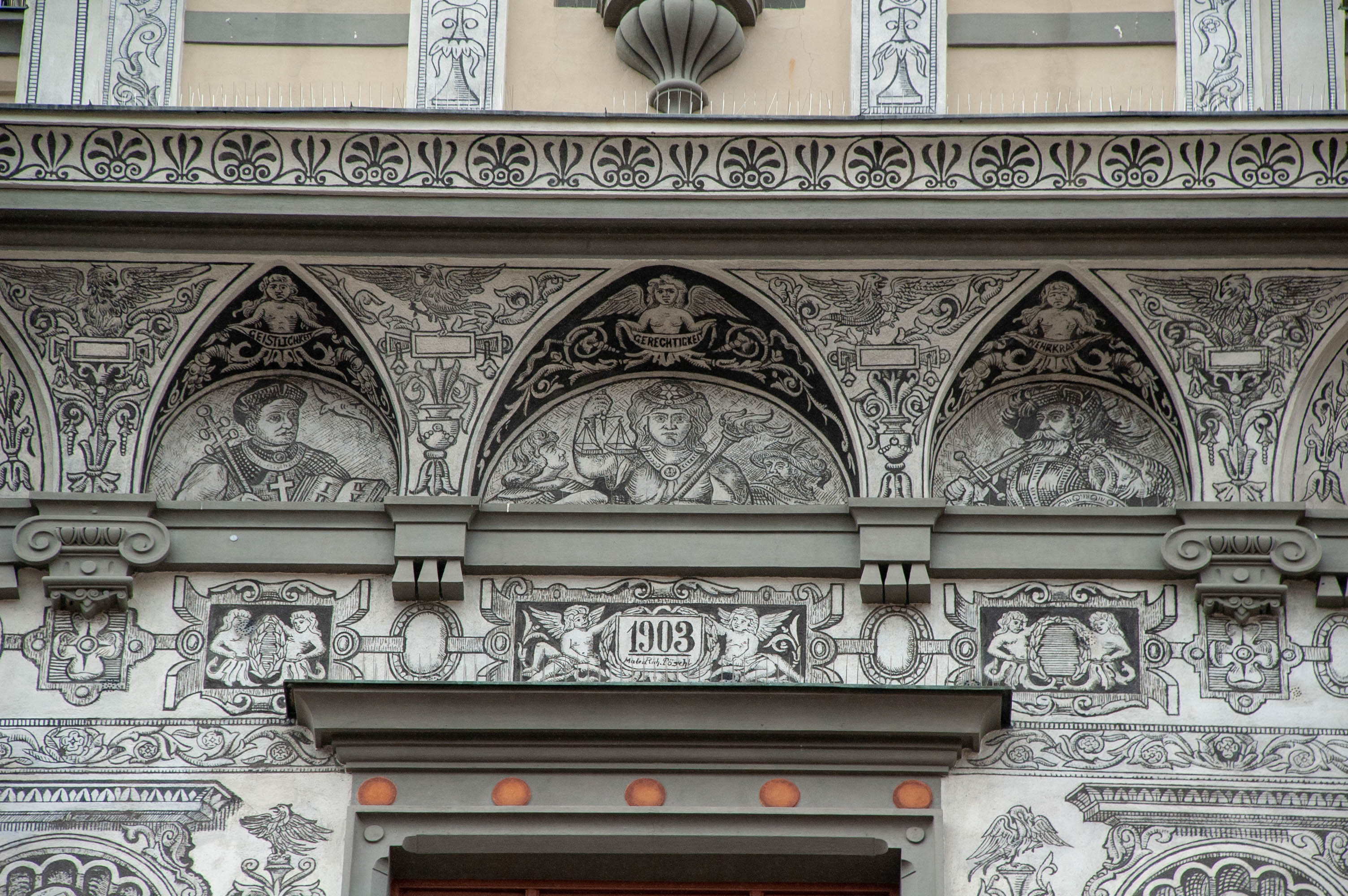
Detail lunetové konzole a vročení 1903
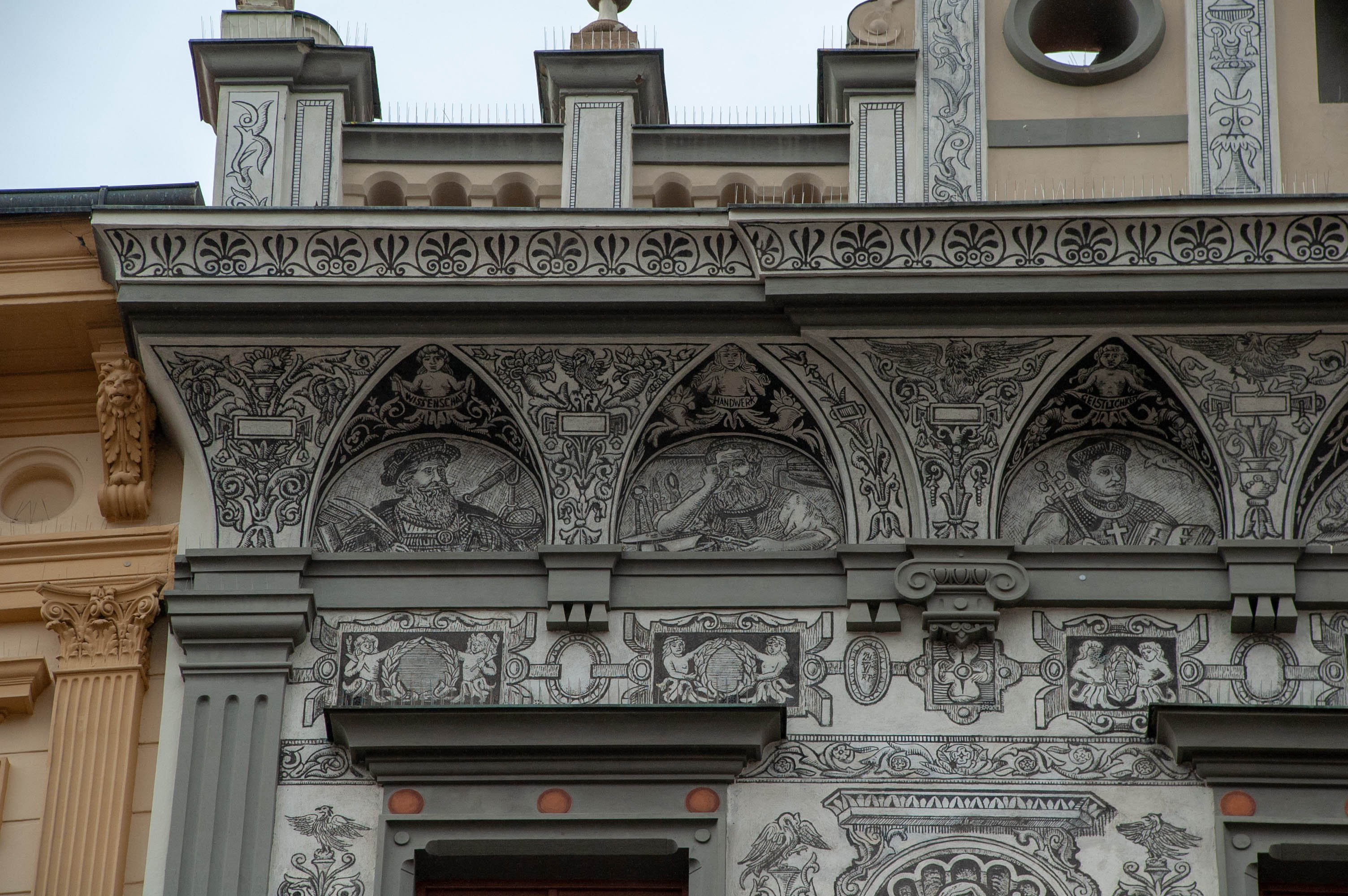
Detail lunetové konzole
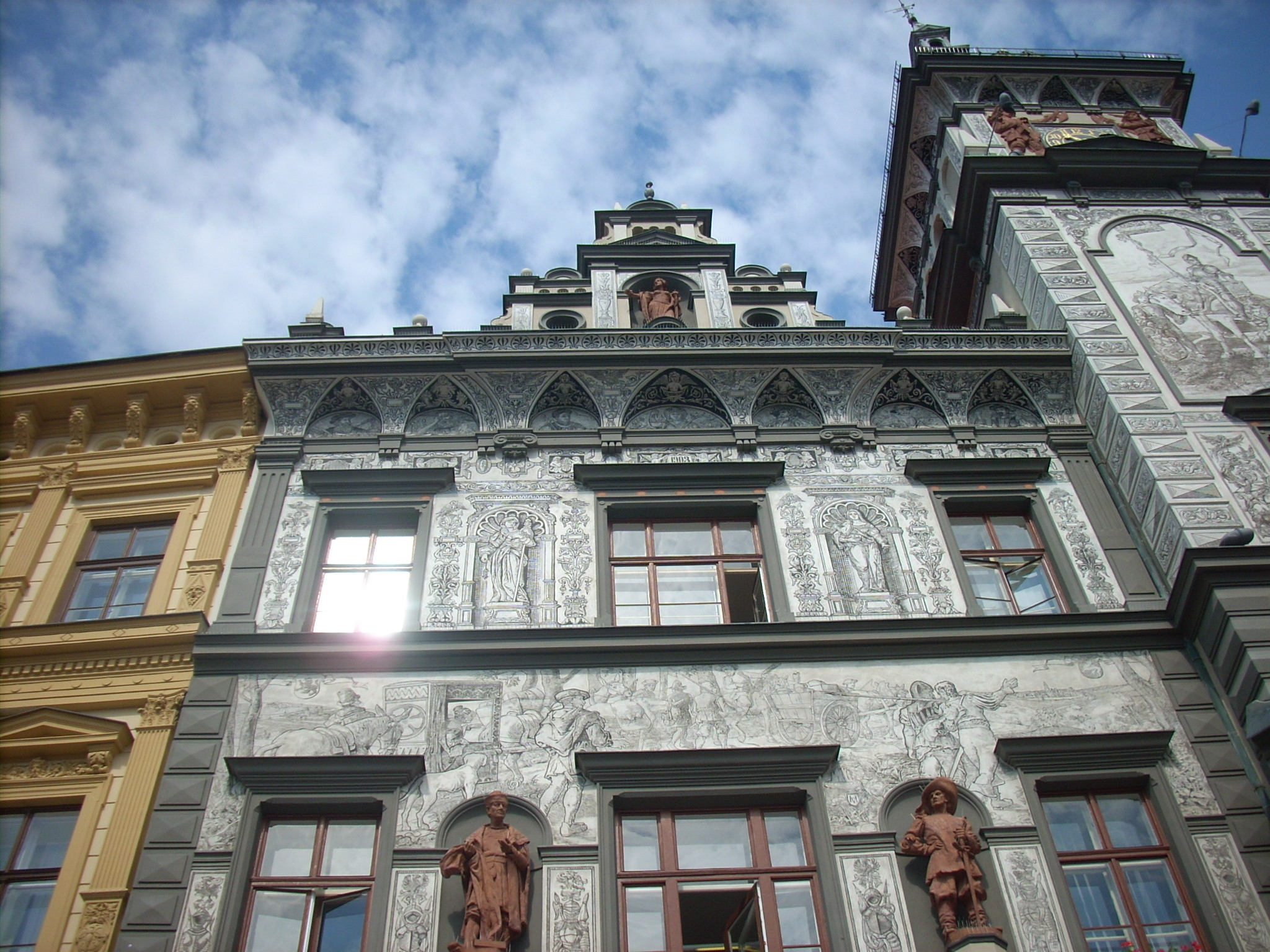
Detail štítu a lunetové konzole

##### Detail věže s hodinami

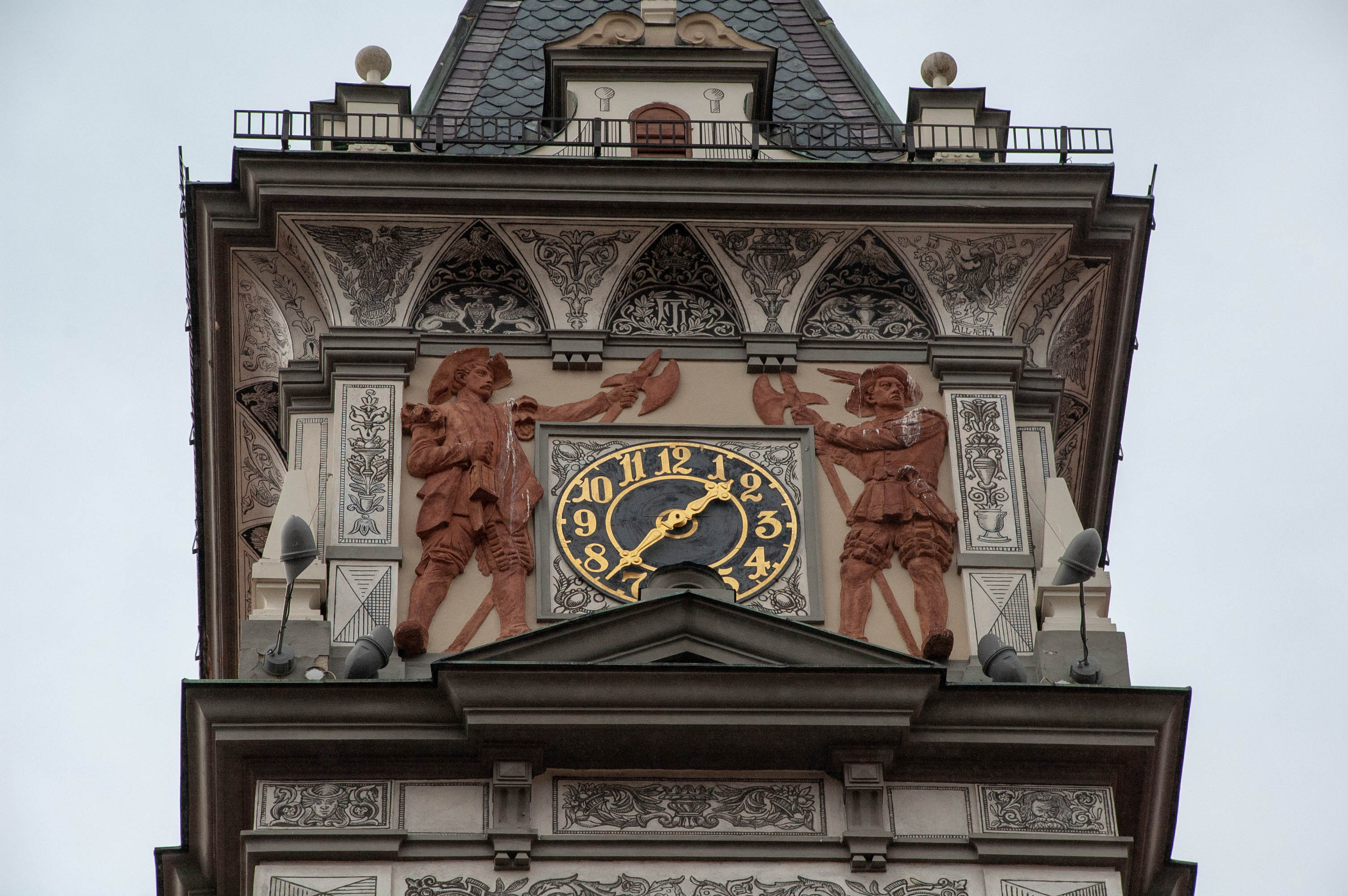
Detail věže s hodinami
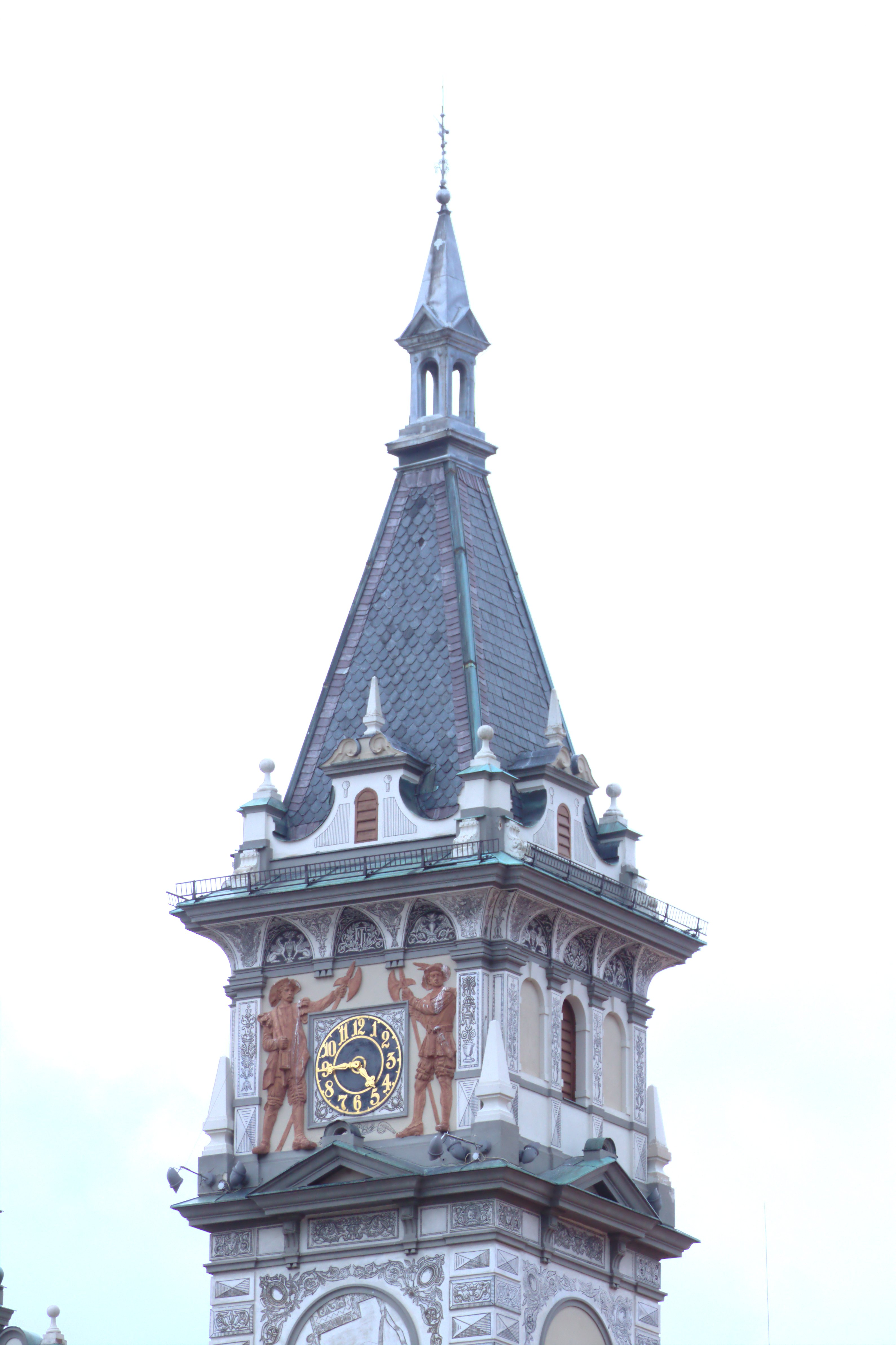
Detail věže

#### Rumpálův dům

##### Pohledy na Rumpálův dům z Velkého náměstí

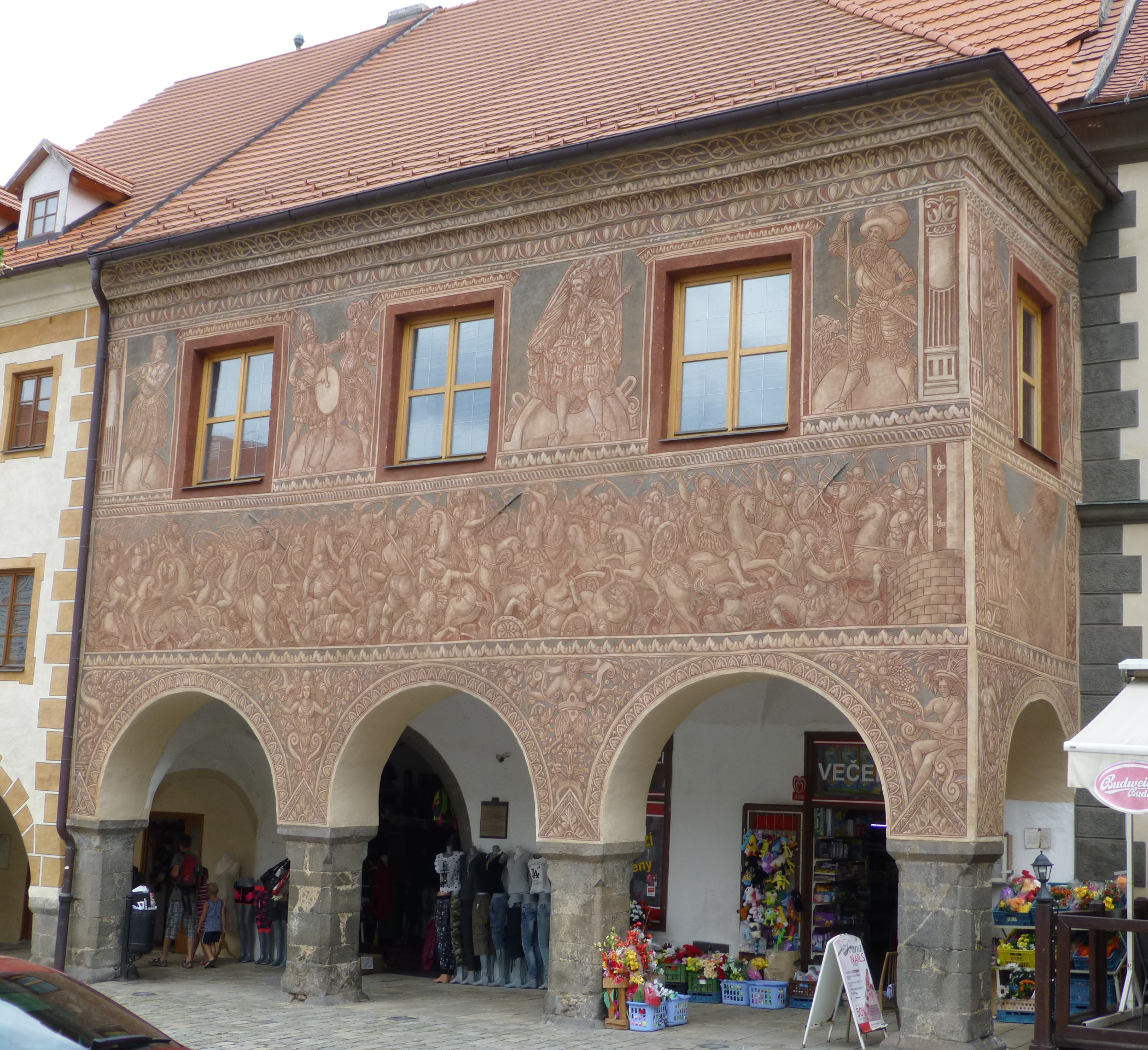
Pohled na Rumpálův dům
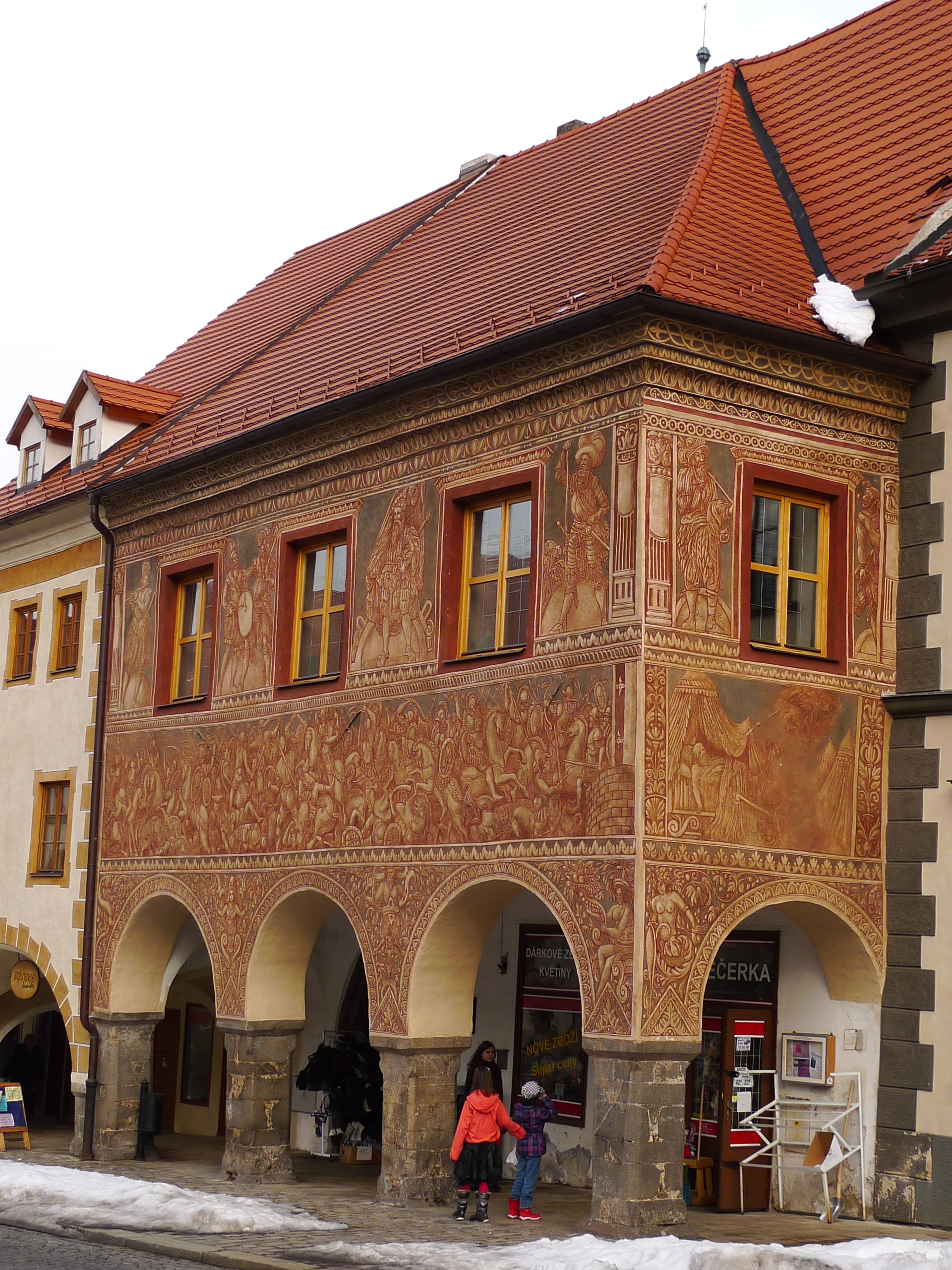
Pohled na Rumpálův dům
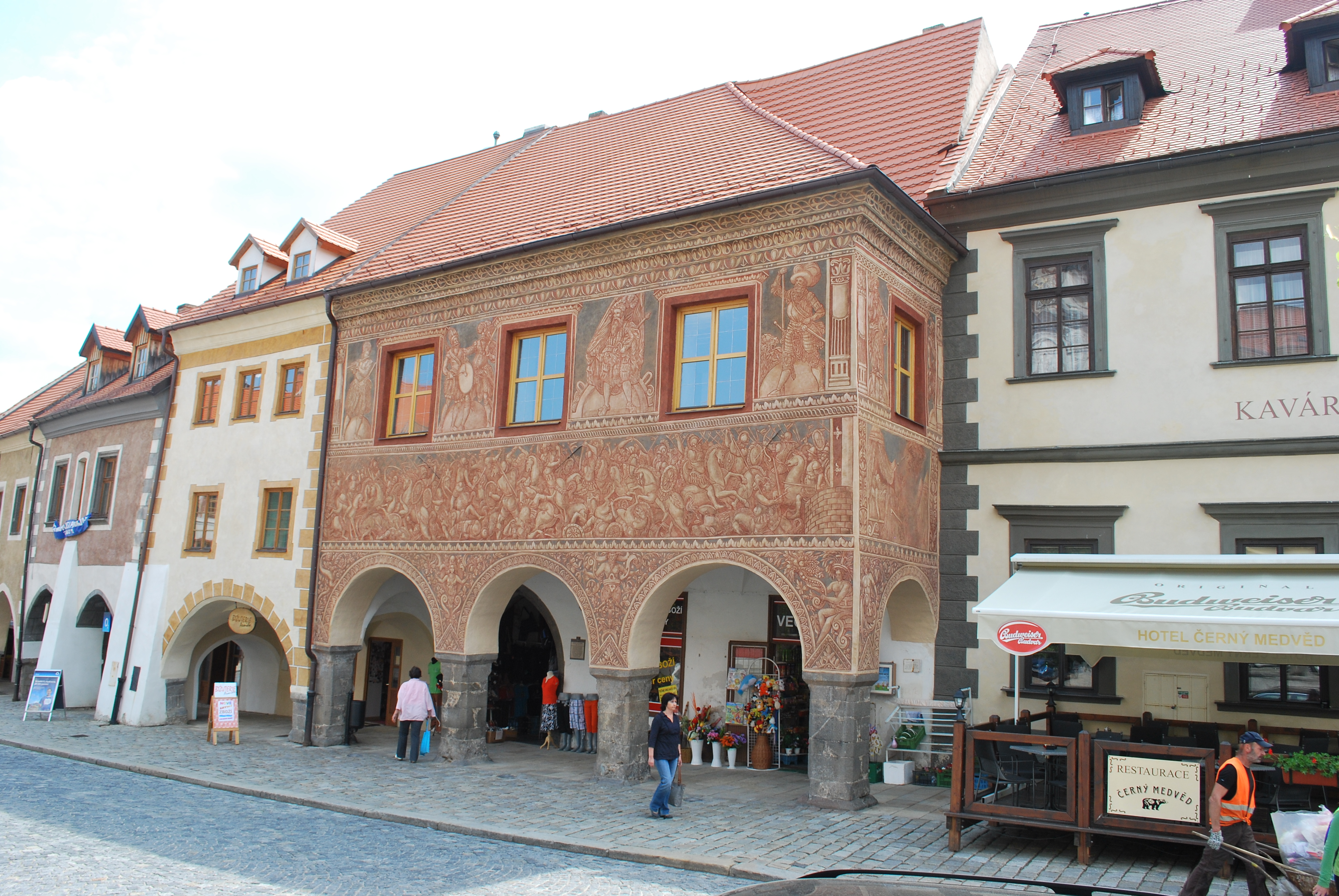
Pohled na Rumpálův dům

##### Pohledy na podloubí a sgrafita Rumpálova domu

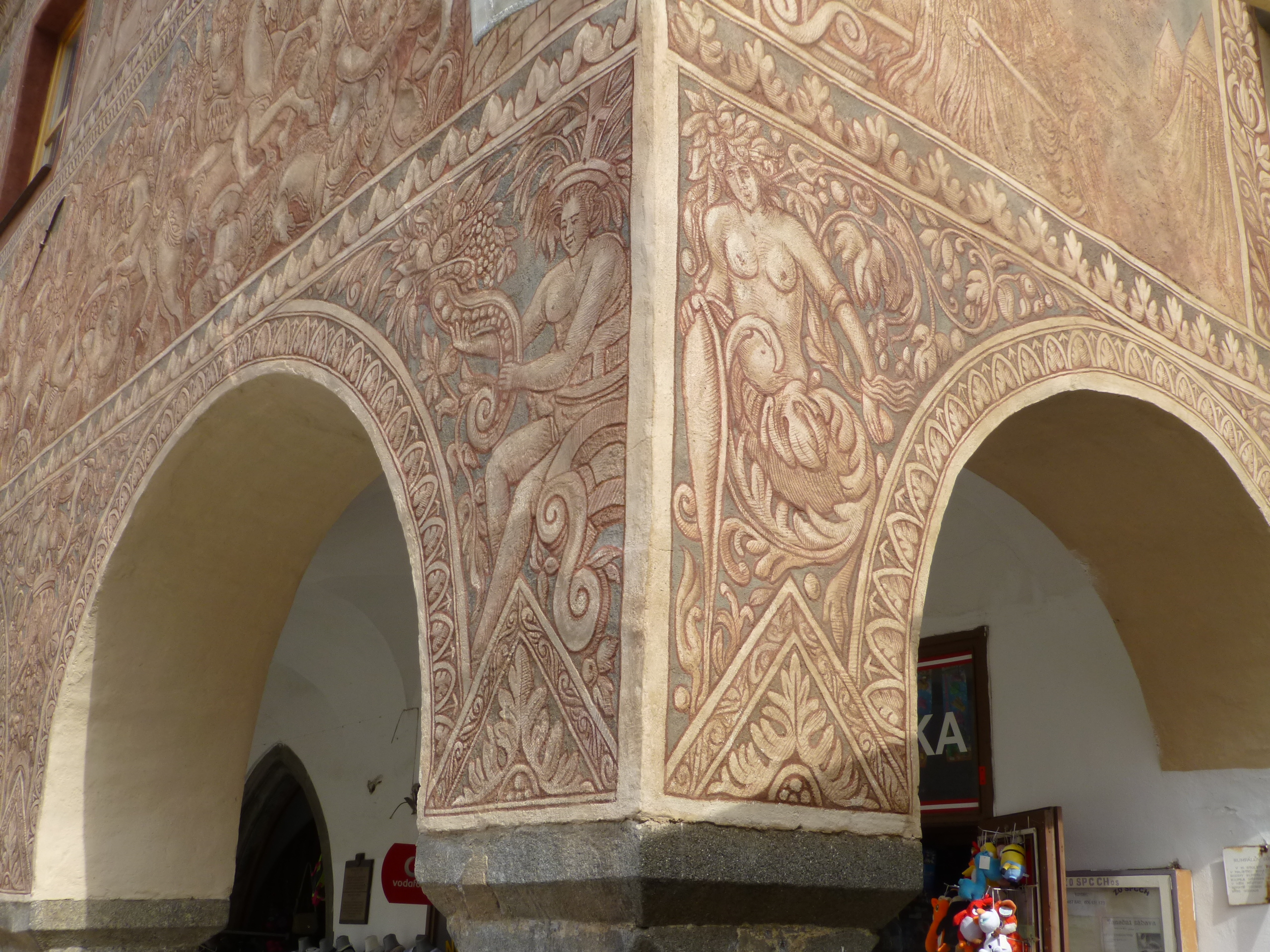
Pohled na podloubí a sgrafita
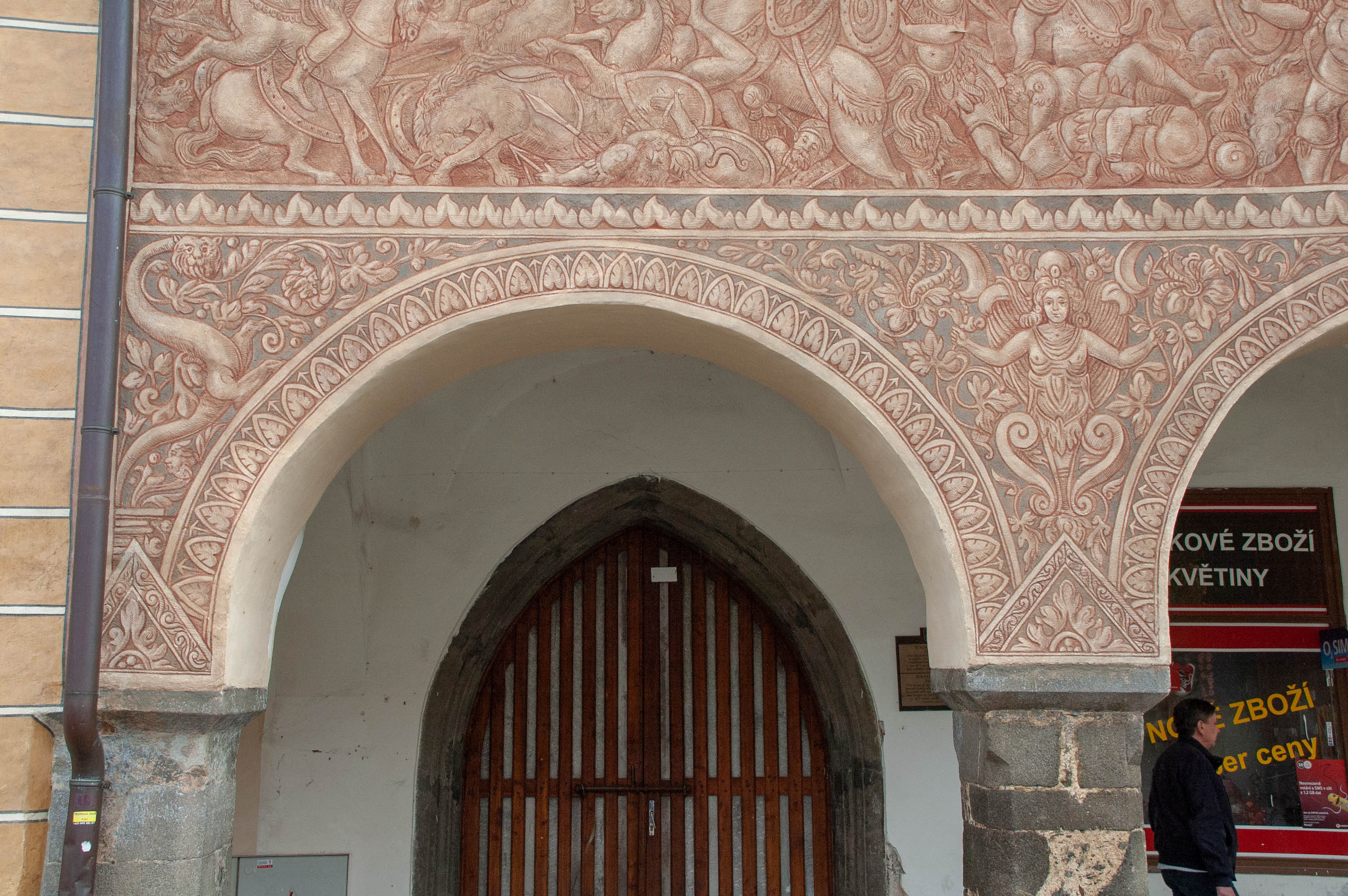
Pohled na podloubí a sgrafita
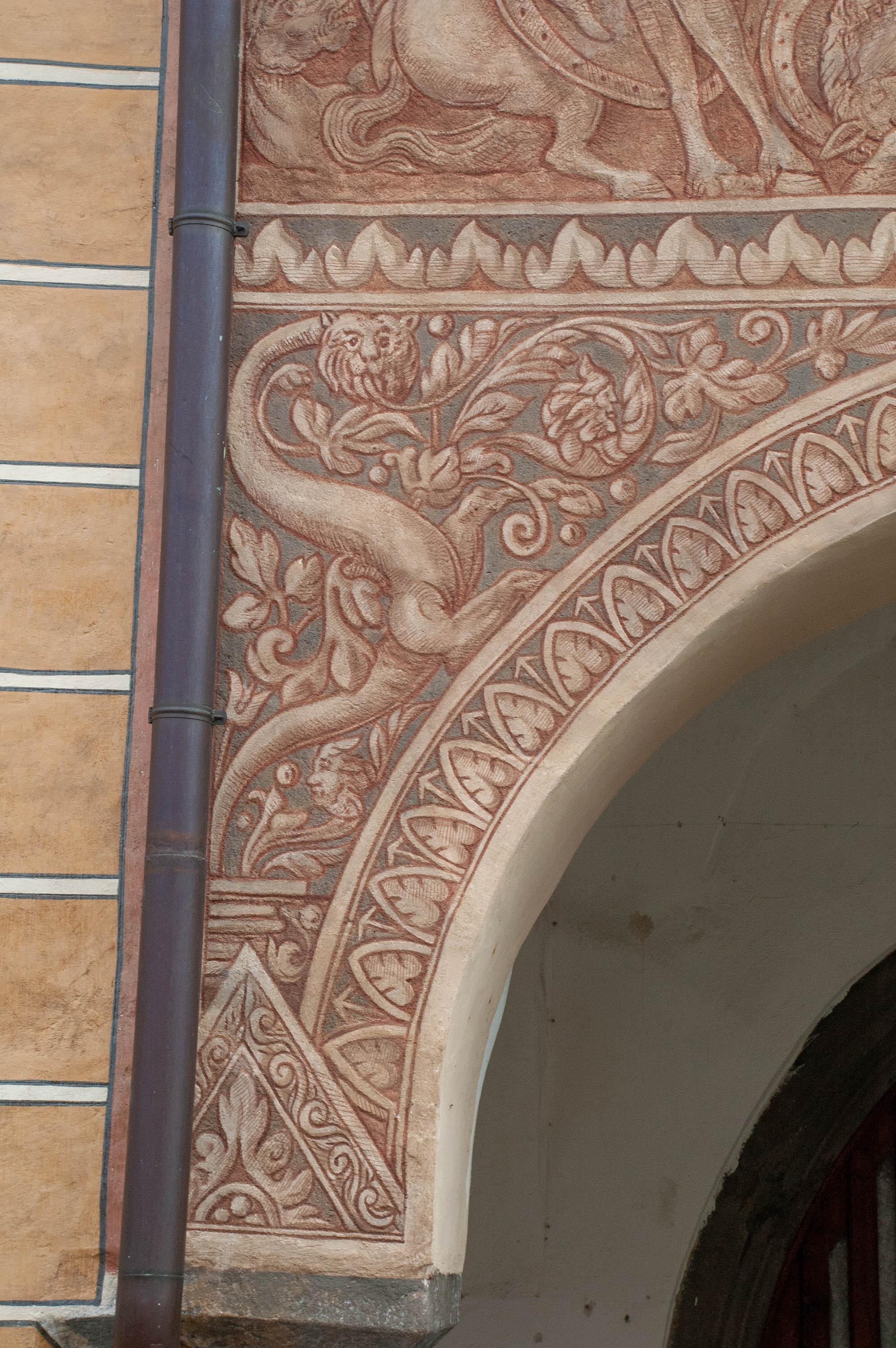
Pohled na podloubí a sgrafita
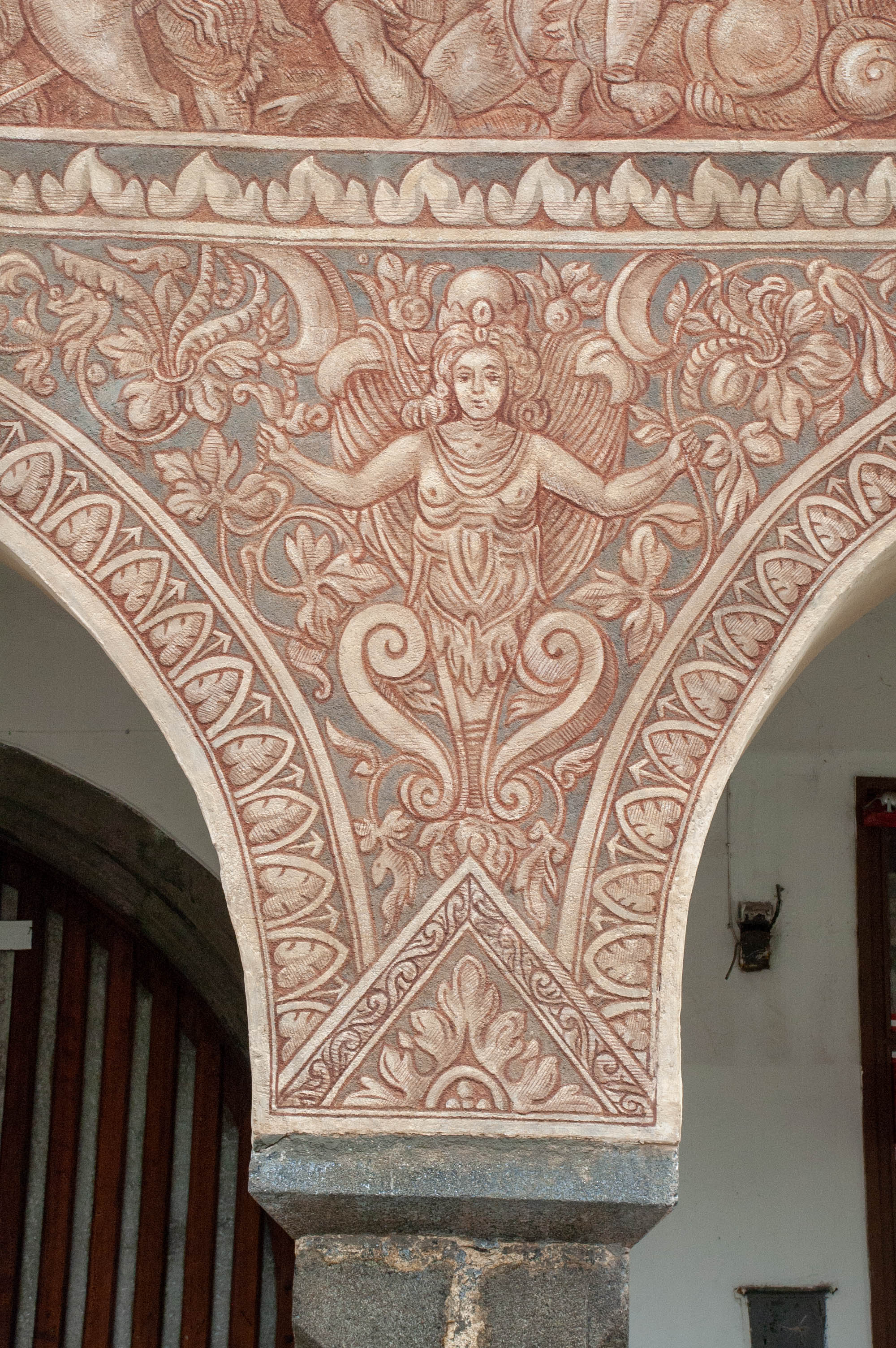
Pohled na podloubí a sgrafita
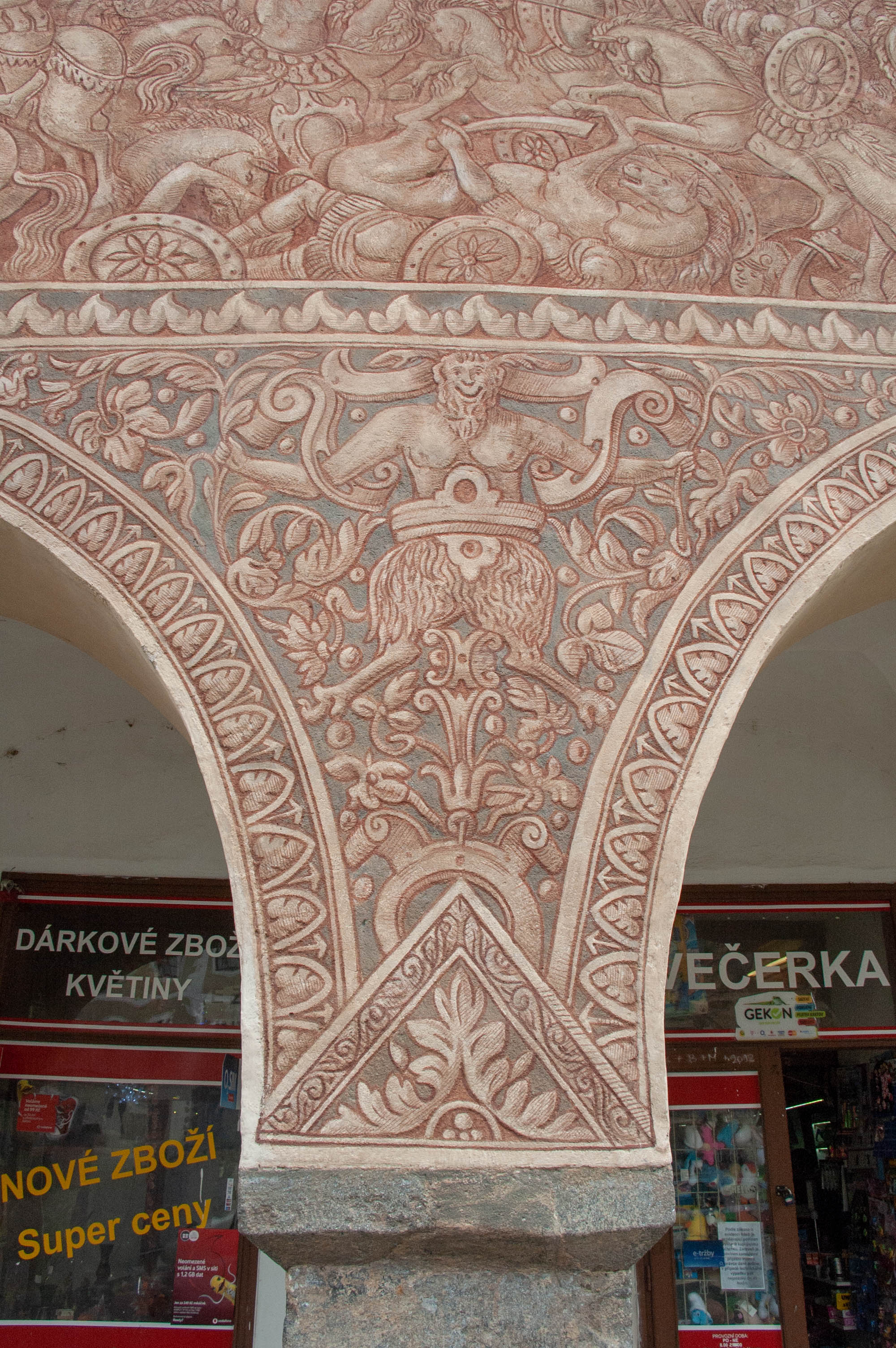
Pohled na podloubí a sgrafita
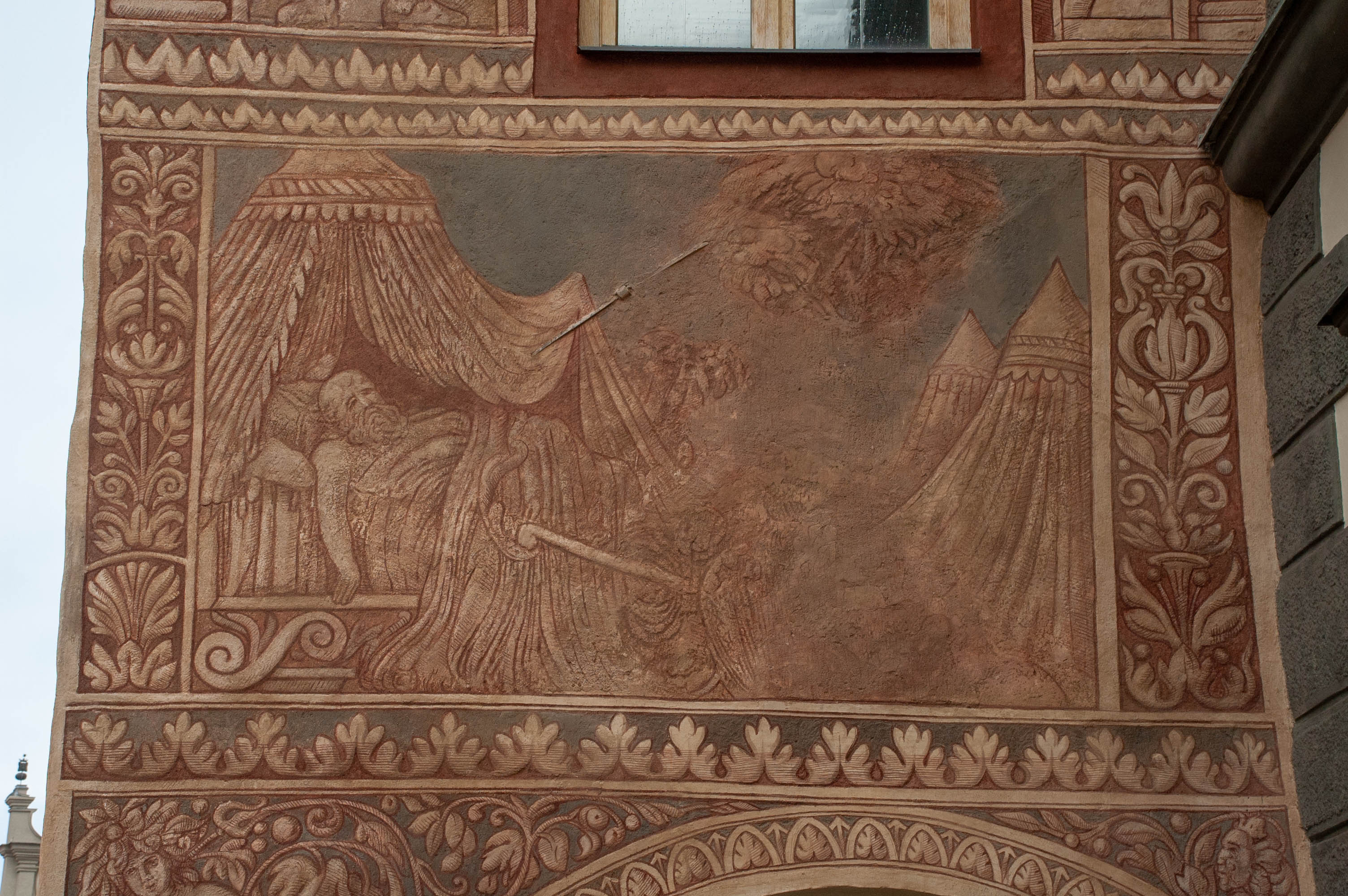
Pohled na podloubí a sgrafita
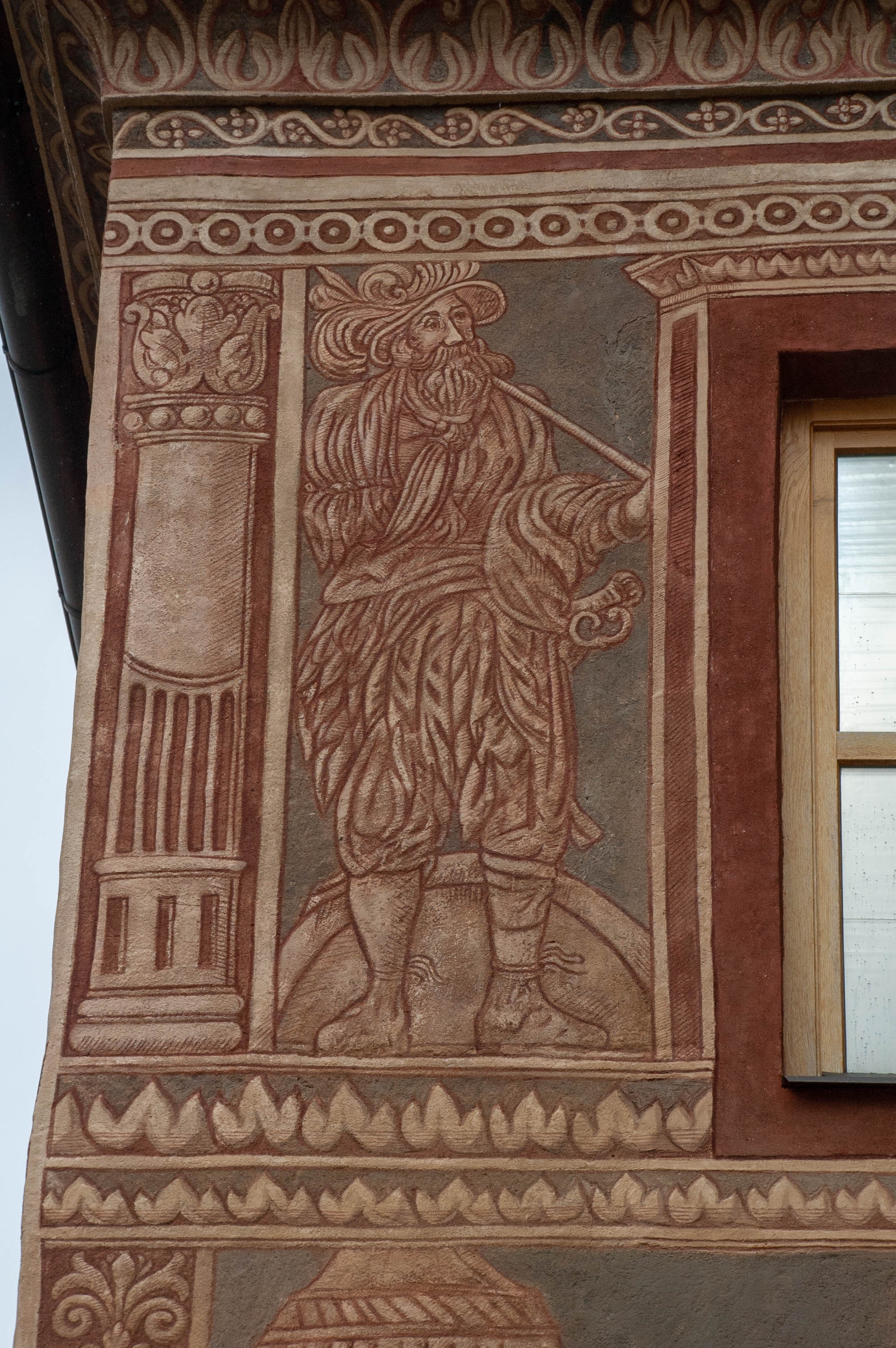
Pohled na podloubí a sgrafita
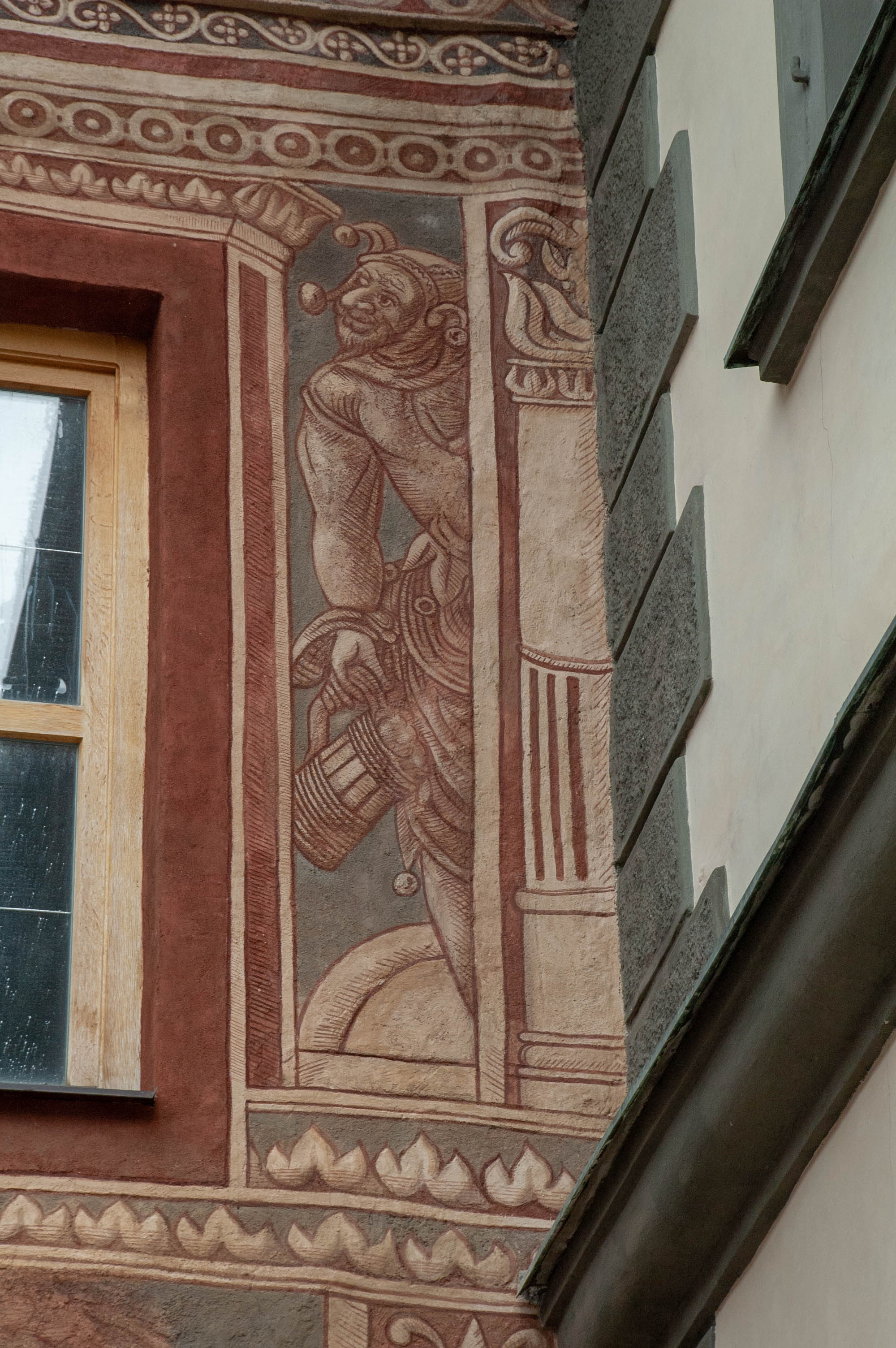
Pohled na podloubí a sgrafita
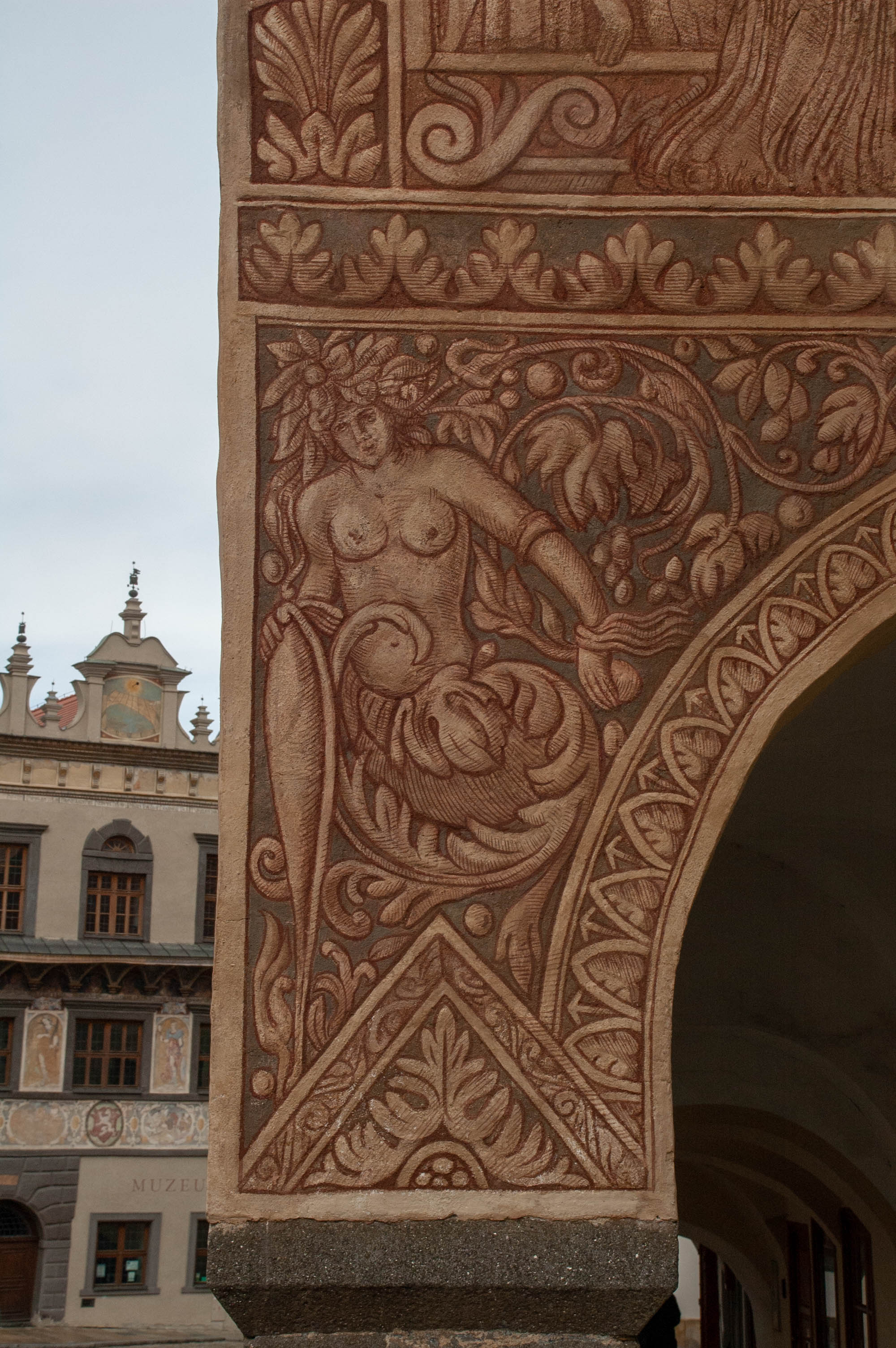
Pohled na podloubí a sgrafita
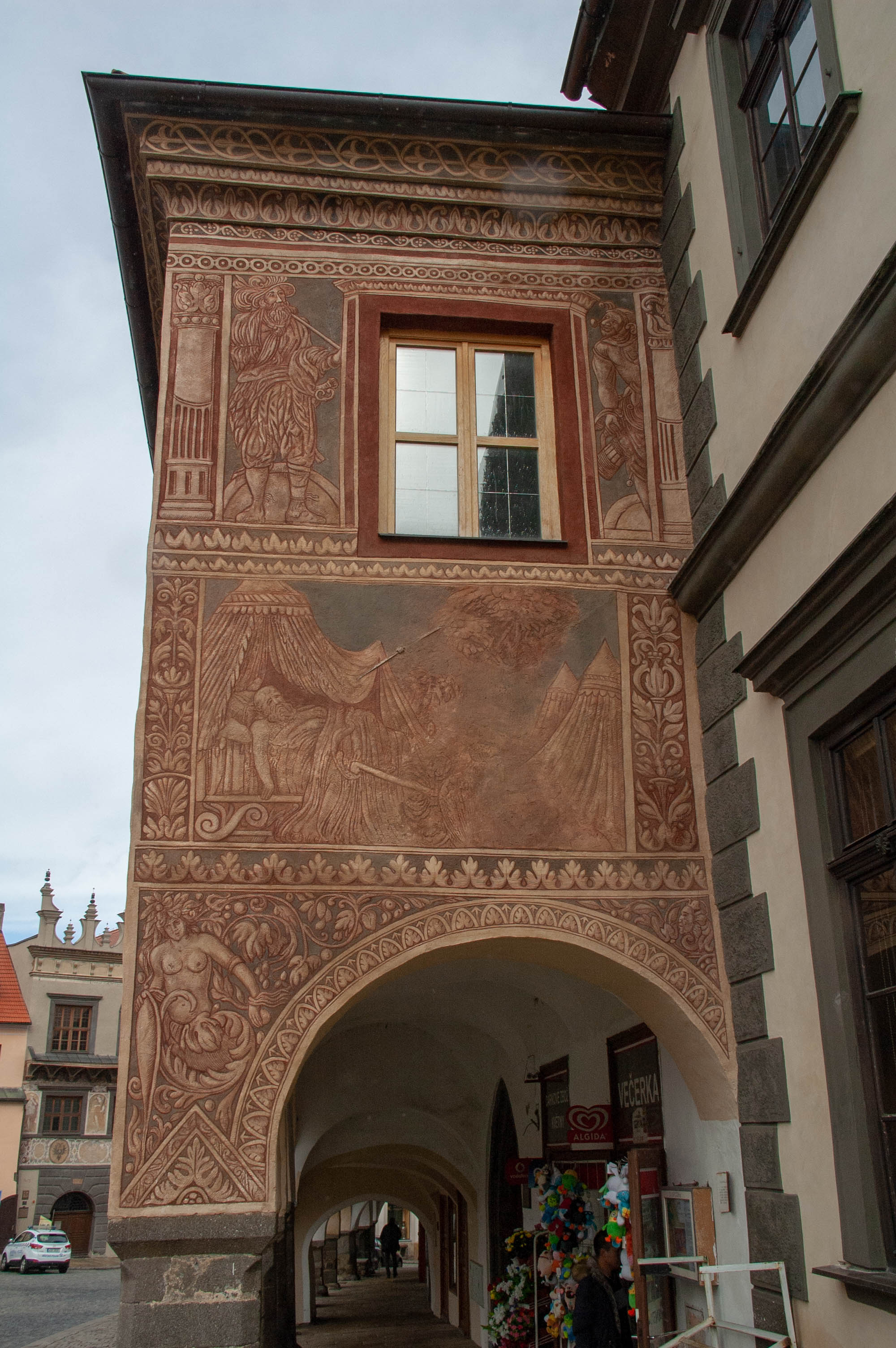
Pohled na podloubí a sgrafita

##### Pohledy na sgrafita Rumpálova domu

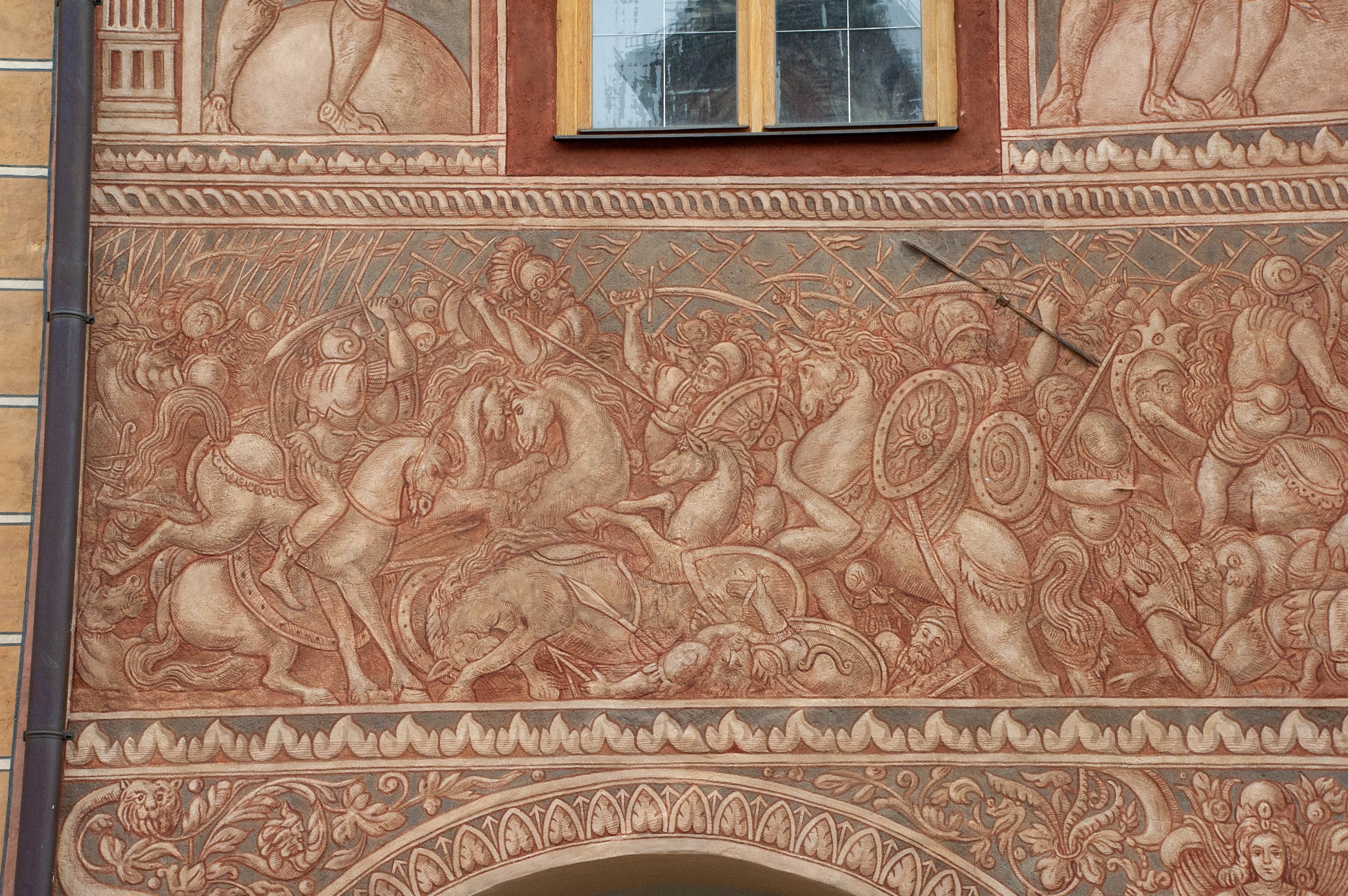
Rumpálův dům – detail bitevní scény na průčelí
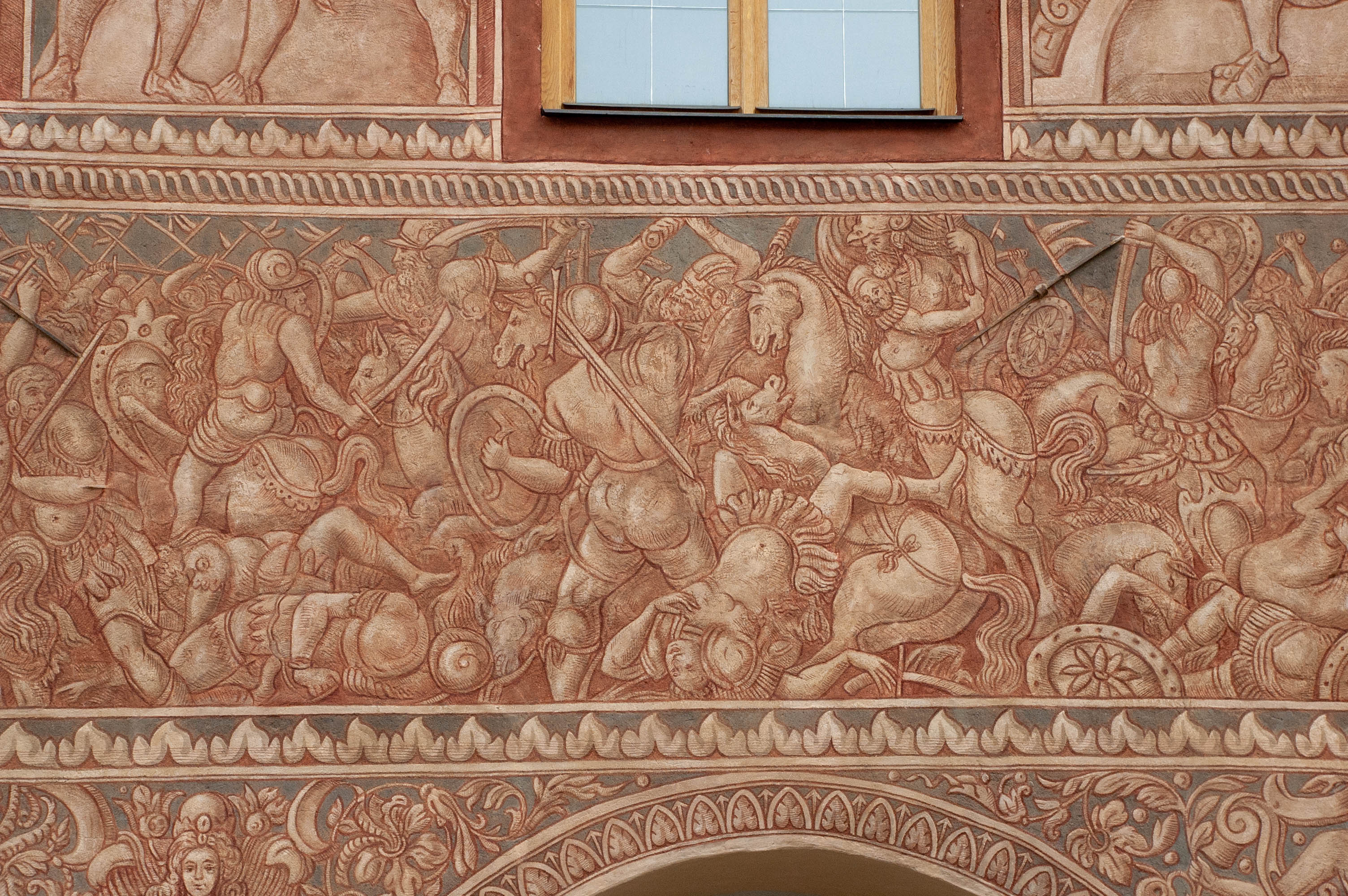
Rumpálův dům – detail bitevní scény na průčelí
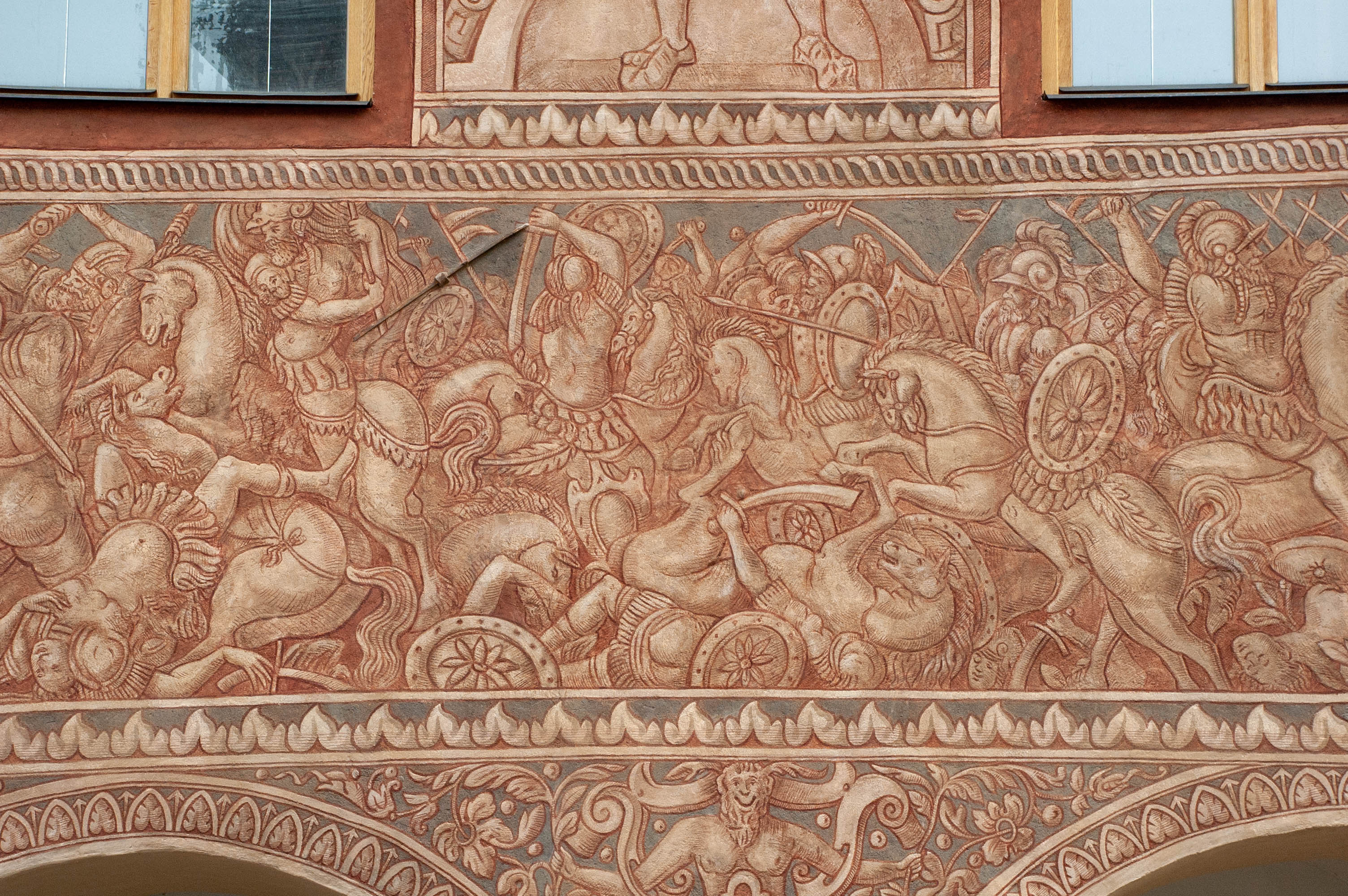
Rumpálův dům – detail bitevní scény na průčelí
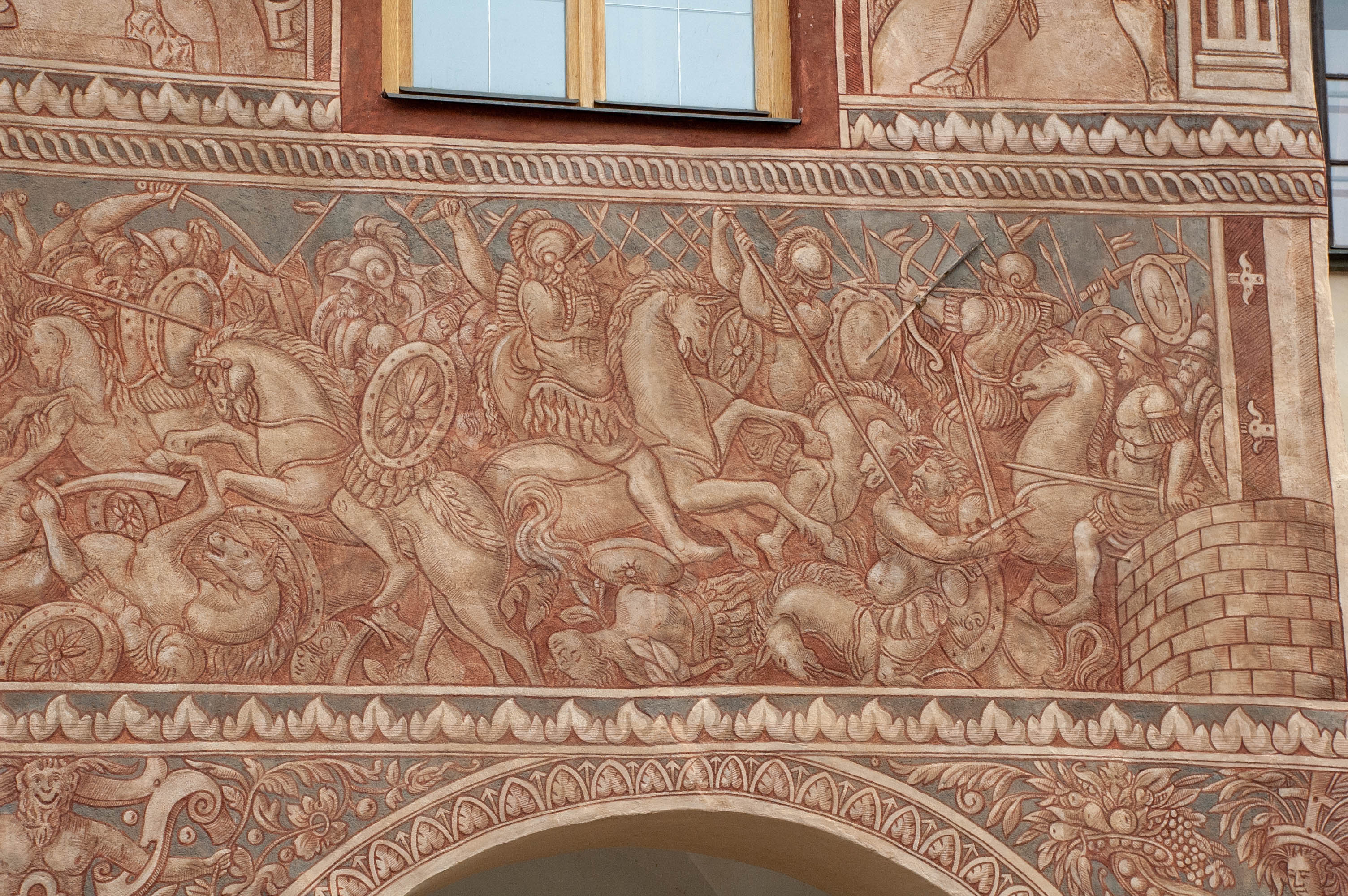
Rumpálův dům – detail bitevní scény na průčelí
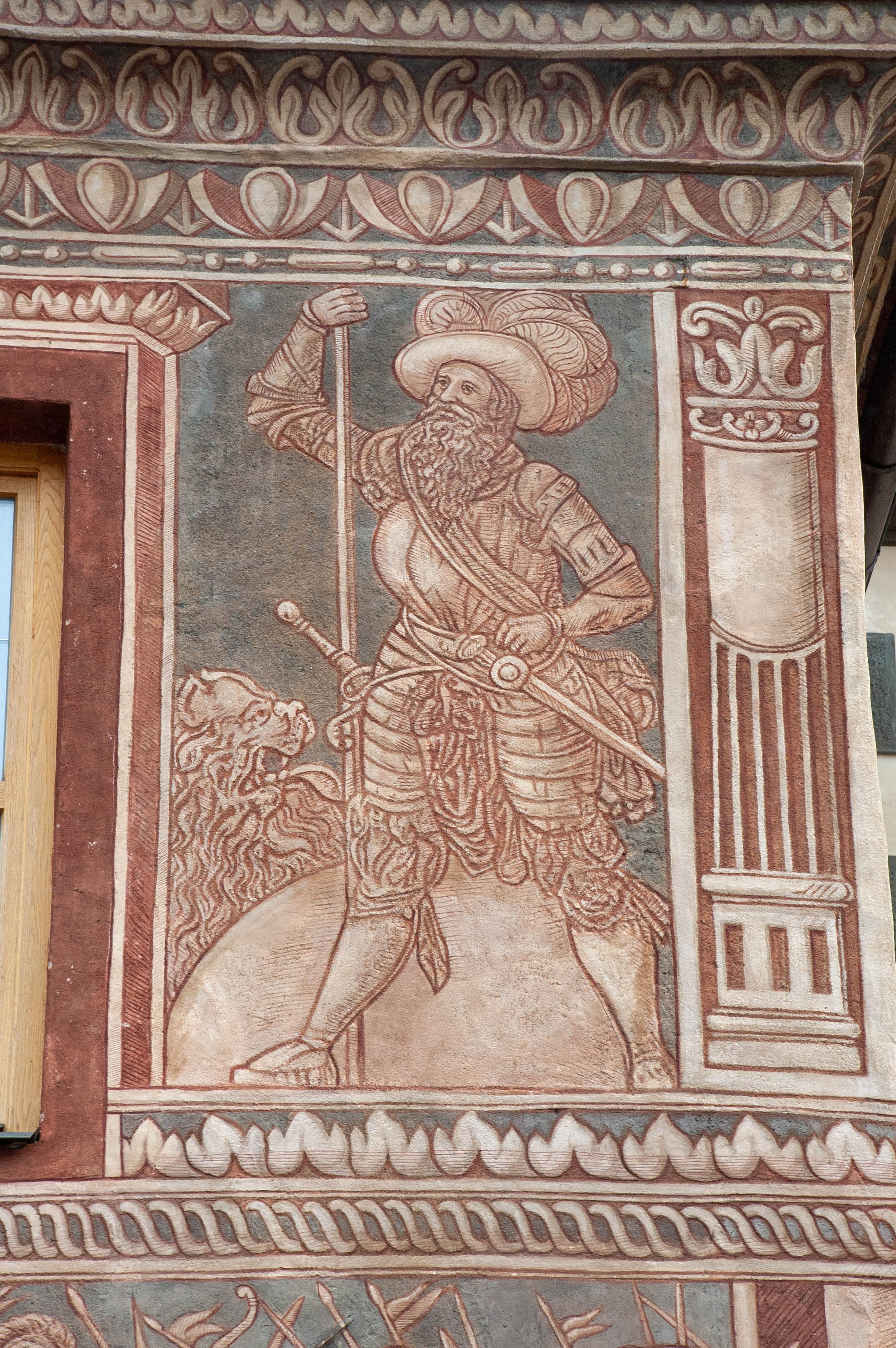
Rumpálův dům – detail sgrafito
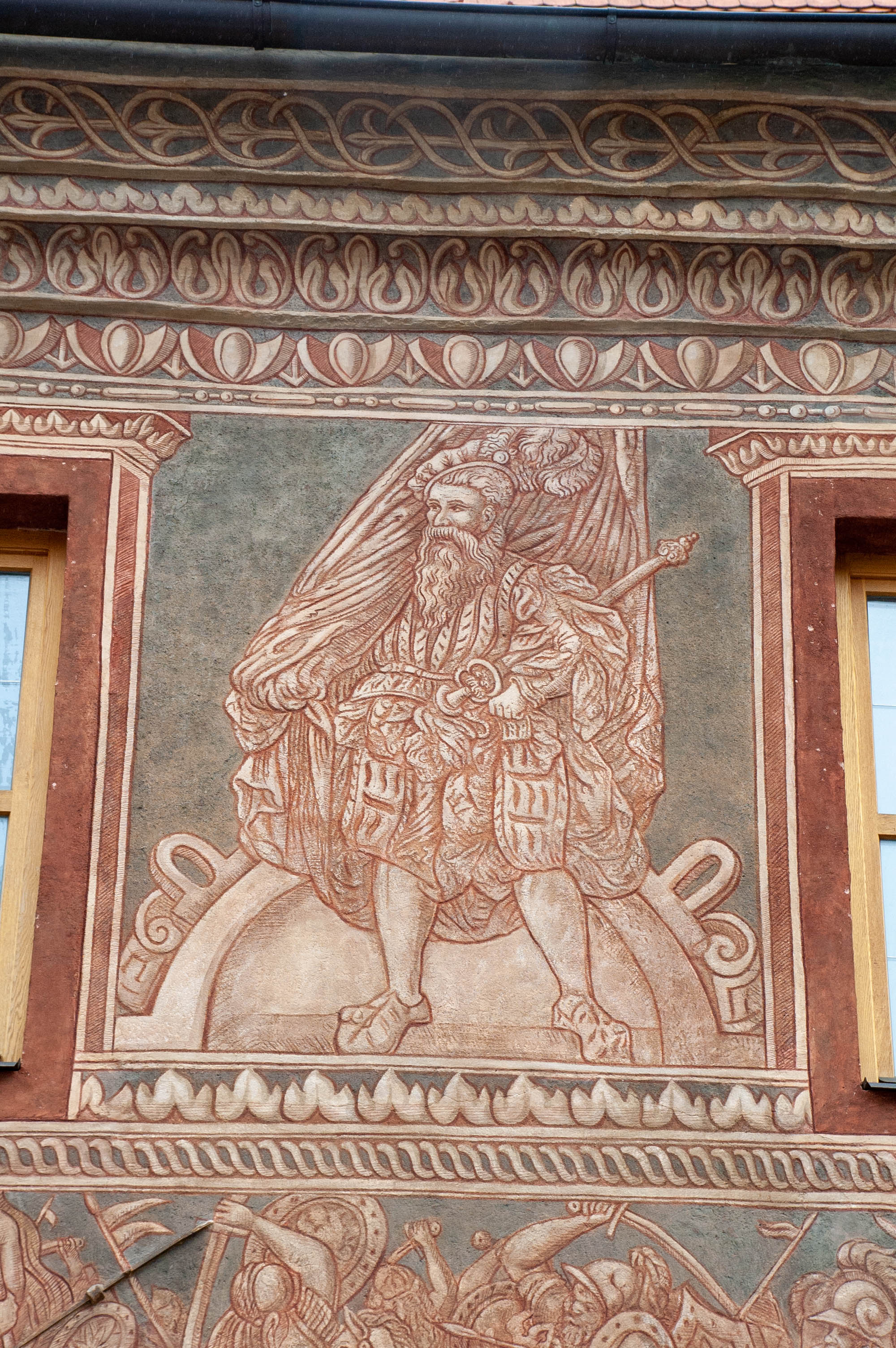
Rumpálův dům – detail sgrafito
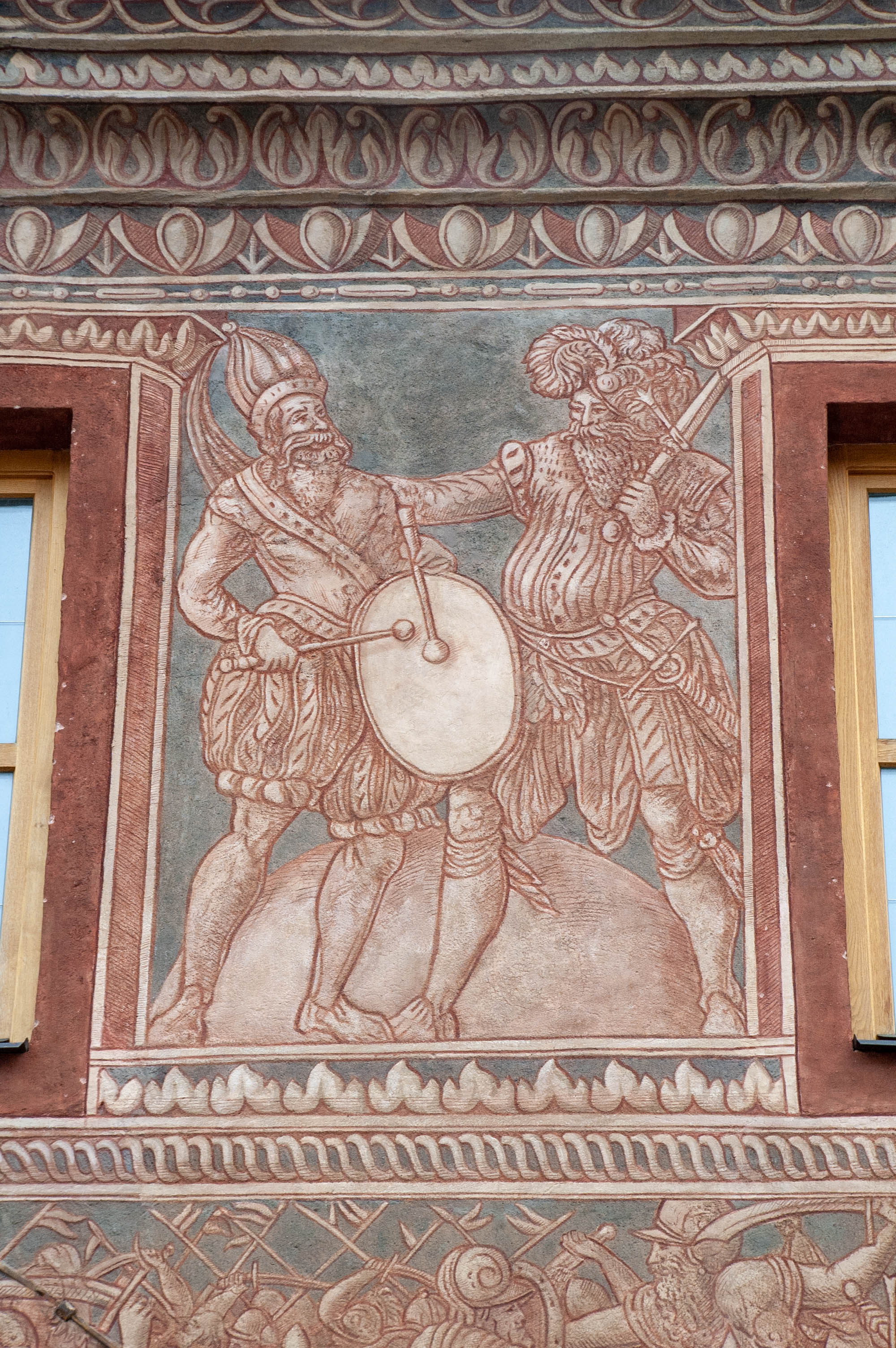
Rumpálův dům – detail sgrafito
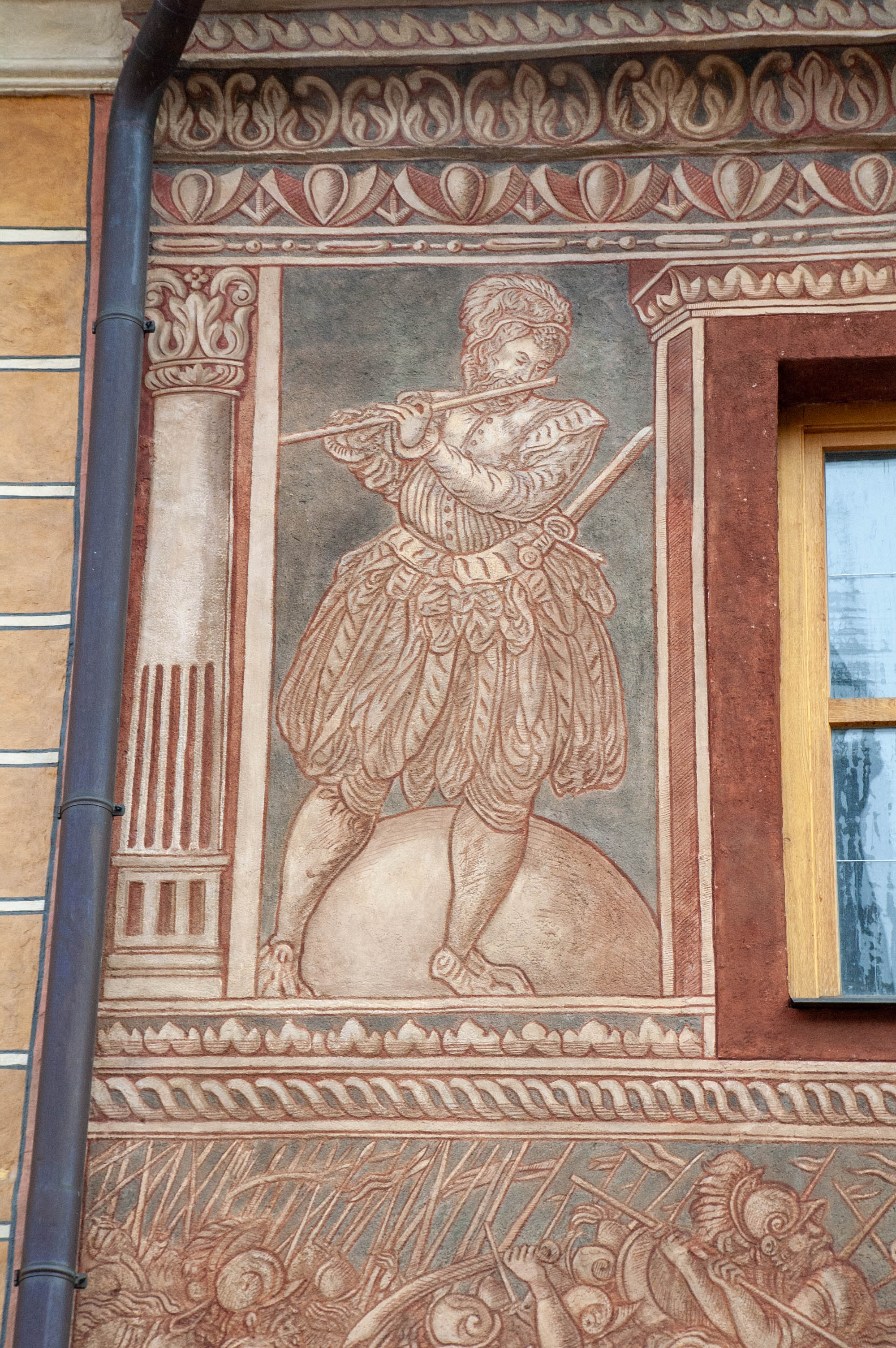
Rumpálův dům – detail sgrafito

##### Pohledy na detaily Rumpálova domu

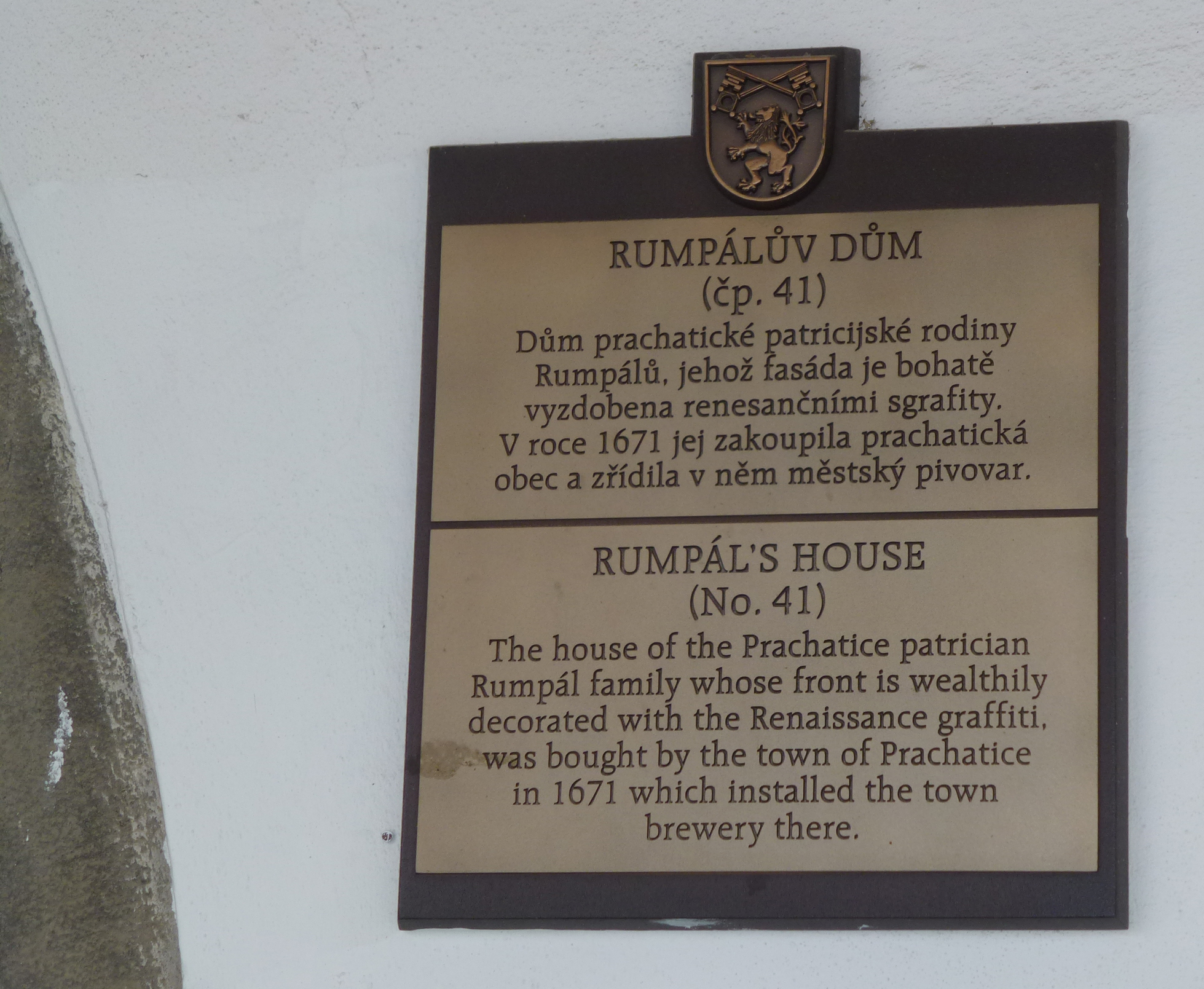
Informační deska – Rumpálův dům

#### Měšťanský dům Neumannova 148

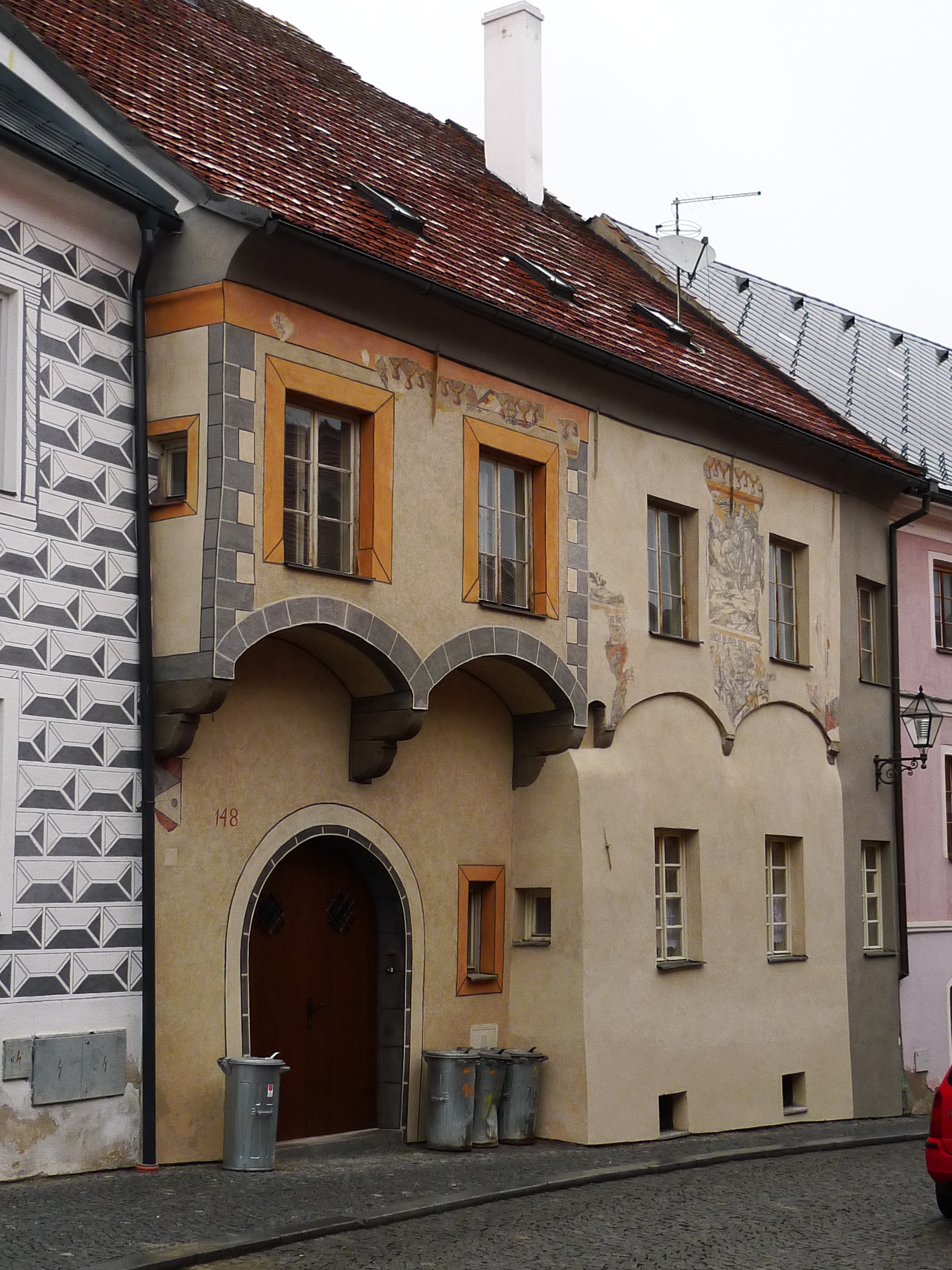
Pohledy na dům Neumannova 148
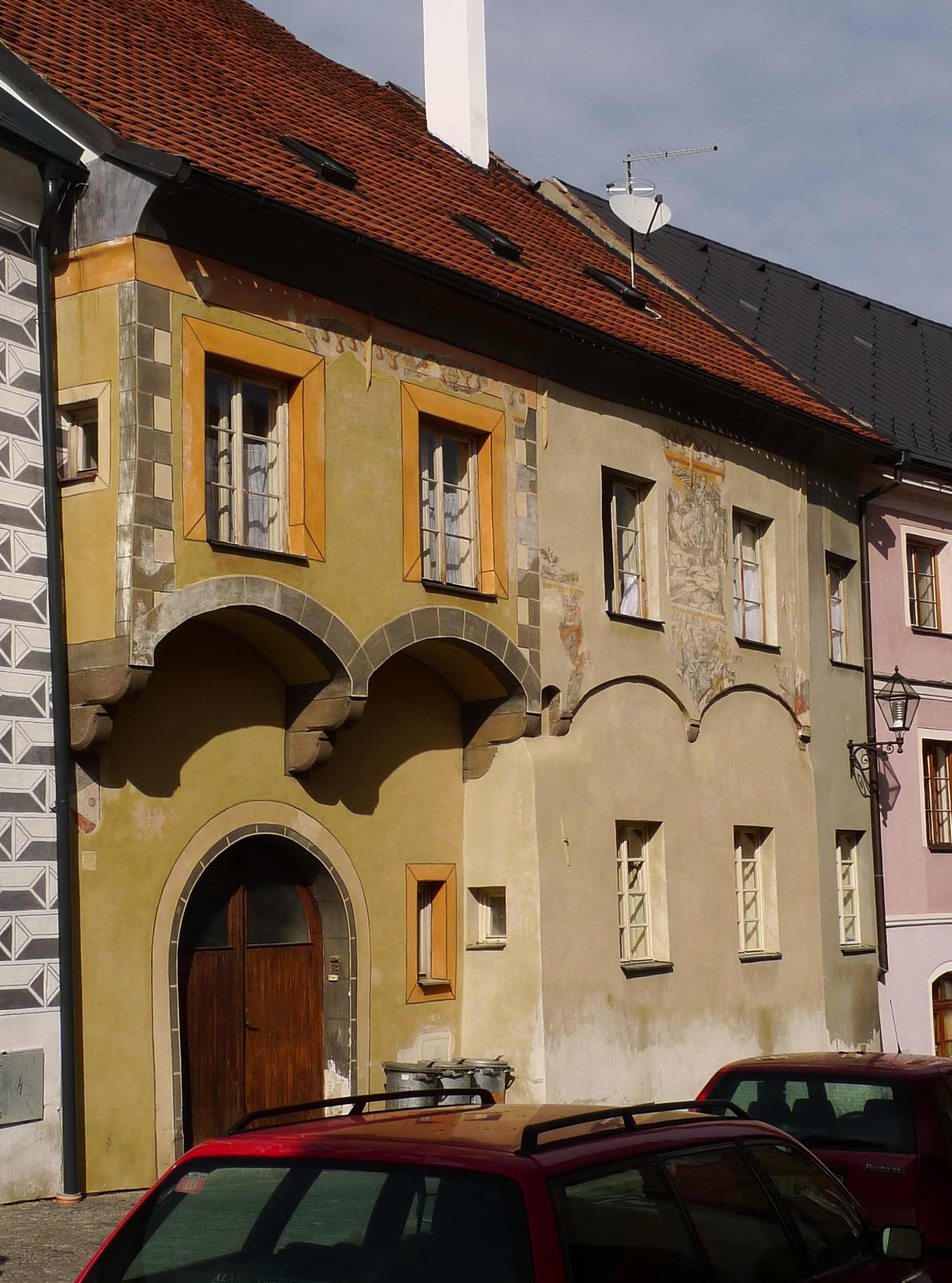
Pohledy na dům Neumannova 148
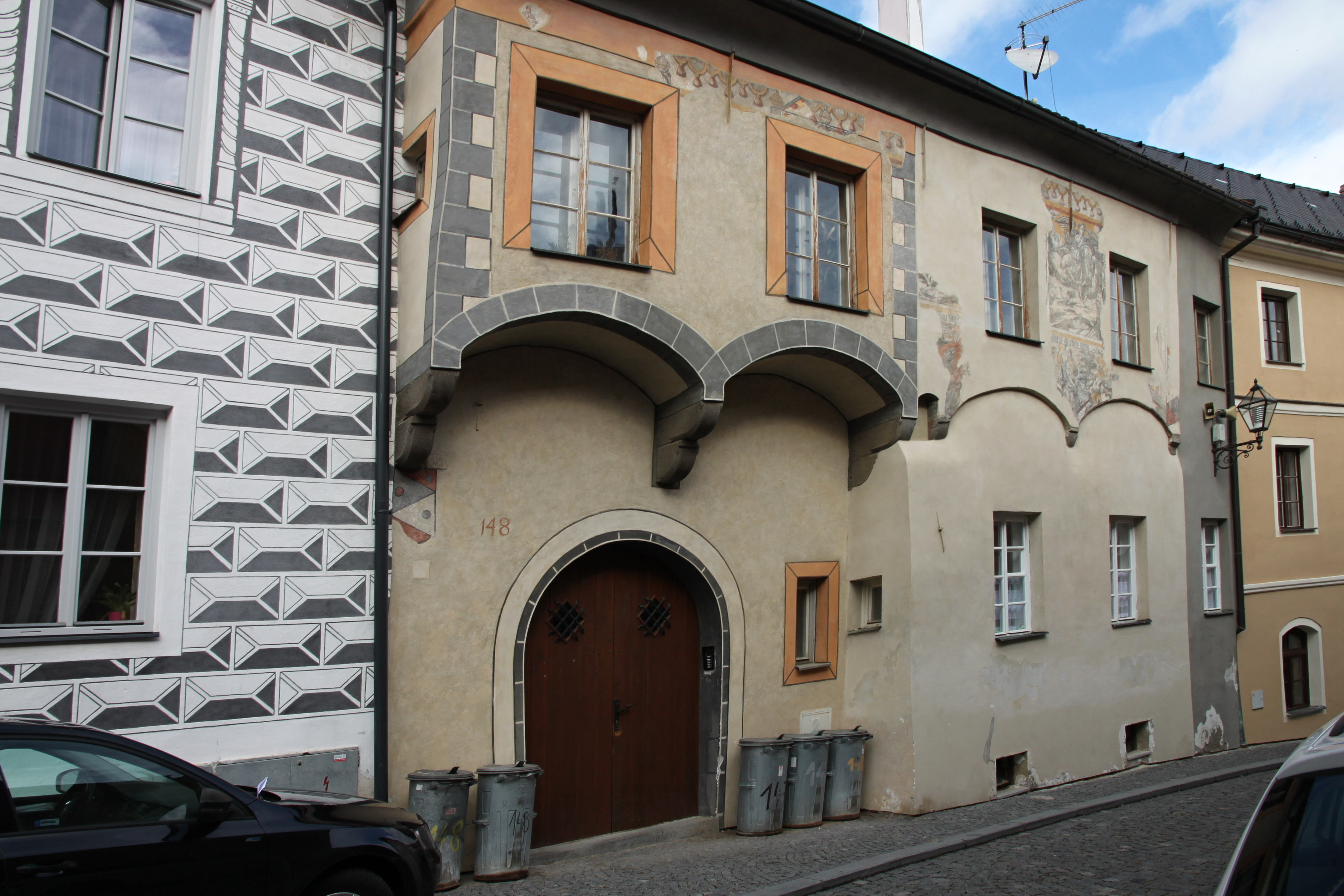
Pohledy na dům Neumannova 148

##### Detaily sgrafit na domě Neumannova 148

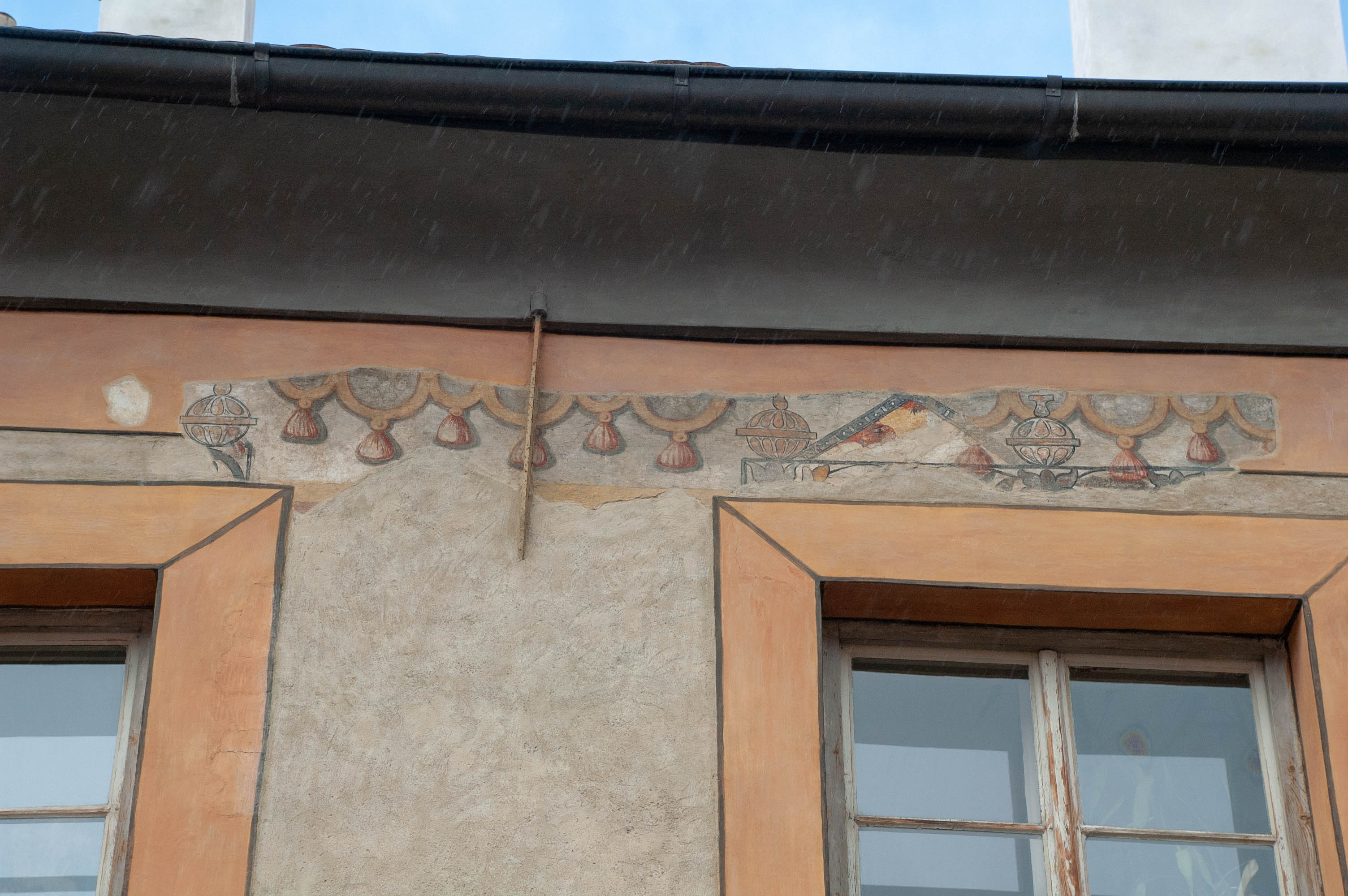
Detaily sgrafit na domě Neumannova 148
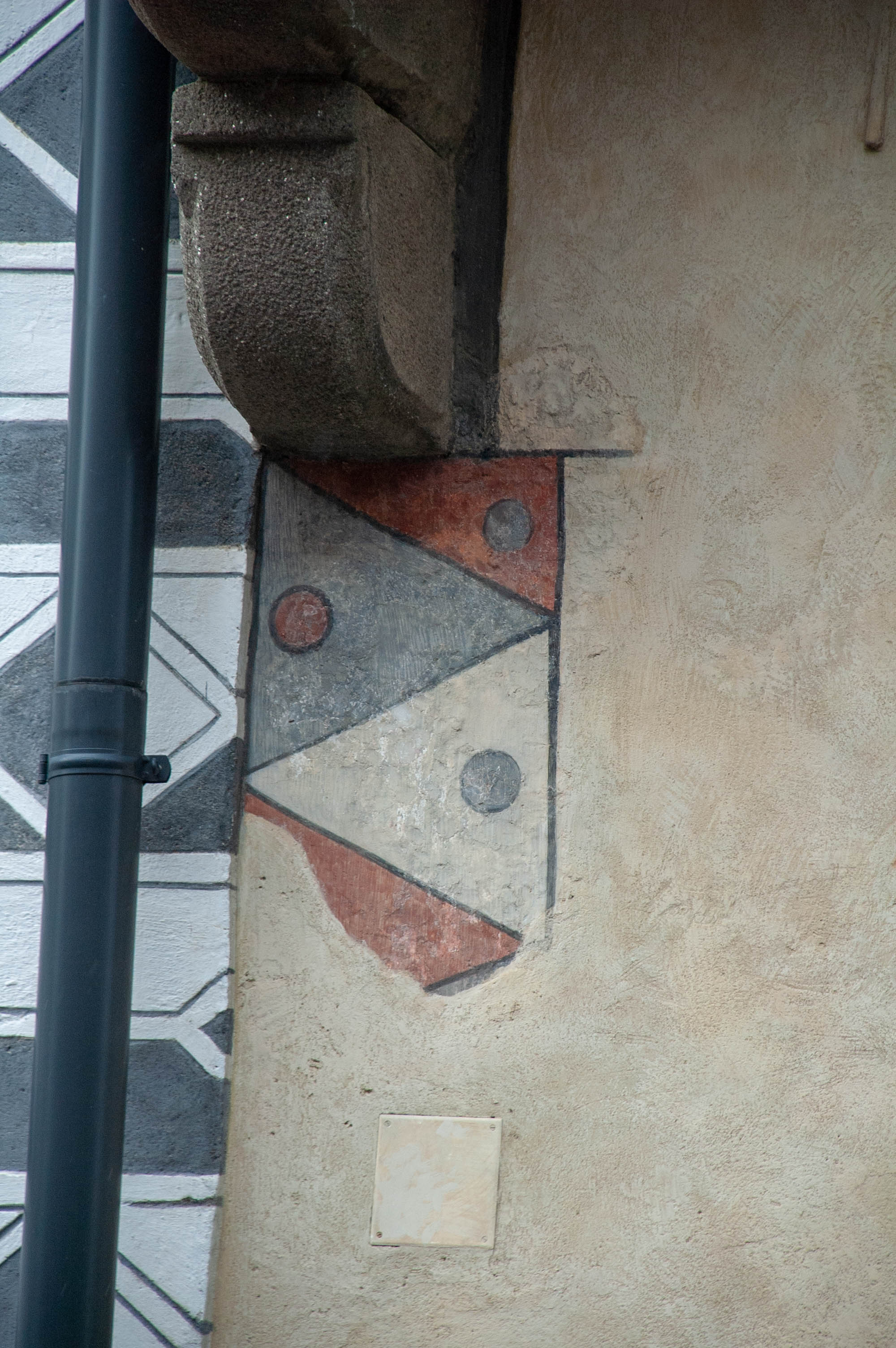
Detaily sgrafit a krakorce na domě Neumannova 148

##### Detaily torza fresek na domě Neumannova 148

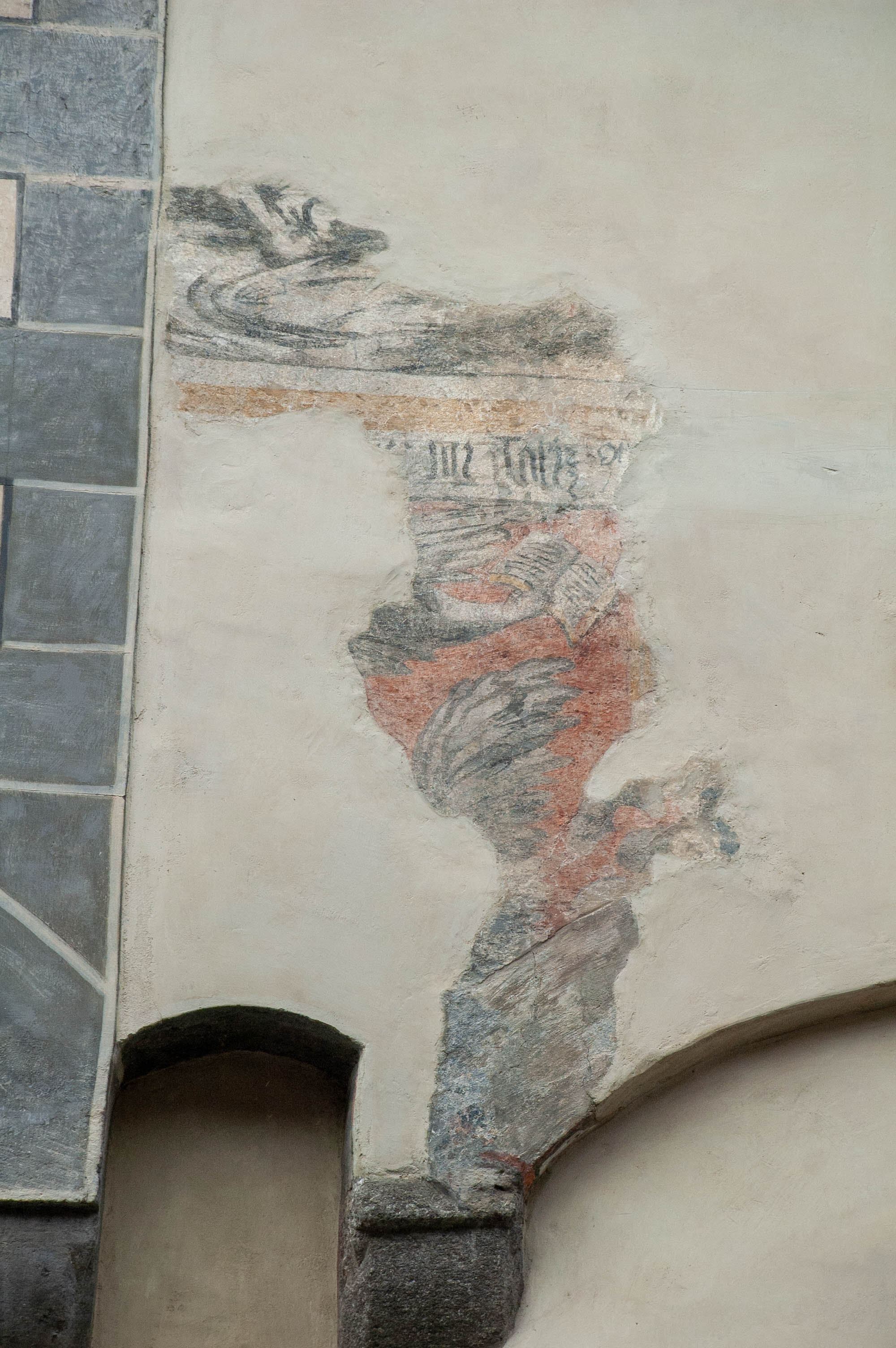
Detaily torza fresek na domě Neumannova 148
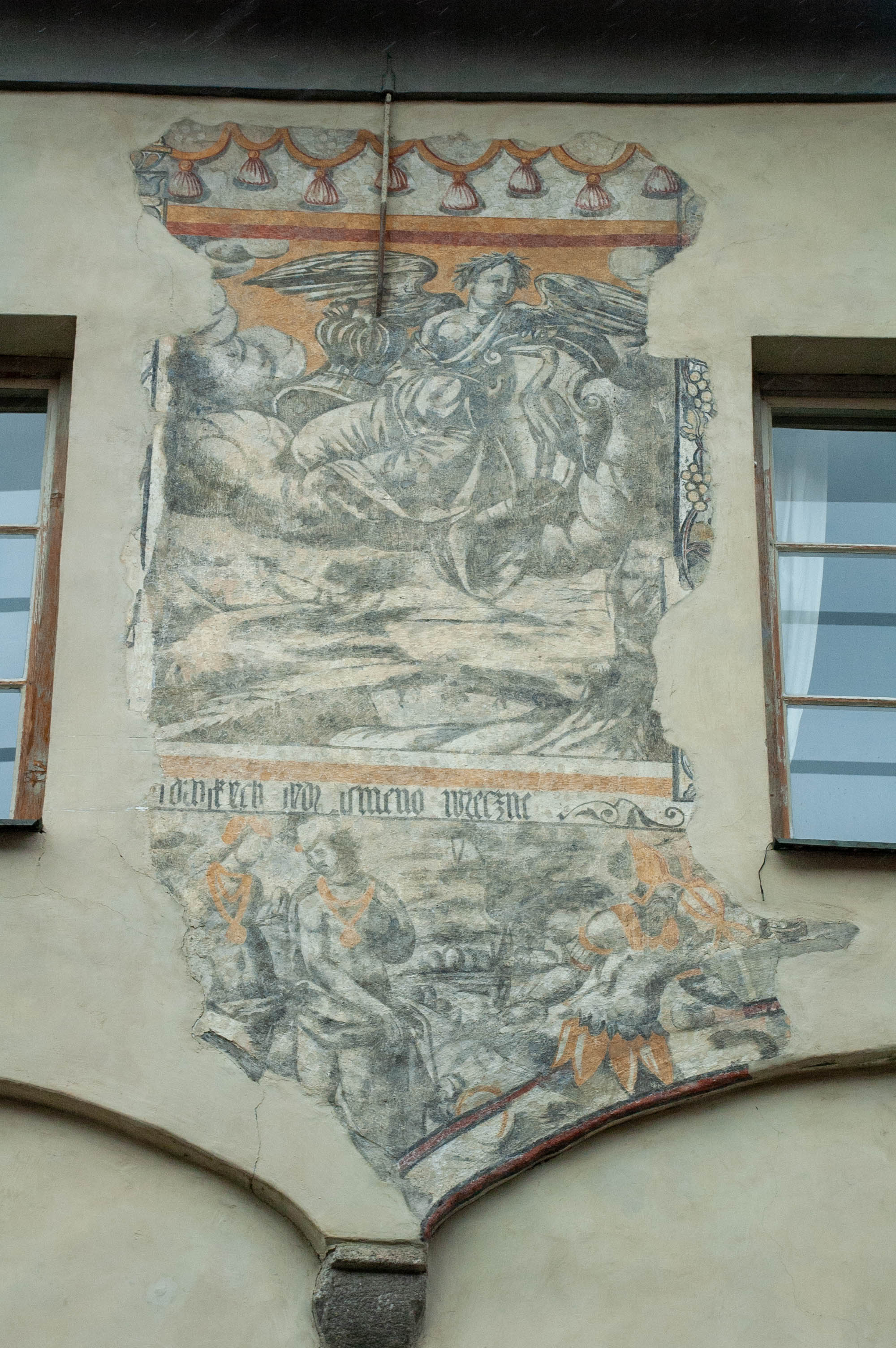
Detaily torza fresek na domě Neumannova 148
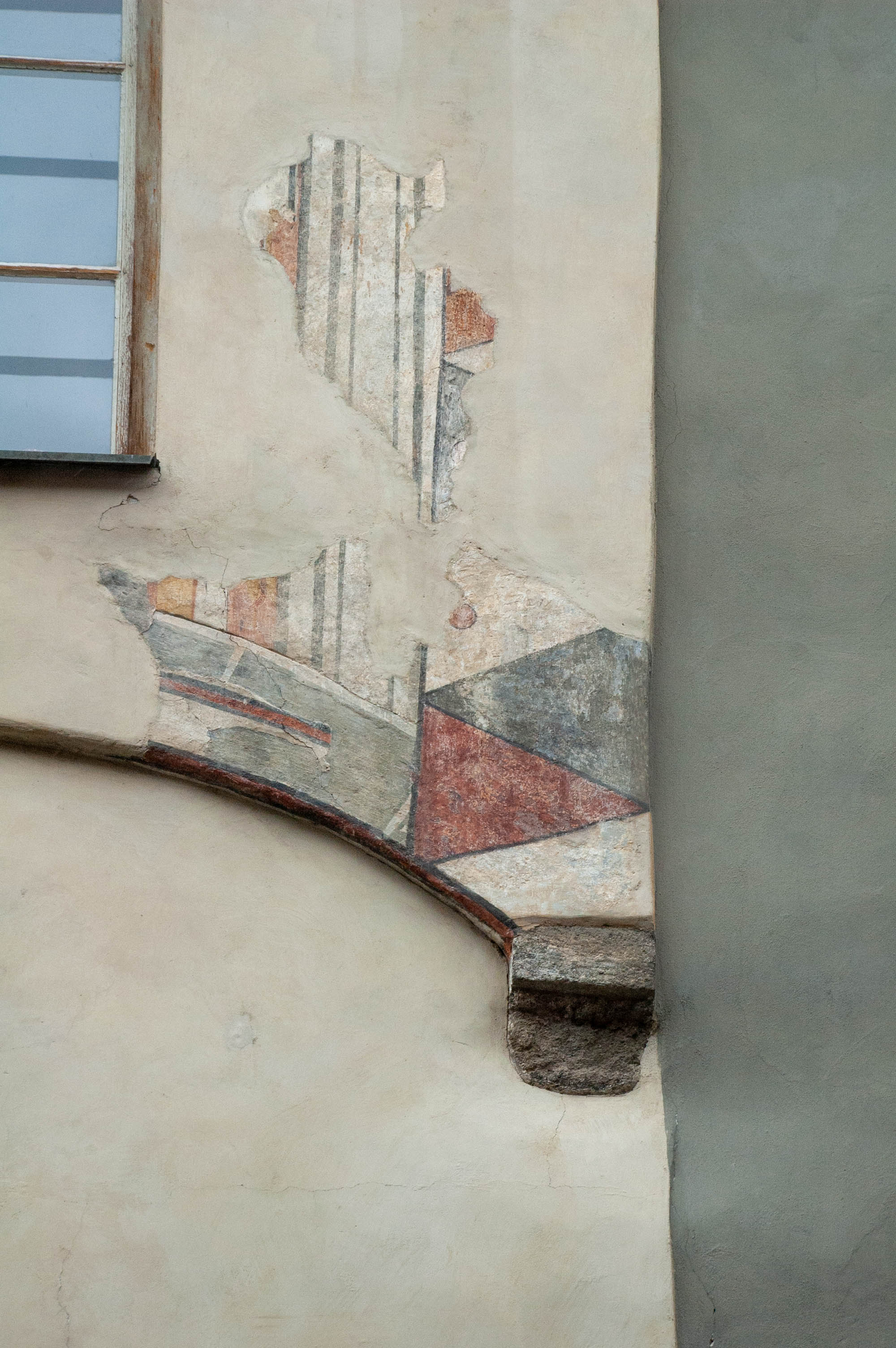
Detaily torza fresek na domě Neumannova 148
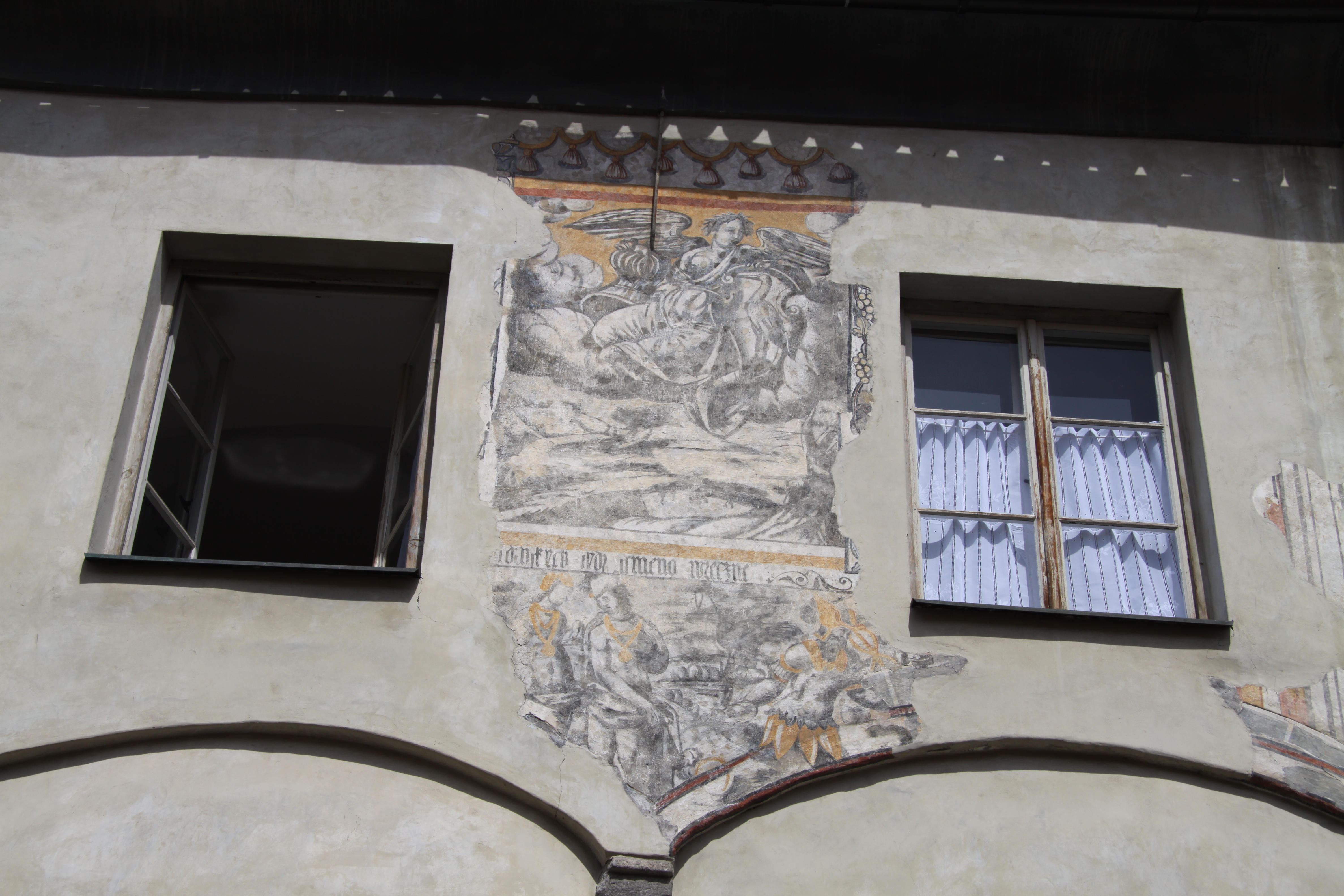
Detail 1. patra na krakorcích domě Neumannova 148

##### Detail 1. patra na krakorcích domě Neumannova 148

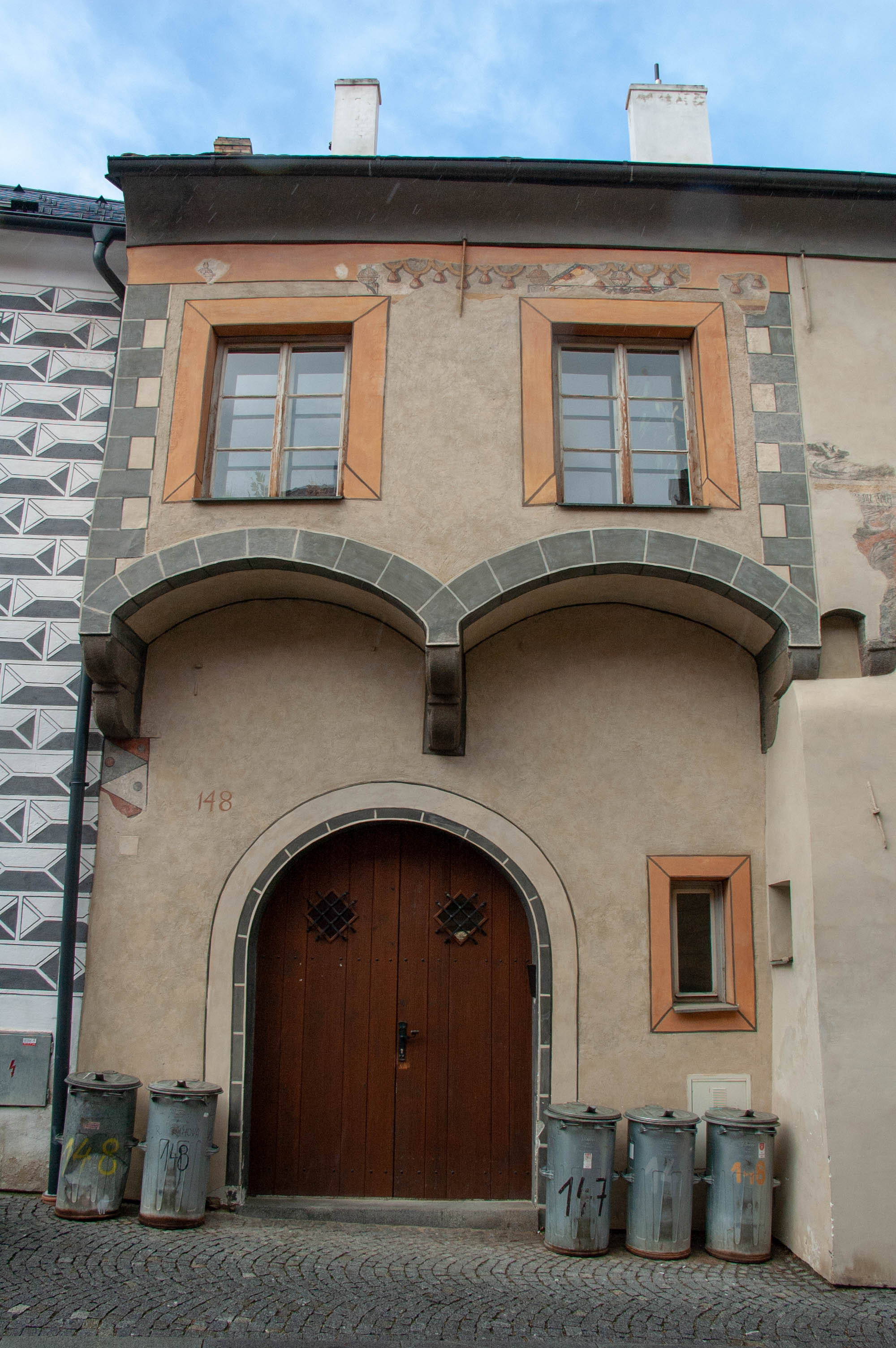
Detail 1. patra na krakorcích domě Neumannova 148
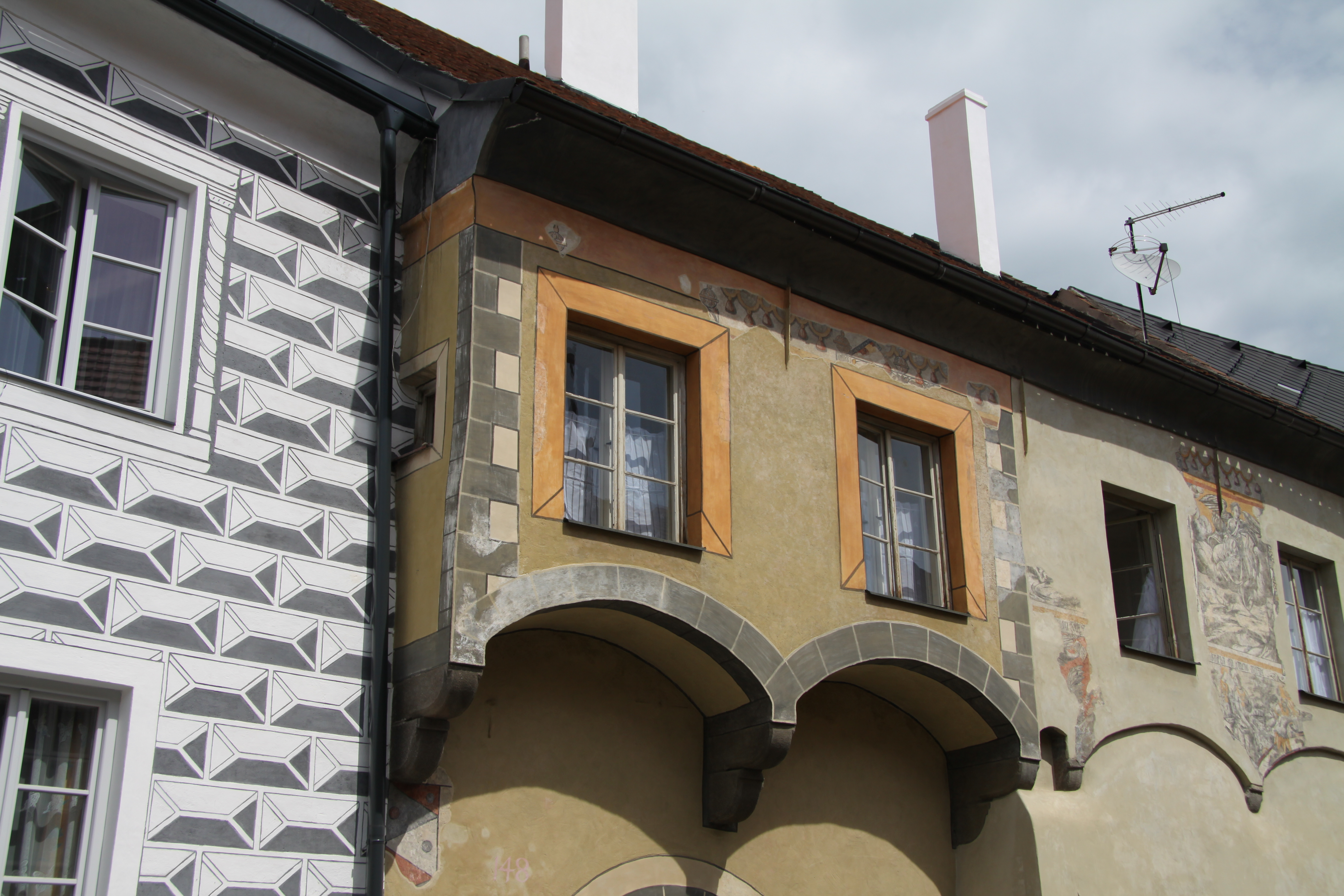
Detail 1. patra na krakorcích domě Neumannova 148